# ドイツの郵便番号一覧

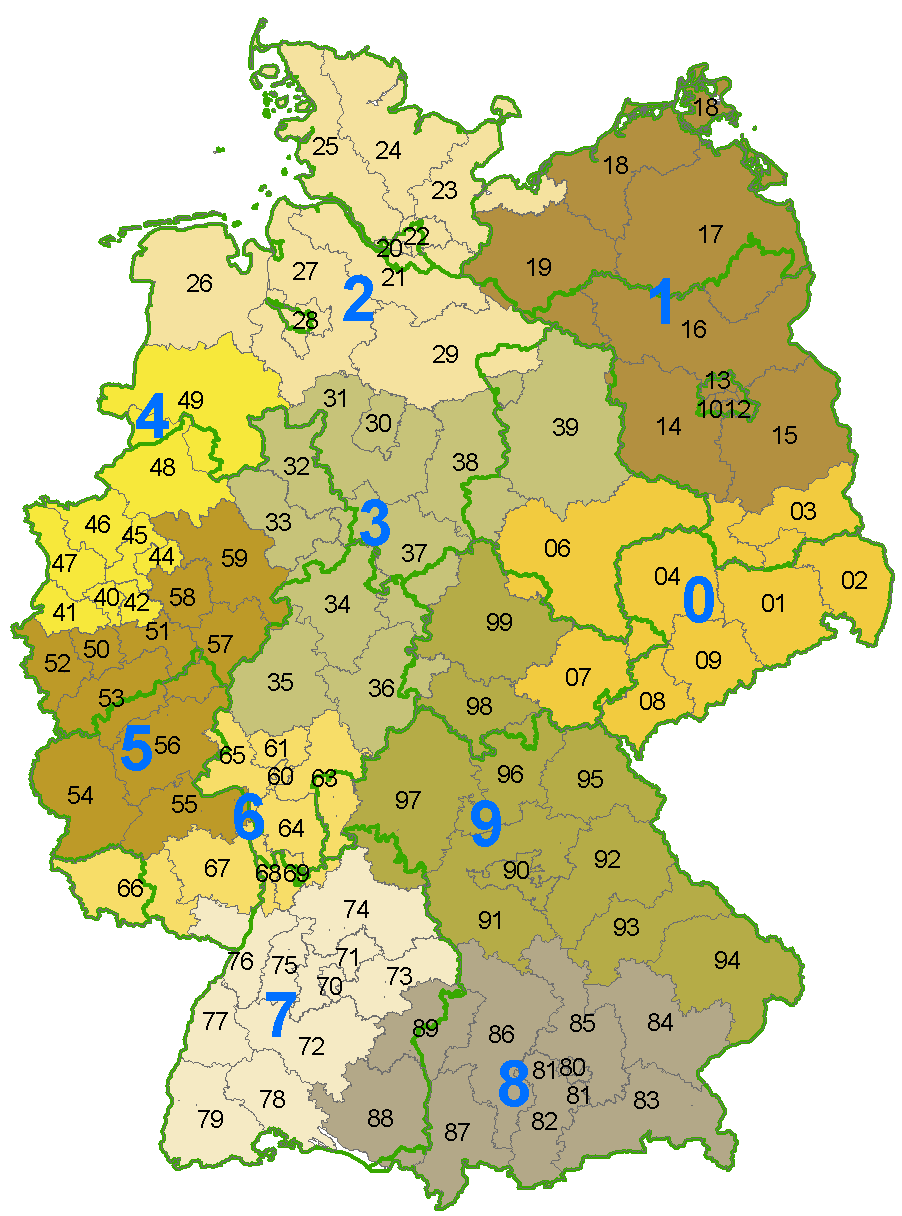
先頭の2桁によるドイツ郵便番号地図。緑線は州の境界線を示し、郵便番号の示す領域とは一致しない。

ドイツにおける郵便番号, 1993年7月1日から、ドイツではPostleitzahl (plural Postleitzahlen, 短縮形は PLZ;)と称する5桁からなる郵便番号を使用している。先頭の2桁は広域の地域番号を示し、続く3桁が郵便配達区域を示している。
ドイツ再統一前は、ドイツ連邦共和国 (FRG) とドイツ民主共和国 (GDR) はそれぞれ、4桁の郵便番号を使っていた。ドイツ再統一の過渡期（1989年から1993年）において郵便番号は、西ドイツにおいては'W'を前置していた（例: W-1000 [Berlin] 30 - 西市街地は郵便番号上、郵便配達区域が分かれていた）。また東ドイツにおいては、'O'を前置した (Ostは東を意味している)。例: O-1xxx Berlin。
大量の郵便物を扱う大口の顧客は、郵便配達区域とは違い、私書箱に割り当てられる独自の郵便番号を割り当てられている。
郵便配達区域は州の境界に必ずしも従っているとは限らないため、州による並べ替えは現実的ではない。
郵便配達区域と郵便番号:

## ザクセン自由州 (Free State of Saxony)

### 01000-01999
- 01067-01328 - ドレスデン (Dresden)
- 01445 - ラーデボイル (Radebeul)
- 01454 - ラーデベルク (Radeberg)
- 01465 - ドレスデン
- 01468-01471 - ラーデブルク (Radeburg)
- 01558 - グローセンハイン (Großenhain)
- 01609 - グレーディッツ (Gröditz)
- 01616 - シュトレーラ (Strehla)
- 01621–01623 - ロンマッチュ (Lommatzsch)
- 01631-01640 - コスヴィヒ (Coswig, Saxony)
- 01662, 01665 - マイセン (Meißen)
- 01683 - ノッセン (Nossen)
- 01705 - フライタール (Freital)
- 01723 - ヴィルスドルッフ (Wilsdruff)
- 01731 - クライシャ (Kreischa)
- 01734 - ラーベナウ (Rabenau, Saxony)
- 01737 - タラント (Tharandt)
- 01744 - ディポルディスヴァルデ (Dippoldiswalde)
- 01768 - グラスヒュッテ (Glashütte)
- 01773 - アルテンベルク (Altenberg, Saxony)
- 01796 - ピルナ (Pirna)
- 01801-01809 - ハイデナウ (Heidenau)
- 01809 - ドーナ (Dohna)
- 01812-01814 - バート・シャンダウ (Bad Schandau)
- 01816, 01819, 01825 - バート・ゴットロイバ＝ベルクギースヒューベル (Bad Gottleuba-Berggießhübel)
- 01824 - ケーニヒスシュタイン (Königstein, Saxony)
- 01825 - リープシュタット (Liebstadt)
- 01829 - シュタット・ヴェーレン (Stadt Wehlen)
- 01833 - シュトルペン (Stolpen)
- 01841–01844 - ノイシュタット・イン・ザクセン (Neustadt in Sachsen)
- 01848 - ホーンシュタイン (Hohnstein)
- 01851–01855 ゼーブニッツ (Sebnitz)
- 01857, 01589, 01591, 01594 - リーザ (Riesa)
- 01877 - ビショフスヴェルダ (Bischofswerda)
- 01896 - プルスニッツ (Pulsnitz)
- 01900 - グロースレールスドルフ (Großröhrsdorf)
- 01917 - カーメンツ (Kamenz)
- 01920 - エルストラ (Elstra)
- 01936 - ケーニヒスブリュック (Königsbrück)

### 02000-02999
- 02625 - バウツェン (Bautzen)
- 02627 - ヴァイセンベルク (Weißenberg)
- 02681 - シルギスヴァルデ＝キルシャウ (Schirgiswalde-Kirschau), ヴィルテン (Wilthen)
- 02708 - レーバウ (Löbau)
- 02742 - ノイザールツァ＝シュプレムベルク (Neusalza-Spremberg)
- 02747 - ヘルンフート (Herrnhut)
- 02727, 02730 - エーバースバッハ＝ノイガースドルフ (Ebersbach-Neugersdorf)
- 02748 - ベルンシュタット (Bernstadt auf dem Eigen)
- 02763 - ツィッタウ (Zittau)
- 02782 - ザイフヘナースドルフ (Seifhennersdorf)
- 02788 - ツィッタウ
- 02826-02829 - ゲルリッツ (Görlitz)
- 02894 - ライヒェンバッハ (Reichenbach (Oberlausitz))
- 02899 - オストリッツ (Ostritz)
- 02906 - ニースキー (Niesky)
- 02929 - ローテンブルク (Rothenburg, Oberlausitz)
- 02943 - ヴァイスヴァッサー (Weißwasser)
- 02953 - バート・ムスカウ (Bad Muskau)
- 02977 - ホイエルスヴェルダ (Hoyerswerda)
- 02991 - ラウタ (Lauta)
- 02994 - ベルンスドルフ (Bernsdorf, Bautzen)
- 02997 - ヴィッティヘナウ (Wittichenau)

### 04000-04999
- 04103-04358 - ライプツィヒ (Leipzig)
- 04416 - マルククレーベルク (Markkleeberg)
- 04420 - マルクアンシュテット (Markranstädt)
- 04425 - タウハ (Taucha)
- 04435 - シュクロイディッツ (Schkeuditz)
- 04442 - ツヴェンカウ (Zwenkau)
- 04746 - ハルタア (Hartha)
- 04509 - デーリッチュ (Delitzsch)
- 04523 - ペガウ (Pegau)
- 04539 - グロイッチュ (Groitzsch)
- 04552 - ボルナ (Borna, Leipzig)
- 04564 - ベーレン (Böhlen)
- 04567 - キツシャー (Kitzscher)
- 04571 - レータ (Rötha)
- 04643 - ガイターン (Geithain)
- 04651 - バート・ラウジック (Bad Lausick)
- 04654 - フローブルク (Frohburg)
- 04655 - コーレン＝ザーリス (Kohren-Sahlis)
- 04565 - レギス＝ブライティンゲン (Regis-Breitingen)
- 04668 - グリンマ (Grimma)
- 04680 - コルディッツ (Colditz)
- 04683 - ナウンホフ (Naunhof)
- 04687 - トレプセン (Trebsen)
- 04703 - ライスニヒ (Leisnig)
- 04720 - デーベルン (Döbeln)
- 04736 - ヴァルトハイム (Waldheim, Saxony)
- 04741 - ロスヴァイン (Roßwein)
- 04758 - オーシャッツ (Oschatz)
- 04769 - ミューゲルン (Mügeln)
- 04774 - ダーレン (Dahlen, Saxony)
- 04808 - ヴルツェン (Wurzen)
- 04821 - ブランディス (Brandis, Germany)
- 04838 - アイレンブルク (Eilenburg)
- 04849 - バート・デューベン (Bad Düben)
- 04860 - トルガウ (Torgau)
- 04874 - ベルゲルン (Belgern)
- 04880 - ドミッチュ (Dommitzsch)
- 04889 - シルダウ (Schildau)

### 07000-07999
- 07985 - エルスターベルク (Elsterberg)
- 07919 - ミュールトロッフ (Mühltroff)
- 07952 - パウザ (Pausa, Saxony)

### 08000-08999
- 08056-08066 - ツヴィッカウ (Zwickau)
- 08107 - キルヒベルク (Kirchberg, Saxony)
- 08112 - ヴィルカウ＝ハスラウ (Wilkau-Haßlau)
- 08118 - ハルテンシュタイン (Hartenstein, Saxony)
- 08132 - ミュールセン (Mülsen)
- 08134 - ヴィルデンフェルス (Wildenfels)
- 08209 - アウアーバッハ (Auerbach (Vogtland))
- 08223 - ファルケンシュタイン (Falkenstein, Saxony)
- 08228 - ローデヴィッシュ (Rodewisch)
- 08233 - トロイエン (Treuen)
- 08248 - クリンゲンタール (Klingenthal)
- 08258 - マルクノイキルヘン (Markneukirchen)
- 08261 - シェーネック (Schöneck, Saxony)
- 08280 - アウエ (Aue)
- 08289 - シュネーベルク (Schneeberg, Saxony)
- 08294 - レースニッツ (Lößnitz)
- 08297 - ツヴェーニッツ (Zwönitz)
- 08309 - アイベンシュトック (Eibenstock)
- 08312 - ラウター (Lauter, Saxony)
- 08340 - シュヴァルツェンベルク (Schwarzenberg, Saxony)
- 08344 - グリューンハイン＝バイアーフェルト (Grünhain-Beierfeld)
- 08349 - ヨハンジョルゲンシュタット (Johanngeorgenstadt)
- 08371 - グラウハウ (Glauchau)
- 08393 - メラーネ (Meerane)
- 08396 - ヴァルデンブルク (Waldenburg, Saxony)
- 08412 - ヴェルダウ (Werdau)
- 08451 - クリミチャウ (Crimmitschau)
- 08468 - ライヒェンバッハ (Reichenbach im Vogtland)
- 08485 - レンゲンフェルト (Lengenfeld))
- 08491 - ネチュカウ (Netzschkau)
- 08499 - ミーラウ (Mylau)
- 08523, 08525, 08527, 8529, 08541, 08547 プラウエン (Plauen)
- 08606 - エルスニッツ (Oelsnitz, Vogtland)
- 08626 - アードルフ (Adorf/Vogtl.)
- 08645 - バート・エルスター (Bad Elster)

### 09000-09999
- 09111-09131 - ケムニッツ (Chemnitz)
- 09212 - リンバッハ＝オーバーフローナ (Limbach-Oberfrohna)
- 09217 - ブルクシュテット (Burgstädt)
- 09224, 09228, 09247 - ケムニッツ
- 09249 - タウラ (Taura)
- 09306 - ロッホリッツ (Rochlitz)
- 09322 - ペニヒ (Penig)
- 09326 - ゲリングスヴァルデ (Geringswalde)
- 09328 - ルンツェナウ (Lunzenau)
- 09337 - ホーエンシュタイン＝エルンストタール (Hohenstein-Ernstthal)
- 09350 - リヒテンシュタイン (Lichtenstein, Saxony)
- 09353 - オーバールングヴィッツ (Oberlungwitz)
- 09366 - シュトルベルク (Stollberg)
- 09376 - エルスニッツ (Oelsnitz, Erzgebirge)
- 09380 - タールハイム (Thalheim, Saxony)
- 09385 - ルーガウ (Lugau)
- 09405 - チョッパウ (Zschopau)
- 09419 - トゥーム (Thum)
- 09427 - エーレンフリーダースドルフ (Ehrenfriedersdorf)
- 09429 - ヴォルケンシュタイン (Wolkenstein)
- 09434 - チョッパウ
- 09456 - アンベルク＝ブッフホルツ (Annaberg-Buchholz)
- 09468 - ガイヤー (Geyer)
- 09477 - イェーシュタット (Jöhstadt)
- 09481 - エルターライン (Elterlein), シャイベンベルク (Scheibenberg)
- 09484 - オーバーヴィーゼンタール (Oberwiesenthal)
- 09487 - シュレッタウ (Schlettau)
- 09496 - マリーエンベルク (Marienberg)
- 09514 - レンゲフェルト (Lengefeld)
- 09517 - ツェーブリッツ (Zöblitz)
- 09526 - オルベルンハウ (Olbernhau)
- 09557 - フレーア (Flöha)
- 09569 - エーデラン (Oederan)
- 09573 - アウグストゥスブルク (Augustusburg)
- 09599 - フライベルク (Freiberg)
- 09603 - グロースシルマ (Großschirma)
- 09618 - ブラント＝エルビスドルフ (Brand-Erbisdorf)
- 09619 - ザイダ (Sayda)
- 09623 - フラウエンシュタイン (Frauenstein , Saxony)
- 09648 - ミットヴァイダ (Mittweida)
- 09661 - ハイニヒェン (Hainichen, Saxony)
- 09669 - フランケンベルク (Frankenberg, Saxony)

## ザクセン＝アンハルト州 (Saxony-Anhalt)

### 06000-06999
- 06108-06123 - ハレ (ザーレ) (Halle (Saale))
- 06188 - ランツベルク (Landsberg, Saxony-Anhalt)
- 06193 - ヴェッティン＝レーベユーン (Wettin-Löbejün)
- 06217 - メルゼブルク (Merseburg)
- 06231 - バート・デュレンベルク (Bad Dürrenberg)
- 06237 - ロイナ (Leuna)
- 06242 - ブラウンスベードラ (Braunsbedra)
- 06246 - バート・ラウフシュテット (Bad Lauchstädt)
- 06249, 06255 - ミュッヘルン (Mücheln)
- 06259 - ブラウンスベードラ
- 06268 - ミュッヘルン, クヴェーアフルト (Querfurt)
- 06279 - シュラプラウ (Schraplau)
- 06295 - ルターシュタット・アイスレーベン (Lutherstadt Eisleben), ゲルプシュテット (Gerbstedt)
- 06308 - ゲルプシュテット
- 06333 - アルンシュタイン (Arnstein, Saxony-Anhalt), ファルケンシュタイン (Falkenstein, Saxony-Anhalt), ガープシュテット, ヘットシュタット (Hettstedt)
- 06343 - マンスフェルト (Mansfeld)
- 06347 - ゲルプシュテット
- 06366 - ケーテン (アンハルト) (Köthen (Anhalt))
- 06369 - ケーテン (アンハルト), ズュートリヒェス・アンハルト (Südliches Anhalt), ツェルビヒ (Zörbig)
- 06385 - アーケン (エルベ) (Aken (Elbe))
- 06386 - ズュートリヒェス・アンハルト
- 06388 - ケーテン, ズュートリヒェス・アンハルト
- 06406 - ベルンブルク (ザーレ) (Bernburg)
- 06420 - ケンネルン (Könnern)
- 06425 - アルスレーベン (Alsleben)
- 06429 - ニーンブルク (ザーレ) (Nienburg, Saxony-Anhalt)
- 06449 - アッシャースレーベン (Aschersleben), ゼーラント (Seeland, Germany)
- 06456 - アルンシュタイン
- 06458 - ゼルケ＝アウエ (Selke-Aue)
- 06463 - ファルケンシュタイン (ハルツ)
- 06464, 06466, 06467, 06469 - ゼーラント
- 06484 - ディトフルト (Ditfurt), クヴェードリンブルク (Quedlinburg)
- 06485 - クヴェードリンブルク
- 06493 - バレンシュテット (Ballenstedt), ハルツゲローデ (Harzgerode)
- 06502 - ブランケンブルク (ハルツ) (Blankenburg (Harz)), ターレ (Thale)
- 06507 - ハルツゲローデ
- 06526 - ザンガーハウゼン (Sangerhausen)
- 06537 - ケルブラ (キフホイザー) (Kelbra)
- 06542 - アルシュテット (Allstedt)
- 06543 - アルンシュタイン, ファルケンシュタイン (ハルツ)
- 06618 - ナウムブルク (ザーレ) (Naumburg (Saale))
- 06632 - フライブルク (ウンストルート) (Freyburg, Germany), ミュッヘルン
- 06636 - ラウハ・アン・デア・ウンストルート (Laucha an der Unstrut)
- 06642 - ネーブラ (ウンストルート) (Nebra)
- 06647 - バート・ビーブラ (Bad Bibra)
- 06648 - エッカーツベルガ (Eckartsberga)
- 06667 - シュテーセン (Stößen), トイヘルン (Teuchern), ヴァイセンフェルス (Weißenfels)
- 06679 - ホーエンメルゼン (Hohenmölsen), リュッツェン (Lützen)
- 06680-06682 - トイヘルン
- 06686 - リュッツェン, ポゼルナ (Poserna)
- 06688 - シュコルトレーベン/クリーハウ (Schkortleben/Kriechau), グロースコルベタ(Großkorbetha),  ヴァイセンフェルス
- 06711, 06712 - ツァイツ (Zeitz)
- 06721 - オスターフェルト (バイ・ナウムブルク) (Osterfeld)
- 06749, 06766 - ビッターフェルト＝ヴォルフェン (Bitterfeld-Wolfen)
- 06772, 06773 - グレーフェンハイニヒェン (Gräfenhainichen)
- 06779, 06780 - ラグーン＝イェスニッツ (Raguhn-Jeßnitz)
- 06780 - ツェルビヒ,  ラグーン＝イェスニッツ
- 06785 - オラーニエンバウム＝ヴェルリッツ (Oranienbaum-Wörlitz)
- 06792, 06794, 06796 - ザンデルスドルフ＝ブレーナ (Sandersdorf-Brehna)
- 06803, 06808 - ビッターフェルト＝ヴォルフェン
- 06809 - ザンデルスドルフ＝ブレーナ
- 06842-06862 - デッサウ＝ロスラウ (Dessau-Roßlau)
- 06862, 06868, 06869 - コスヴィヒ (アンハルト) (Coswig, Anhalt)
- 06886, 06888, 06889 - ルターシュタット・ヴィッテンベルク (Wittenberg)
- 06895 - ルターシュタット・ヴィッテンベルク, ツァーナ＝エルスター (Zahna-Elster)
- 06901 - ケムベルク (Kemberg)
- 06905 - バート・シュミーデベルク (Bad Schmiedeberg)
- 06917 - イェッセン (エルスター) (Jessen (Elster))
- 06925 - アンナブルク (Annaburg)

### 29000-29999
- 29410, 29413, 29416 - ザルツヴェーデル (Salzwedel)
- 29416 - アーレントゼー (アルトマルク) (Arendsee)

### 38000-38999
- 38486 アペンブルク＝ヴィンターフェルト (Apenburg-Winterfeld), クレッツェ (Klötze)
- 38828 - ヴェーゲレーベン (Wegeleben)
- 38835 - オスターヴィーク (Osterwieck)
- 38871 - イルゼンブルク (ハルツ) (Ilsenburg)
- 38875, 38877 - オーバーハルツ・アム・ブロッケン (Oberharz am Brocken)
- 38820, 38822 - ハルバーシュタット (Halberstadt)
- 38855, 38875, 38879 - ヴェルニゲローデ (Wernigerode)
- 38889 - ブランケンブルク (ハルツ), オーバーハルツ
- 38895 - ブランケンブルク (ハルツ), ハルバーシュタット
- 38899 - オーバーハルツ

### 39000-39999
- 39104-39130 - マクデブルク (Magdeburg)
- 39164 - ヴァンツレーベン (Wanzleben)
- 39175 - ゴンメルン (Gommern)
- 39217, 39218 - シェーネベック (エルベ) (Schönebeck)
- 39240 - バルビー (エルベ) (Barby, Germany), カルベ (ザーレ) (Calbe), シュタースフルト (Staßfurt)
- 39245 - ゴンマーン
- 39249 - バルビー (エルベ)
- 39261 - ツェルプスト (Zerbst)
- 39264 - ゴンマーン, ツェルプスト
- 39271 - メッケルン (Möckern)
- 39279 - ゴンマーン, メッカーン
- 39288 - ブルク (Burg bei Magdeburg)
- 39291 - ゴンメルン, メーザー (Möser)
- 39307, 39319 - イェーリヒョウ (Jerichow)
- 39326 - ヴォルミルシュテット (Wolmirstedt)
- 39340 - ハルデンスレーベン (Haldensleben)
- 39343 - ハルデンスレーベン, エービスフェルデ＝ヴェーファーリンゲン (Oebisfelde-Weferlingen)
- 39345 - ハルデンスレーベン
- 39356, 39359 - エービスフェルデ＝ヴェフェルリンゲン
- 39387 - オシャースレーベン (ボーデ) (Oschersleben (Bode))
- 39397 - グローニンゲン (Gröningen), クロッペンシュテット (Kroppenstedt), シュヴァーネベック (Schwanebeck)
- 39418 - シュタースフルト
- 39435 - エーゲルン (Egeln)
- 39439 - ギュステン (Güsten), シュタースフルト
- 39443 - シュタースフルト
- 39444 - ヘックリンゲン (Hecklingen)
- 39446 - シュタースフルト
- 39517 - タンガーヒュッテ (Tangerhütte), タンガーミュンデ (Tangermünde)
- 39524 - ザンダウ (エルベ) (Sandau (Elbe))
- 39539 - ハーフェルベルク (Havelberg), ヴェルベン (エルベ) (Werben (Elbe))
- 39576 - シュテンダール (Stendal)
- 39579 - ビスマルク (アルトマルク) (Bismark, Germany), タンガーヒュッテ, タンガーミュンデ
- 39590 - タンガーミュンデ
- 39596 - アルネブルク (Arneburg)
- 39599 - ビスマルク  (アルトマルク)
- 39606 - アーレントゼー (アルトマルク), ビスマルク (アルトマルク), オスターブルク (アルトマルク) (Osterburg (Altmark)), ヴェルベン
- 39615, 39619 - アーレントゼー (アルトマルク), ゼーハウゼン (アルトマルク) (Seehausen (Altmark)) ヴェルベン
- 39619 - アーレンゼー (アルトマルク), ゼーハウゼン (アルトマルク)
- 39624 - ビスマルク, カルベ (Kalbe)
- 39629 - ビスマルク
- 39638 - ガルデレーゲン (Gardelegen), クレッツェ
- 39646 - ガルデレーゲン, エービスフェルデ＝ヴェフェルリンゲン
- 39649 - ガルデレーゲン

## ベルリン(Berlin)

### 10115 - 14199
- 10, 12, 13, 14xxx - ベルリン (Berlin)
  - 10115, 10117, 10119, 10178, 10179 - ミッテ地区 (Berlin-Mitte)
  - 10243, 10245, 10247, 10249 - フリードリヒスハイン地区 (Friedrichshain)
  - 10318, 10319 - リヒテンベルク地区 (Lichtenberg)
  - 10551 - ティーアガルテン地区 (Tiergarten)
  - 10405, 10407, 10409, 10435, 10437, 10439 - プレンツラウアー・ベルク地区 (Prenzlauer Berg)
  - 10585, 10587, 10589, 10623, 10625, 10627, 10629 - シャルロッテンブルク地区 (Charlottenburg)
  - 10823, 10825, 10827, 10829 - シェーネベルク地区 (Schöneberg)
  - 10961, 10963, 10965, 10967, 10969, 10997, 10999 - クロイツベルク地区 (Kreuzberg)
  - 12043, 12045, 12047, 12049, 12051, 12053, 12055, 12057, 12059 - ノイケルン地区 (Neukölln)
  - 12157, 12161, 12163, 12165, 12167, 12169 - シュテーグリッツ地区 (Steglitz)
  - 12203, 12205, 12207, 12209 - リヒターフェルデ地区 (Lichterfelde)
  - 12247, 12249 - ランクヴィッツ地区 (Lankwitz)
  - 12277, 12279 - マリーエンフェルデ地区 (Marienfelde)
  - 12305, 12307, 12309 - リヒテンラーデ地区 (Lichtenrade)
  - 12487, 12489 - アードラースホーフ地区 (Adlershof)
  - 12555, 12557, 12559 - ケーペニック地区 (Köpenick)
  - 12679, 12681, 12683, 12685, 12687, 12689 - マルツァーン地区 (Marzahn) 1979年から
  - 13086, 13088, 13089 - ヴァイセンゼー地区 (Weißensee (Berlin))
  - 13187, 13189 - パンコウ地区 (Pankow)
  - 13347, 13349, 13351, 13353, 13355, 13357, 13359 - ヴェディング地区 (Wedding (Berlin))
  - 13403, 13405, 13407, 13409 - ライニッケンドルフ地区 (Reinickendorf)
  - 13435, 13437, 13439 - ヴィッテナウ地区 (Wittenau)
  - 14109 - ヴァンゼー地区 (Wannsee)
  - 14163, 14165, 14167, 14169 - ツェーレンドルフ地区 (Zehlendorf (Berlin))

## ブランデンブルク州 (Brandenburg)

### 01000-01999
- 01945 - ルーラント (Ruhland), ゼンフテンベルク (Senftenberg)
- 01968 - ゼンフテンベルク
- 01979 - ラウフハンマー (Lauchhammer)
- 01983 - グロースレッシェン (Großräschen)
- 01987 - シュヴァルツハイデ (Schwarzheide)
- 01990 - オルトラント (Ortrand)
- 01996 - ゼンフテンベルク

### 03000-03999
- 03042-03055 - コトブス (Cottbus)
- 03116 - ドレプカウ (Drebkau)
- 03119 - ヴェルツォウ (Welzow)
- 03130 - シュプレームベルク (Spremberg)
- 03141-03149 - フォルスト (ラウジッツ) (Forst (Lausitz))
- 03159 - デーベルン (Döbern)
- 03172 - グーベン (Guben), シェンケンデーベルン (Schenkendöbern)
- 03185 - パイツ (Peitz)
- 03205 - カーラウ (Calau)
- 03222 - リュベナウ (Lübbenau)
- 03226 - フェッチャウ (Vetschau)
- 03238 - フィンスターヴァルデ (Finsterwalde)
- 03249 - ゾンネヴァルデ (Sonnewalde)
- 03253 - ドーバールーク＝キルヒハイン (Doberlug-Kirchhain)

### 04000-04999
- 04895 - バート・リーベンヴェルダ (Bad Liebenwerda), ファルケンベルク/エルスター (Falkenberg/Elster), ミュールベルク/エルベ (Mühlberg, Brandenburg), ユービガウ＝ヴァーレンブリュック (Uebigau-Wahrenbrück)
- 04910 - エルスターヴェルダ (Elsterwerda)
- 04916 - ヘルツベルク (Herzberg (Elster)), シェーネヴァルデ (Schönewalde)
- 04924 - バート・リーベンヴェルダ, ウエビガウ＝ヴァレンブリュック
- 04931 - バート・リーベンヴェルダ, ミュールベルク
- 04936 - ダーメ (マルク) (Dahme, Brandenburg), シュリーベン (Schlieben)
- 04938 - ユービガウ＝ヴァーレンブリュック

### 14000-14999
- 14401-14482 - ポツダム (Potsdam)
- 14513 - テルトウ (Teltow)
- 14542 - ヴェルダー (ハーフェル) (Werder (Havel))
- 14547 - ベーリッツ (Beelitz)
- 14612 - ファルケンゼー (Falkensee)
- 14624 - ダルゴウ＝デーベリッツ (Dallgow-Döberitz)
- 14641 - ナウエン (Nauen)
- 14662 - フリーザック (Friesack)
- 14669 - ケツィーン (Ketzin)
- 14712 - ラーテノウ (Rathenow)
- 14727 - プレムニッツ (Premnitz)
- 14728 - リーノウ (Rhinow)
- 14770-14778 - ブランデンブルク・アン・デア・ハーフェル (Brandenburg an der Havel)
- 14793 - ツィエーザー (Ziesar)
- 14798 - ハーフェルゼー (Havelsee)
- 14806 - バート・ベルツィヒ (Bad Belzig)
- 14822 - ブリュック (Brück)
- 14823 - ニーメック (Niemegk)
- 14913 - ダーメ, ユーターボーク (Jüterbog)
- 14929 - トロイエンブリーツェン (Treuenbrietzen)
- 14943 - ルッケンヴァルデ (Luckenwalde), トレッビーン (Trebbin)
- 14959 - トレッビーン
- 14974 - ルートヴィヒスフェルデ (Ludwigsfelde), トレビーン

### 15000-15999
- 15230-15236 - フランクフルト (オーダー) (Frankfurt (Oder))
- 15299 - ミュルローゼ (Müllrose)
- 15306 - ゼーロウ (Seelow)
- 15320 - ノイトレビーン (Neutrebbin)
- 15326 - レブース (Lebus)
- 15337 - ブーコウ (Buckow)
- 15344 - シュトラウスベルク (Strausberg)
- 15345 - アルトランツベルク (Altlandsberg)
- 15374 - ミュンヒェベルク (Müncheberg)
- 15517 - フュルステンヴァルデ/シュプレー (Fürstenwalde)
- 15518 - ブリーゼン (マルク) (Briesen (Mark))
- 15528 - シュプレーエンハーゲン (Spreenhagen)
- 15537 - エルクナー (Erkner)
- 15711, 15712, 15713 - ケーニヒス・ヴスターハウゼン (Königs Wusterhausen)
- 15732 - シェーネフェルト (Schönefeld (Berlin))
- 15748 - メルキッシュ・ブーフホルツ (Märkisch Buchholz), ミュンヒェホーフェ (Münchehofe)
- 15749 - ミッテンヴァルデ (Mittenwalde)
- 15755 - トイピッツ (Teupitz)
- 15806 - トレビーン, ツォッセン (Zossen)
- 15837 - バールート/マルク (Baruth/Mark)
- 15848 - ベースコウ (Beeskow), フリートラント (Friedland, Brandenburg)
- 15859 - シュトルコウ (Storkow, Brandenburg)
- 15868 - リーベローゼ (Lieberose)
- 15890 - アイゼンヒュッテンシュタット (Eisenhüttenstadt)
- 15907 - リュッベン (Lübben (Spreewald))
- 15926 - ダーメ, ハイデブリック (Heideblick), ルッカウ (Luckau)
- 15928 - ゴルセン (Golßen)
- 15936 - ダーメ

### 16000-16999
- 16225, 16227 - エーバースヴァルデ (Eberswalde)
- 16246 - ヨアヒムスタール (Joachimsthal, Brandenburg)
- 16248 - オーダーベルク (Oderberg), バート・フライエンヴァルデ (Bad Freienwalde)
- 16259 - バート・フライエンヴァルデ
- 16269 - ヴリーツェン (Wriezen)
- 16278 - アンガーミュンデ (Angermünde)
- 16303 - シュヴェート (Schwedt)
- 16307 - ガルツ (オーダー) (Gartz (Oder))
- 16321 - ベルナウ・バイ・ベルリン (Bernau bei Berlin)
- 16356 - アーレンスフェルデ (Ahrensfelde), ヴェルノイヒェン (Werneuchen)
- 16359 - ビーゼンタール (Biesenthal)
- 16515 - オラーニエンブルク (Oranienburg)
- 16540, 16556 - ホーエン・ノイエンドルフ (Hohen Neuendorf)
- 16559 - リーベンヴァルデ (Liebenwalde)
- 16562 - ホーエン・ノイエンドルフ
- 16727 - フェルテン (Velten)
- 16761 - ヘニヒスドルフ (Hennigsdorf)
- 16766 - クレンメン (Kremmen)
- 16775 - グランゼー (Gransee)
- 16792 - ツェーデニック (Zehdenick)
- 16798 - フュルステンベルク/ハーフェル (Fürstenberg/Havel)
- 16816 - ノイルピーン (Neuruppin)
- 16818 - ノイルピーン, ラインスベルク (Rheinsberg)
- 16827 - ノイルピーン
- 16831 - ラインスベルク
- 16833 - ノイルーピン
- 16835 - リンドウ (Lindow), ノイルピーン,  ラインスベルク
- 16837 - ラインスベルク, ヴィットシュトック (Wittstock)
- 16845 - ノイシュタット (ドッセ) (Neustadt (Dosse))
- 16866 - キューリッツ (Kyritz)
- 16928 - プリッツヴァルク (Pritzwalk)
- 16945 - マイエンブルク (Meyenburg)
- 16949 - プートリッツ (Putlitz)

### 17000-17999
- 17268 - テンプリーン (Templin)
- 17279 - リューヒェン (Lychen)
- 17291 - プレンツラウ (Prenzlau)
- 17326 - ブリュッソウ (Brüssow)

### 19000-19999
- 19309 - ランツ (Lanz), レンツェン (エルベ) (Lenzen (Elbe)), レンツァーヴィッシェ (Lenzerwische)
- 19322 - ブレーゼ (Breese, Germany), クムローゼン (Cumlosen), リューシュテット (Rühstädt), ヴィッテンベルゲ (Wittenberge), ヴァイゼン (Weisen)
- 19336 - バート・ヴィルスナック (Bad Wilsnack)、レークデ/クヴィツェーベル (Legde/Quitzöbel)
- 19339 - プラッテンブルク (Plattenburg)
- 19348 - ベルゲ (Berge, Brandenburg), ギューリッツ＝レーツ (Gülitz-Reetz), ペルレベルク (Perleberg), ピーロウ (Pirow)
- 19357 - カールシュテット (Karstädt)

## メクレンブルク＝フォアポンメルン州 (Mecklenburg-Western Pomerania)

### 17000-17999
- 17033, 17034, 17036 - ノイブランデンブルク (Neubrandenburg)
- 17087 - アルテントレプトウ (Altentreptow)
- 17094 - ブルク・シュタルガルト (Burg Stargard)
- 17098 - フリートラント (Friedland, Mecklenburg)
- 17109 - デミーン (Demmin)
- 17121 - ローイッツ (Loitz)
- 17126 - ヤルメン (Jarmen)
- 17139 - マルヒーン (Malchin)
- 17153 - シュターヴェンハーゲン (Stavenhagen)
- 17154 - ノイカレン (Neukalen)
- 17159 - ダルグン (Dargun)
- 17166 - テーテロウ (Teterow)
- 17179 - グノイエン (Gnoien)
- 17192 - ヴァーレン (Waren (Müritz))
- 17207 - レーベル (Röbel)
- 17213 - マルヒョウ (Malchow)
- 17217, 17219 - ペンツリーン (Penzlin)
- 17235 - ノイシュトレーリッツ (Neustrelitz)
- 17237 - メレンベック (Möllenbeck, Mecklenburg-Strelitz)
- 17252 - ミーロウ (Mirow)
- 17255 - ヴェーゼンベルク (Wesenberg, Mecklenburg-Vorpommern)
- 17309 - パーゼヴァルク (Pasewalk), ポルッツォフ (Polzow)
- 17321 - プレーヴェン (Plöwen)
- 17328 - ペンクン (Penkun)
- 17335 - シュトラースブルク (Strasburg, Germany)
- 17348 - ヴォルデック (Woldegk)
- 17358 - トルゲロウ (Torgelow)
- 17367 - エッゲジーン (Eggesin)
- 17373 - ウエッカーミュンデ (Ueckermünde)
- 17389 - アンクラム (Anklam)
- 17392 - アンクラム
- 17406 - ウーゼドム (Usedom (town))
- 17438 - ヴォルガスト (Wolgast)
- 17440 - ラッサン (Lassan, Germany)
- 17487, 17489, 17491, 17493 - グライフスヴァルト (Greifswald)
- 17506 - ギュッツコウ (Gützkow)

### 18000-18999
- 18001-18181 - ロストック (Rostock)
- 18195 - テシーン (Tessin, Germany)
- 18209 - バート・ドベラーン (Bad Doberan)
- 18211 - ニーンハーゲン (Nienhagen (Mecklenburg))
- 18225 - キュールングスボルン (Kühlungsborn)
- 18230 - レリク (Rerik)
- 18233 - ノイブーコウ (Neubukow)
- 18236 - クレペリーン (Kröpelin)
- 18246 - ビュッツォウ (Bützow)
- 18258 - シュヴァーン (Schwaan)
- 18273 - ギュストロウ (Güstrow)
- 18299 - ラーゲ (Laage)
- 18311 - リーブニッツ＝ダムガルテン (Ribnitz-Damgarten)
- 18334 - バート・ズュルツェ (Bad Sülze)
- 18337 - マルロウ (Marlow, Germany)
- 18356 - バルト (Barth, Germany)
- 18435, 18437, 18439 - シュトラールズント (Stralsund)
- 18461 - フランツブルク (Franzburg), リヒテンベルク (Richtenberg)
- 18465 - トリプゼース (Tribsees)
- 18507 - グリンメン (Grimmen)
- 18528 - ベルゲン (Bergen auf Rügen)
- 18540, 18546 - ザスニッツ (Sassnitz)
- 18574 - ガルツ (Garz (Rügen))
- 18581 - プツトブス (Putbus)

### 19000-19999
- 19053, 19055, 19057, 19059, 19061, 19063 - シュヴェリーン (Schwerin)
- 19089 - クリヴィッツ (Crivitz)
- 19205 - ガーデブッシュ (Gadebusch)
- 19217 - レーナ (Rehna)
- 19230 - ハーゲノウ (Hagenow), レーデフィン (Redefin)
- 19243 - ヴィッテンブルク (Wittenburg)
- 19246 - リュットウ＝ヴァルーン (Lüttow-Valluhn), ツァレンティン・アム・シャアールゼー (Zarrentin)
- 19249 - リュープテーエン (Lübtheen)
- 19258 - ボイツェンブルク (Boizenburg)
- 19288 - ルートヴィヒスルスト (Ludwigslust)
- 18292 - クラコウ・アム・ゼー (Krakow am See)
- 19294 - エルデナ (Eldena)
- 19300 - グラーボウ (Grabow), メレンベック (Möllenbeck, Ludwigslust)
- 19303 - デーミッツ (Dömitz)
- 19306 - ブリーヴェンシュトルフ (Blievenstorf), ノイシュタット＝グレヴェ (Neustadt-Glewe)
- 19370 - パルヒム (Parchim)
- 19380 - リュープツ (Lübz)
- 19395 - プラウ・アム・ゼー (Plau am See), バルコウ (Barkow), ガンツリーン (Ganzlin), グネーフスドルフ (Gnevsdorf), カーロウ (Karow), レッツォウ (Retzow), ヴェンディッシュ・プリボルン (Wendisch Priborn)
- 19399 - ゴルトベルク (Goldberg, Germany)
- 19406 - シュテルンベルク (Sternberg, Mecklenburg-Vorpommern)
- 19412 - ブリューエル (Brüel)
- 19417 - ヴァリーン (Warin)

### 23000-23999
- 23923 - シェーンベルク (Schönberg, Mecklenburg-Vorpommern)
- 23936 - グレーヴェスミューレン (Grevesmühlen)
- 23942 - ダッソウ (Dassow)
- 23948 - クリュツ (Klütz)
- 23952, 23966 - ヴィスマー (Wismar)
- 23968 - ヴィスマー, ツィロウ (Zierow)
- 23970 - ヴィスマー
- 23992 - ノイクロスター (Neukloster)
- 23999 - ティンメンドルフ (Timmendorf)

### 24000-24999
- 24369 - ヴァープス (Waabs)
- 24848 - クライン・ベンネベク (Klein Bennebek)
- 24969 - グローセンヴィーエ (Großenwiehe)

### 25000-25999
- 25524 - ブライテンブルク (Breitenburg)
- 25593 - レーアー (Reher)
- 25718 - フリードリヒスコーク (Friedrichskoog)
- 25873 - ラントルム (Rantrum)
- 25920 - リズム＝リントホルム (Risum-Lindholm)
- 25923 - ジューダーリューグム (Süderlügum)
- 25926 - ラーデルント (Ladelund)

## 自由ハンザ都市ハンブルク(Hamburg)

### 20000-20999
- 20001-20999 - ハンブルク (Hamburg)
  - 20253 - ハンブルク

### 21000-21999
- 21001-21149 - ハンブルク
  - 21107 ウィリアムスブルク (Elbinsel Wilhelmsburg)
  - 21109 キルヒドルフ (Kirchdorf)

21450-21499はシュレースヴィヒ＝ホルシュタイン州 (Schleswig Holstein)

### 22000-22999
- 22001-22757 - ハンブルク

### 27000-27999
- 27499 - ノイヴェルク島 (Neuwerk)

## シュレースヴィヒ＝ホルシュタイン州 (Schleswig-Holstein)

### 21000-21999
- 21465 - ラインベック (Reinbek)
- 21481 - ラウエンブルク (Lauenburg (Elbe))
- 21493 - シュヴァルツェンベック (Schwarzenbek)
- 21502 - ゲーストハハト (Geesthacht)
- 21509 - グリンデ (Glinde, Schleswig-Holstein)

### 22000-22999
- 22844-22851 - ノルダーシュテット (Norderstedt)
- 22869 - シェーネフェルト (Schenefeld, Pinneberg)
- 22880 - ヴェーデル (Wedel)
- 22926 - アーレンスブルク (Ahrensburg)
- 22941 - バルクテハイデ (Bargteheide)

### 23000-23999
- 23501-23570 - リューベック (Lübeck)
- 23611 - バート・シュヴァルタウ (Bad Schwartau)
- 23701 - オイティーン (Eutin)
- 23730 - ノイシュタット・イン・ホルシュタイン (Neustadt in Holstein)
- 23758 - オルデンブルク・イン・ホルシュタイン (Oldenburg in Holstein)
- 23769 - フェーマルン (Fehmarn)
- 23771-23774 - ハイリゲンハーフェン (Heiligenhafen)
- 23781-23795 - バート・ゼーゲベルク (Bad Segeberg)
- 23812 - ヴァルシュテット (Wahlstedt)
- 23843 - バート・オルデスロー (Bad Oldesloe)
- 23854-23858 - ラインフェルト (Reinfeld, Schleswig-Holstein)
- 23879 - メルン (Mölln, Schleswig-Holstein)
- 23909 - ラッツェブルク (Ratzeburg)

### 24000-24999
- 24103-24159 - キール (Kiel)
- 24161 - アルテンホルツ (Altenholz)
- 24211 - プレーツ (Preetz)
- 24214 - ゲットルフ (Gettorf)
- 24222-24223 - シュヴェンティネンタール (Schwentinental)
- 24301-24306 - プレーン (Plön)
- 24321 - リュティエンブルク (Lütjenburg)
- 24340 - エッカーンフェルデ (Eckernförde)
- 24376 - カッペルン (Kappeln)
- 24399 - アルニス (Arnis, Germany)
- 24534-24539 - ノイミュンスター (Neumünster)
- 24558 - ヘンシュテット＝ウルツブルク (Henstedt-Ulzburg)
- 24568 - カルテンキルヒェン (Kaltenkirchen)
- 24576 - バート・ブラームシュテット (Bad Bramstedt)
- 24589 - ノルトルフ (Nortorf)
- 24594 - ホーエンヴェシュテット (Hohenwestedt)
- 24598 - ボーシュテット (Boostedt)
- 24610 - トラッペンカンプ (Trappenkamp)
- 24768 - レンツブルク (Rendsburg)
- 24782 - ビューデルスドルフ (Büdelsdorf)
- 24837 - シュレースヴィヒ (Schleswig, Schleswig-Holstein)
- 24848 - クロップ (Kropp)、クライン・ベンネベク (Klein Bennebek)
- 24861 - ベルゲンフーゼン (Bergenhusen)
- 24901-24944 - フレンスブルク (Flensburg)
- 24960 - グリュックスブルク (Glücksburg)

### 25000-25999
25から始まる地域はシュレースヴィヒ＝ホルシュタイン州のハンブルクより西海岸からデンマークまでの国境をカバーする。
この地域の全ての郵便物はエルムスホルン (Elmshorn)の配送センターが取り扱う。
- 25335, 25336, 25337 - エルムスホルン (Elmshorn)
- 25348 - グリュックシュタット (Glückstadt)
- 25355 - バルムシュテット (Barmstedt)
- 25361 - クレンペ (Krempe)
- 25401 - ピンネベルク (Pinneberg)
- 25436 - ユーターゼン (Uetersen), トルネッシュ (Tornesch), モーレゲ (Moorrege), ハイトグラーベン (Heidgraben), グロース・ノルトエンデ (Groß Nordende), ノイエンダイヒ (Neuendeich)
- 25451 - クヴィックボルン (Quickborn)
- 25524 - イツェホー (Itzehoe)
- 25541 - ブルンスビュッテル (Brunsbüttel)
- 25548 - ケリングフーゼン (Kellinghusen)
- 25554 - ヴィルスター (Wilster)
- 25697-25704 - メルドルフ (Meldorf)
- 25548 - ケリングフーゼン (Kellinghusen)
- 25709 - マルネ (Marne, Germany)
- 25762-25764 - ヴェッセルブレン (Wesselburen)
- 25746 - ハイデ (Heide)
- 25813 - フースム (Husum, Germany)
- 25821 - ブレートシュテット (Bredstedt)
- 25832 - テニヒ (Tönning)
- 25836 - ガルディング (Garding)
- 25840 - フリードリヒシュタット (Friedrichstadt)
- 25876 - シュヴァープシュテット (Schwabstedt)
- 25899 - ニービュル (Niebüll)
- 25938 - ヴィーク・アウフ・フェール (Wyk auf Föhr)

## 自由ハンザ都市ブレーメン(Bremen)

### 27000-27999
- 27501-27580 - ブレーマーハーフェン (Bremerhaven)

### 28000-28999
- 28001-28779 - ブレーメン (Bremen (city))

## ニーダーザクセン州 (Lower Saxony)

### 19000-19999
- 19273 - アムト・ノイハウス (Amt Neuhaus), ブレッケーデ (Bleckede)

### 21000-21999
- 21244 - ブーフホルツ (Buchholz in der Nordheide)
- 21335, 21337, 21339 - リューネブルク (Lüneburg)
- 21354 - ブレッケーデ
- 21423 - ヴィンゼン (Winsen (Luhe))
- 21614 - ブクステフーデ (Buxtehude)
- 21680, 21682-21684 - シュターデ (Stade)
- 21729 - フライブルク/エルベ (Freiburg/Elbe)
- 21730 - バルイェ (Balje)
- 21745 - ヘンモール (Hemmoor)
- 21762 - オッテルンドルフ (Otterndorf)

### 26000-26999
- 26121-26135 - オルデンブルク (Oldenburg)
- 26160 - バート・ツヴィッシェンアーン (Bad Zwischenahn)
- 26169 - フリーゾイテ (Friesoythe)
- 26203 - ヴァルデンブルク (Wardenburg)
- 26316 - ファーレル (Varel)
- 26351-26389 - ヴィルヘルムスハーフェン (Wilhelmshaven)
- 26409 - ヴィットムント (Wittmund)
- 26419 - ショルテンス (Schortens)
- 26427 - エーゼンス (Esens, Lower Saxony)
- 26441 - イェーファー (Jever)
- 26446 - フリーデブルク (Friedeburg)
- 26506 - ノルデン (Norden, Lower Saxony)
- 26548 - ノルダーナイ (Norderney)
- 26603-26607 - アウリヒ (Aurich)
- 26629 - グローセフェーン (Großefehn)
- 26639 - ヴィースモール (Wiesmoor)
- 26655 - ヴェスターシュテーデ (Westerstede)
- 26683 - ザターラント (Saterland)
- 26689 - アーペン (Apen)
- 26721, 26723, 26725 - エムデン (Emden)
- 26757 - ボルクム (Borkum)
- 26789 - レーア (Leer)
- 26802 - モールマーラント (Moormerland)
- 26817 - ルハウダーフェーン (Rhauderfehn)
- 26826 - ヴェーナー (Weener)
- 26831 - ブンデ (Bunde, Germany)
- 26835 - ヘセル (Hesel)
- 26844 - イェムグム (Jemgum)
- 26871 - パーペンブルク (Papenburg)
- 26892 - デルペン (Dörpen)
- 26911-26919 - ブラケ (Brake, Lower Saxony)
- 26931 - エルスフレート (Elsfleth)
- 26954 - ノルデンハム (Nordenham)

### 27000-27999
- 27211 - バッスム (Bassum)
- 27232 - ズーリンゲン (Sulingen)
- 27239 - トヴィシュトリンゲン (Twistringen)
- 27283 - フェルデン (Verden an der Aller)
- 27318 - ホーヤ (Hoya, Germany)
- 27336 - レーテム (Rethem)
- 27356 - ローテンブルク (Rotenburg an der Wümme)
- 27374 - フィッセルヘーヴェデ (Visselhövede)
- 27404 - ツェーフェン (Zeven)
- 27432 - ブレーマーフェルデ (Bremervörde)
- 27449 - クーテンホルツ (Kutenholz)
- 27472, 27474, 27476, 27478 - クックスハーフェン (Cuxhaven)
- 27607 - ランゲン (Langen, Cuxhaven)
- 27711 - オスターホルツ＝シャルムベック (Osterholz-Scharmbeck)
- 27749-27755 - デルメンホルスト (Delmenhorst)
- 27793 - ヴィルデスハウゼン (Wildeshausen)
- 27801 - デートリンゲン (Dötlingen)

### 28000-28999
- 28832 - アヒム (Achim)
- 28845, 28857 - ジーケ (Syke)

### 29000-29999
- 29221-29229 - ツェレ (Celle)
- 29303 - ベルゲン (Bergen, Lower Saxony)
- 29336 - ニーンハーゲン (Nienhagen, Lower Saxony)
- 29339 - ヴァトリンゲン (Wathlingen)
- 29378, 29379 - ヴィッティンゲン (Wittingen)
- 29439 - リュッホ (Lüchow)
- 29451 - ダンネンベルク (Dannenberg (Elbe))
- 29456 - ヒッツアッカー (Hitzacker)
- 29462 - ヴストロ (Wustrow, Lower Saxony)
- 29493 - シュナッケンブルク (Schnackenburg)
- 29525 - ユルツェン (Uelzen)
- 29549 - バート・ベヴェンセン (Bad Bevensen)
- 29614 - ゾルタウ (Soltau)
- 29633 - ミュンスター (Munster, Lower Saxony)
- 29640 - シュネーヴァーディンゲン (Schneverdingen)
- 29664 - ヴァルスローデ (Walsrode)
- 29683 - バート・ファリングボステル (Bad Fallingbostel)

### 30000-30999
- 30159-30659 - ハノーファー (Hanover)
- 30669 - ランゲンハーゲン (Langenhagen)
- 30823, 30826, 30827 - ガルプゼン (Garbsen)
- 30851, 30853, 30855 - ランゲンハーゲン
- 30880 - ラッツェン (Laatzen)
- 30890 - バルジングハウゼン (Barsinghausen)
- 30926 - ゼールツェ (Seelze)
- 30938 - ブルクヴェーデル (Burgwedel)
- 30952 - ロネンベルク (Ronnenberg)
- 30953-30966 - ヘンミンゲン (Hemmingen)
- 30982 - パッテンゼン (Pattensen)
- 30989 - ゲーアデン (Gehrden)

### 31000-31999
- 31008 - エールツェ (Elze)
- 31028 - グローナウ (Gronau, Lower Saxony)
- 31061 - アールフェルト (Alfeld)
- 31101-31141 - ヒルデスハイム (Hildesheim)
- 31157 - ザルシュテット (Sarstedt)
- 31162 - バート・ザルツデットフルト (Bad Salzdetfurth)
- 31167 - ボッケネム (Bockenem)
- 31224 - パイネ (Peine)
- 31249 - ホーエンハーメルン (Hohenhameln)
- 31275 - レールテ (Lehrte)
- 31303 - ブルクドルフ (Burgdorf, Hanover)
- 31319 - ゼーンデ (Sehnde)
- 31515 - ヴンストルフ (Wunstorf)
- 31535 - ノイシュタット・アム・リューベンベルゲ (Neustadt am Rübenberge)
- 31542 - バート・ネンドルフ (Bad Nenndorf)
- 31547 - レーブルク＝ロックム (Rehburg-Loccum)
- 31552 - ローデンベルク (Rodenberg)
- 31553 - ザクセンハーゲン (Sachsenhagen)
- 31582 - ニーンブルク (Nienburg, Lower Saxony)
- 31832 - シュプリンゲ (Springe)
- 31627 - ロールゼン (Rohrsen)
- 31655 - シュタットハーゲン (Stadthagen)
- 31675 - ビュッケブルク (Bückeburg)
- 31683 - オーベルンキルヒェン (Obernkirchen)
- 31737 - リンテルン (Rinteln)
- 31785, 31787, 31789 - ハーメルン (Hamelin)
- 31812 - バート・ピルモント (Bad Pyrmont)
- 31832 - シュプリンゲ (Springe)
- 31833, 31840 - ヘッシシュ・オルデンドルフ (Hessisch Oldendorf)
- 31848 - バート・ミュンダー・アム・ダイスター (Bad Münder)

### 34000-34999
- 34346 - ハン・ミュンデン (Hann. Münden)

### 37000-37999
- 37001-37099 - ゲッティンゲン (Göttingen)
- 37115 - ドゥーダーシュタット (Duderstadt)
- 37120 - ボーヴェンデン (Bovenden)
- 37127 - ドランスフェルト (Dransfeld)
- 37154 - ノルトハイム (Northeim)
- 37170 - ウスラー (Uslar)
- 37176 - ネルテン＝ハルデンベルク (Nörten-Hardenberg)
- 37181 - ハルデクゼン (Hardegsen)
- 37186 - モーリンゲン (Moringen)
- 37412 - ヘルツベルク・アム・ハルツ (Herzberg am Harz)
- 37431 - バート・ラウターベルク・イム・ハルツ (Bad Lauterberg)
- 37441 - バート・ザクサ (Bad Sachsa)
- 37444 - ブラウンラーゲ (Braunlage)
- 37520 - オステローデ・アム・ハルツ (Osterode am Harz)
- 37539 - バート・グルント (Bad Grund)
- 37574 - アインベック (Einbeck)
- 37575 - バート・ガンダースハイム (Bad Gandersheim)
- 37586 - ダッセル (Dassel)
- 37603 - ホルツミンデン (Holzminden)
- 37619 - ボーデンヴェルダー (Bodenwerder)
- 37627 - シュタットオルデンドルフ (Stadtoldendorf)
- 37632 - エッシャースハウゼン (Eschershausen)

### 38000-38999
- 38100-38126 - ブラウンシュヴァイク (Braunschweig)
- 38154 - ケーニヒスルッター・アム・エルム (Königslutter)
- 38170 - シェッペンシュテット (Schöppenstedt)
- 38176 - ヴェンデブルク (Wendeburg)
- 38266-38259 - ザルツギッター (Salzgitter)
- 38300, 38302, 38304 - ヴォルフェンビュッテル (Wolfenbüttel)
- 38315 - ホルンブルク (Hornburg)
- 38350 - ヘルムシュテット (Helmstedt)
- 38364 - シェーニンゲン (Schöningen)
- 38368 - グラスレーベン (Grasleben)
- 38440-38448 - ヴォルフスブルク (Wolfsburg)
- 38458 - フェルプケ (Velpke)
- 38479 - タッペンベック (Tappenbeck)
- 38501-38510, 38516, 38518 - ギフホルン (Gifhorn)
- 38547 - カルバーラ (Calberlah)
- 38640, 38642, 38644 - ゴスラー (Goslar)
- 38667 - バート・ハルツブルク (Bad Harzburg)
- 38300 - ヴォルフェンビュッテル (Wolfenbüttel)
- 38678 - クラウスタール＝ツェラーフェルト (Clausthal-Zellerfeld)
- 38685 - ランゲルスハイム (Langelsheim)
- 38690 - フィーネンブルク (Vienenburg)
- 38700 - ブラウンラーゲ
- 38707 - アルテナウ (Altenau, Lower Saxony)
- 38709 - ヴィルデマン (Wildemann)
- 38723 - ゼーゼン (Seesen)

### 48000-48999
- 48455 - バート・ベントハイム (Bad Bentheim)
- 48465 - シュットルフ (Schüttorf)
- 48527-48531 - ノルトホルン (Nordhorn)

### 49000-49999
- 49074-49090 - オスナブリュック (Osnabrück)
- 49124 - ゲオルクスマリーンヒュッテ (Georgsmarienhütte)
- 49163 - ボームテ (Bohmte)
- 49170 - ハーゲン (Hagen, Osnabrück)
- 49176 - ヒルター・アム・トイトブルガー・ヴァルト (Hilter am Teutoburger Wald)
- 49186 - バート・イブルク (Bad Iburg)
- 49196 - バート・ラーアー (Bad Laer)
- 49201 - ディッセン・アム・トイトブルガー・ヴァルト (Dissen)
- 49205 - ハスベルゲン (Hasbergen)
- 49214 - バート・ローテンフェルデ (Bad Rothenfelde)
- 49219 - グランドルフ (Glandorf, Germany)
- 49324-49328 - メレ (Melle, Germany)
- 49356 - ディープホルツ (Diepholz)
- 49377 - フェヒタ (Vechta)
- 49393 - ローネ (Lohne, Germany)
- 49401 - ダンメ (Damme (Dümmer))
- 49413 - ディンクラーゲ (Dinklage)
- 49569 - ブラームシェ (Bramsche)
- 49577 - アンクム (Ankum)
- 49584 - フュルステナウ (Fürstenau, Germany)
- 49593 - ベルゼンブリュック (Bersenbrück)
- 49610 - クヴァーケンブリュック (Quakenbrück)
- 49624 - レーニンゲン (Löningen)
- 49635 - バートベルゲン (Badbergen)
- 49661 - クロッペンブルク (Cloppenburg)
- 49681 - ガルレル (Garrel)
- 49688 - ラシュトルップ (Lastrup)
- 49716 - メッペン (Meppen, Germany)
- 49733 - ハーレン (Haren, Germany)
- 49740 - ハーゼリュンネ (Haselünne)
- 49751 - ゼーゲル (Sögel)
- 49762 - ラーテン (Lathen)
- 49770 - ヘルツラケ (Herzlake)
- 49808, 49809, 49811 - リンゲン (Lingen, Germany)
- 49828 - ノイエンハウス (Neuenhaus)
- 49832 - アンダーフェネ (Andervenne), フレレン (Freren)
- 49835 - ヴィートマールシェン (Wietmarschen)
- 49843 - ウエルゼン (Uelsen)
- 49844 - バヴィンケル (Bawinkel)

## テューリンゲン自由州 (Thuringia)

### 04000-04999
- 04610 - モイゼルヴィッツ (Meuselwitz)
- 04613 - ルッカ (Lucka)
- 04600 - アルテンブルク (Altenburg)
- 04617 - ナウンドルフ (Naundorf, Thuringia)
- 04626 - ドビチェン (Dobitschen), ドローゲン (Drogen), ルンプツィヒ (Lumpzig), メーナ (Mehna), シュメルン (Schmölln)
- 04639 - ゲスニッツ (Gößnitz)

### 06000-06999
- 06556 - アルターン／ウンストルート (Artern)
- 06567 - バート・フランケンハウゼン／キフホイザー (Bad Frankenhausen)
- 06571 - ロスレーベン (Roßleben), ヴィーエ (Wiehe)
- 06577 - エッツレーベン (Etzleben), ヘルルンゲン (Heldrungen)
- 06578 - オルディスレーベン (Oldisleben)

### 07000-07999
- 07297 - ヒルシュベルク (Hirschberg, Thuringia)
- 07318 - ザールフェルト (Saalfeld)
- 07338 - ロイテンベルク (Leutenberg)
- 07343 - ヴルツバッハ (Wurzbach)
- 07349 - レーエシュテン (Lehesten)
- 07356 - バート・ローベンシュタイン (Bad Lobenstein)
- 07381 - ペスネック (Pößneck)
- 07389 - ラニス (Ranis)
- 07407 - レムダ＝タイヘル (Remda-Teichel), ルードルシュタット (Rudolstadt)
- 07422 - バート・ブランケンブルク (Bad Blankenburg)
- 07426 - ケーニッヒゼー (Königsee)
- 07545-07557 - ゲーラ (Gera)
- 07570 - ヴァイダ (Weida, Thuringia)
- 07580 - ロネブルク (Ronneburg, Thuringia)
- 07586 - バート・ケストリッツ (Bad Köstritz), カアシュヴィッツ (Caaschwitz), ハートマンスドルフ (Hartmannsdorf, Greiz), クラフツドルフ (Kraftsdorf)
- 07589 - ミュンヘンベルンスドルフ (Münchenbernsdorf)
- 07607 - アイゼンベルク (Eisenberg, Thuringia)
- 07613 - クロッセン (Crossen an der Elster), ハートマンスドルフ (Hartmannsdorf, Saale-Holzland), ハイデラント (Heideland), ラウダ (Rauda), ジルビッツ (Silbitz), ヴァルペルンハイン (Walpernhain)
- 07616 - ビュルゲル (Bürgel)
- 07619 - シュケーレン (Schkölen)
- 07629 - ヘルムスドルフ (Hermsdorf, Thuringia), ライヒェンバッハ (Reichenbach, Thuringia)
- 07646 - シュタットローダー (Stadtroda), ヴァルタースドルフ (Waltersdorf, Thuringia)
- 07743-07751 - イェーナ (Jena)
- 07768 - カーラ (Kahla), オーラミュンデ (Orlamünde)
- 07774, 07778 - ドルンブルク＝カンブルク (Dornburg-Camburg)
- 07806 - ノイシュタット・アン・デア・オルラ (Neustadt an der Orla)
- 07819 - トリップティス (Triptis)
- 07907 - シュライツ (Schleiz)
- 07922 - タンナ (Tanna, Germany)
- 07924 - ツィーゲンリュック (Ziegenrück)
- 07926 - ゲフェル (Gefell)
- 07929 - ザールブルク＝エバースドルフ (Saalburg-Ebersdorf)
- 07931-07937, 07950 - ツォイレンローダ＝トリーベス (Zeulenroda-Triebes)
- 07955 - アウマ＝ヴァイダタール (Auma-Weidatal)
- 07958 - ホーエンロイベン (Hohenleuben)
- 07973 - グライツ (Greiz)
- 07980 - ベルガ／エルスター (Berga, Thuringia)

### 36000-36999
- 36404 - シュタットレングスフェルト (Stadtlengsfeld), ヴァハ (Vacha, Germany)
- 36419 - ガイサ (Geisa)
- 36433 - バート・ザルツンゲン (Bad Salzungen)
- 36448 - バート・リーベンシュタイン (Bad Liebenstein)
- 36452 - カルテンノルトハイム (Kaltennordheim)
- 36457 - シュタットレングスフェルト

### 37000-37999
- 37308 - ハイルバート・ハイリゲンシュタット (Heilbad Heiligenstadt), ベルンターオーデ (バイ・ハイルバート・ハイリゲンシュタット) (Bernterode (bei Heilbad Heiligenstadt)), ガイスマル(Geismar), クロンバッハ(Krombach (Eichsfeld)), プフシュヴェンデ(Pfaffschwende), シンベルク(Schimberg), ジッカーオーデ(Sickerode), フォルカーオーデ(Volkerode), ヴィーゼンフェルト(Wiesenfeld (Eichsfeld)), ボーデンローデ＝ヴェストハウゼン(Bodenrode-Westhausen), ガイスレーデン(Geisleden), グラスハウゼン(Glasehausen), ホイテン(Heuthen), ラインホルターオーデ(Reinholterode), シュタインバハ(Steinbach (Eichsfeld)),
- 37318 - アレンスハウゼン(Arenshausen), ボルンハーゲン(Bornhagen), ブルクヴァルデ(Burgwalde), フライエンハーゲン(Freienhagen (Eichsfeld)), フレターオーデ(Fretterode), ゲルバースハウゼン(Gerbershausen), ホーエンガンダーン(Hohengandern), キルヒガンダーン(Kirchgandern), リンデヴェラ(Lindewerra), マルト(Marth, Germany), ローアベルク(Rohrberg (Eichsfeld)), ルステンフェルデ(Rustenfelde), シャハテビヒ(Schachtebich), ヴァールハウゼン(Wahlhausen), アスバッハ＝ジッケンベルク(Asbach-Sickenberg), ビルケンフェルデ(Birkenfelde), ディーツェンローデ＝ヴァターオーデ(Dietzenrode-Vatterode), アイヒシュトルート(Eichstruth), レンターオーデ(Lenterode), ルッター(Lutter (Eichsfeld)), マッケンローデ(Mackenrode (Eichsfeld)), ディーターオーデ (Dieterode), ケラ (Kella), レーリング(Röhrig), シェーンハーゲン(Schönhagen (Eichsfeld)), シュタインホイターオーデ(Steinheuterode), タールヴェンデン(Thalwenden), ウダー(Uder), ヴュストホイターオーデ(Wüstheuterode), シュヴォプフェルト(Schwobfeld),
- 37327 - ライネフェルデ＝ヴォルビス (Leinefelde-Worbis), ハウゼン(Hausen (Eichsfeld)), カルマーオーデ(Kallmerode), ライネフェルデ＝ヴォルビス, (ブライテンバッハ(Breitenbach)), ヴィンガーオーデ(Wingerode)
- 37339 - ライネフェルデ＝ヴォルビス, ベルリンガーオーデ(Berlingerode), ブレーメ(Brehme, Germany), エックリンガーオーデ(Ecklingerode), フェルナ (Ferna), フンデスハーゲン (Hundeshagen), タシュトゥンゲン(Tastungen), タイストゥンゲン(Teistungen), ブライテンヴォルビス(Breitenworbis), ブーラ(Buhla), ゲルンローデ・バイ・ライネフェルデ(Gernrode bei Leinefelde), ハインローデ(Haynrode), キルヒヴォルビス(Kirchworbis), ライネフェルデ＝ヴォルビス, ヴィンツィンガーオーデ(Wintzingerode, Worbis)
- 37345 - ビショファーオーデ(Bischofferode), グロースボドゥンゲン(Großbodungen), ノイシュタット (アイヒスフェルト) (Neustadt (Eichsfeld)),  ボッケルンハーゲン(Bockelnhagen), ホルンゲン(Holungen), ユツェンバッハ(Jützenbach), ジルケローデ(Silkerode), シュタインローデ(Steinrode), ヴァイセンボルン＝リューダーオーデ(Weißenborn-Lüderode), ツヴィンゲ(Zwinge)
- 37351 - ディンゲルシュテット (Dingelstädt), ヘルムスドルフ(アイヒスフェルト) (Helmsdorf (Eichsfeld)), ケファーハウゼン(Kefferhausen), クロイツエーブラ(Kreuzebra), ジルバーハウゼン(Silberhausen)
- 37355 - ベルンターオーデ (バイ・ヴォルビス) (Bernterode (bei Worbis)), ドイナ(Deuna), ゲルターオーデ(Gerterode), クラインバルトロフ(Kleinbartloff), ニーダーオルシェル(Niederorschel), フォレンボルン(Vollenborn)
- 37359 - ヴェステルヴァルト＝オーベライヒスフェルト行政共同体(Verwaltungsgemeinschaft Westerwald-Obereichsfeld): ビュットシュテット(Büttstedt), エフェルダー(Effelder (Eichsfeld)), グロースバルトロフ(Großbartloff), キュルシュテット(Küllstedt), ヴァッハシュテット(Wachstedt)

### 96000-96999
- 96515 - ゾンネベルク (Sonneberg)
- 96523 - シュタイナハ (Steinach, Thuringia)
- 96528 - シャルカウ (Schalkau)

### 98000-98999
- 98527-98529, 98530 - ズール (Suhl)
- 98553 - シュロイジンゲン (Schleusingen)
- 98554 - ツェラ＝メーリス (Zella-Mehlis)
- 98559 - オーバーホーフ (Oberhof, Germany)
- 98574 - シュマルカルデン (Schmalkalden)
- 98587 - シュタインバッハ・ハレンベルク (Steinbach-Hallenberg)
- 98596, 98599 - ブロターオーデ＝トルーゼタール (Brotterode-Trusetal)
- 98617 - マイニンゲン (Meiningen)
- 98631 - レーミルト (Römhild)
- 98634 - ヴァウンゲン (Wasungen)
- 98646 - ヒルトブルクハウゼン (Hildburghausen)
- 98660 - テマル (Themar)
- 98663 - バート・コルベルク＝ヘルブルク (Bad Colberg-Heldburg)
- 98666 - ウンマーシュタット (Ummerstadt)
- 98673 - アイスフェルト（ドイツ語版） (Eisfeld)
- 98693 - イルメナウ (Ilmenau)
- 98701 - グロスブライテンバッハ (Großbreitenbach)
- 98704 - ランゲヴィーゼン (Langewiesen)
- 98708 - ゲーレン (Gehren)
- 98711 - ズール
- 98724 - ラウスカ (Lauscha) ノイウハウス・アム・レンヴェーク (Neuhaus am Rennweg)
- 98743 - グレフェンタール (Gräfenthal)
- 98744 - オーバーヴァイスバッハ／テュリンガー・ヴァルト (Oberweißbach)

### 99000-99999
- 99001-99099 - エアフルト (Erfurt)
- 99189 - ゲベセ (Gebesee)
- 99310 - アルンシュタット (Arnstadt)
- 99326 - シュタットイルム (Stadtilm)
- 99338 - プラウェ (Plaue)
- 99423–99428 - ヴァイマル (Weimar)
- 99438 - バート・ベルカ (Bad Berka)
- 99439 - ブッテルシュテット (Buttelstedt), ノイマルク (Neumark, Thuringia)
- 99441 - クロムスドルフ(Kromsdorf), マグダラ (Magdala, Germany)
- 99444 - ブランケンハイン (Blankenhain)
- 99446-99448 - クラニヒフェルト (Kranichfeld)
- 99510 - アポルダ (Apolda), イルムタール＝ヴァインシュトラーセ行政共同体: クロムスドルフを除く
- 99516-99518 - バート・ズルツァ (Bad Sulza)
- 99610 - ゼンマーダー (Sömmerda)
- 99625 - ケレダ (Kölleda)
- 99628 - ブットシュテット (Buttstädt)
- 99631 - ヴァイセンゼー (Weißensee, Thuringia)
- 99636 - ラシュテンベルク (Rastenberg)
- 99638 - キンデルブリュック (Kindelbrück)
- 99706 - ゾンダースハウゼン (Sondershausen)
- 99713 - エーベレーベン (Ebeleben)
- 99718 - クリンゲン (Clingen), グロイセン (Greußen), グローセンエーリッヒ (Großenehrich)
- 99734 - ノルトハウゼン (Nordhausen)
- 99752 - ブライヒャーオーデ (Bleicherode)
- 99755 - エルリッヒ (Ellrich)
- 99759 - ブライヒャーオーデ
- 99762 - ノルトハウゼン
- 99769 - ヘーリンゲン／ヘルメ (Heringen, Thuringia)
- 99817 - アイゼナハ (Eisenach, Germany)
- 99830 - トレフフルト (Treffurt)
- 99831 - クロイツブルク (Creuzburg), トレフフルト
- 99837 - ベルカ／ヴェラ (Berka/Werra)
- 99842 - ルーラ (Ruhla)
- 99867 - ゴータ (Gotha)
- 99869 - ミュールベルク (Mühlberg, Thuringia)
- 99880 - ヴァルタースハウゼン (Waltershausen)
- 99885 - オールドルフ (Ohrdruf)
- 99892-99894 - フリードリッヒローダ (Friedrichroda)
- 99897 - タンバッハ＝ディータルツ／テュリンガー・ヴァルト (Tambach-Dietharz)
- 99898 - フリードリッヒローダ
- 99947 - バート・ランゲンザツツァ (Bad Langensalza)
- 99955 - バート・テンシュテット (Bad Tennstedt)
- 99974 - ミュールハウゼン (Mühlhausen)
- 99986 - フラルヒハイム (Flarchheim)
- 99994 - シュロトハイム (Schlotheim)

## ノルトライン＝ヴェストファーレン州 (North Rhine-Westphalia)

### 32000-32999
- 32049, 32051, 32052 - ヘルフォルト (Herford)
- 32105, 32107, 32108 - バート・ザルツウフレン (Bad Salzuflen)
- 32130 - エンガー (Enger)
- 32139 - シュペンゲ (Spenge)
- 32300-32499 - ミンデン (Minden)
- 32312 - リュベッケ (Lübbecke)
- 32339 - エスペルカンプ (Espelkamp)
- 32469 - ペータースハーゲン (Petershagen)
- 32257 - ビュンデ (Bünde)
- 32361 - プロイシシュ・オルデンドルフ (Preußisch Oldendorf)
- 32369 - ラーデン (Rahden)
- 32457 - ポルタ・ヴェストファーリカ (Porta Westfalica)
- 32469 - ペータースハーゲン (Petershagen)
- 32545, 32547, 32549 - バート・エーンハウゼン (Bad Oeynhausen)
- 32584 - レーネ (Löhne)
- 32602 - フロートー (Vlotho)
- 32657 - レムゴー (Lemgo)
- 32668-32676 - リュクデ (Lügde)
- 32683 - バルントルップ (Barntrup)
- 32701–32760 - デトモルト (Detmold)
- 32779-32791 - ラーゲ (Lage)
- 32805 - ホルン＝バート・マインベルク (Horn-Bad Meinberg)
- 32816 - シーダー＝シュヴァレンベルク (Schieder-Schwalenberg)
- 32825 - ブロンベルク (Blomberg, North Rhine-Westphalia)
- 32839 - シュタインハイム (Steinheim, Westphalia)

### 33000-33999
- 33014 - バート・ドリーブルク (Bad Driburg)
- 33034 - ブラーケル (Brakel, Germany)
- 33039 - ニーハイム (Nieheim)
- 33098-33106 - パーダーボルン (Paderborn)
- 33129 - デルブリュック (Delbrück)
- 33142 - ビューレン (Büren, Westphalia)
- 33143-33154 - ザルツコッテン (Salzkotten)
- 33162-33165 - リヒテナウ (Lichtenau, Westphalia)
- 33175 - バート・リップシュプリンゲ (Bad Lippspringe)
- 33179-33181 - バート・ヴュネンベルク (Bad Wünnenberg)
- 33330-33335 - ギュータースロー (Gütersloh)
- 33378 - レーダ＝ヴィーデンブリュック (Rheda-Wiedenbrück)
- 33397 - リートベルク (Rietberg)
- 33415 - フェルル (Verl)
- 33428 - ハルセヴィンケル (Harsewinkel)
- 33501–33739 - ビーレフェルト (Bielefeld)
- 33758 - シュロス・ホルテ＝シュトゥケンブロック (Schloß Holte-Stukenbrock)
- 33775 - フェルスモルト (Versmold)
- 33790 - ハレ (Halle (Westfalen))
- 33813 - エルリングハウゼン (Oerlinghausen)
- 33824 - ヴェアター (Werther, North Rhine-Westphalia)
- 33829 - ボルクホルツハウゼン (Borgholzhausen)

### 34000-34999
- 34414 - ヴァールブルク (Warburg)
- 34431 - マルスベルク (Marsberg)
- 34434 - ボルゲントライヒ (Borgentreich)
- 34435, 34437, 34439 - ヴィレバーデッセン (Willebadessen)

### 37000-37999
- 37671 - ヘクスター (Höxter)
- 37688 - ベーヴェルンゲン (Beverungen)
- 37696 - マリーエンミュンスター (Marienmünster)

### 40000-40999
- 40210-40721 - デュッセルドルフ (Düsseldorf)
- 40593 - ベンラート (Düsseldorf-Benrath)
- 40597 - ベンラート
- 40667, 40668, 40670 - メーアブッシュ (Meerbusch)
- 40699 - エルクラート (Erkrath)
- 40721, 40723, 40724 - ヒルデン (Hilden)
- 40764 - ランゲンフェルト (Langenfeld (Rhineland))
- 40789 - モンハイム・アム・ライン (Monheim am Rhein)
- 40822 - メットマン (Mettmann)
- 40878-40885 - ラーティンゲン (Ratingen)

### 41000-41999
- 41061-41239 - メンヒェングラートバッハ (Mönchengladbach)
- 41334 - ネッテタール (Nettetal)
- 41352 - コルシェンブローホ (Korschenbroich)
- 41363 - ユーヒェン (Jüchen)
- 41366 - シュヴァルムタール (Schwalmtal, North Rhine-Westphalia)
- 41372 - ニーダークリュヒテン(Niederkrüchten)
- 41460-41472 - ノイス (Neuss)
- 41515, 41516, 41517 - グレーヴェンブローホ (Grevenbroich)
- 41539-41542 - ドルマーゲン (Dormagen)
- 41564 - カールスト (Kaarst)
- 41747-41751 - フィーアゼン (Viersen)
- 41812 - エルケレンツ (Erkelenz)
- 41836 - ヒュッケルホーフェン (Hückelhoven)
- 41844 - ヴェークベルク (Wegberg)
- 41849 - ヴァッセンベルク (Wassenberg)

### 42000-42999
- 42103-42399 - ヴッパータール (Wuppertal)
- 42477 - ラーデヴォルムヴァルト (Radevormwald)
- 42489 - ヴュルフラート (Wülfrath)
- 42499 - ヒュッケスヴァーゲン (Hückeswagen)
- 42549-42555 フェルバート (Velbert)
- 42579 - ハイリゲンハウス (Heiligenhaus)
- 42651-42719 ゾーリンゲン (Solingen)
- 42781 - ハーン (Haan)
- 42799 - ライヒリンゲン (Leichlingen)
- 42853-42899 レムシャイト (Remscheid)
- 42929 - ヴェルメルスキルヒェン (Wermelskirchen)

### 44000-44999
- 44135-44388 - ドルトムント (Dortmund)
- 44532, 44534, 44536 - リューネン (Lünen)
- 44575-44581 - カシュトロップ＝ラウクセル (Castrop-Rauxel)
- 44601-44653 - ヘルネ (Herne, North Rhine-Westphalia)
- 44701-44894 - ボーフム (Bochum)

### 45000-45999
- 45001-45359 - エッセン (Essen)
- 45468-45481 - ミュールハイム・アン・デア・ルール (Mülheim an der Ruhr)
- 45525, 45527, 45529 - ハッティンゲン (Hattingen)
- 45549 - シュプロックヘーフェル (Sprockhövel)
- 45601-45665 - レックリングハウゼン (Recklinghausen)
- 45699, 45701 - ヘルテン (Herten)
- 45711 - ダッテルン (Datteln)
- 45721 - ハルターン・アム・ゼー (Haltern)
- 45731 - ヴァルトロップ (Waltrop)
- 45739 - オーア＝エアケンシュヴィック (Oer-Erkenschwick)
- 45768 - マール (Marl, North Rhine-Westphalia)
- 45879-45899 - ゲルゼンキルヒェン (Gelsenkirchen)
- 45964-45968 - グラートベック (Gladbeck)

### 46000-46999
- 46001-46149 - オーバーハウゼン (Oberhausen)
- 46236-46242 - ボトロップ (Bottrop)
- 46282-46286 - ドルステン (Dorsten)
- 46325 - ボルケン (Borken, North Rhine-Westphalia)
- 46342 - フェーレン (Velen)
- 46359 - ハイデン (Heiden, Germany)
- 46361 - ボホルト (Bocholt, Germany)
- 46414 - レーデ (Rhede)
- 46419 - イッセルブルク (Isselburg)
- 46446 - エメリヒ・アム・ライン (Emmerich am Rhein)
- 46459 - レース (Rees, Germany)
- 46483, 46485, 46487 - ヴェーゼル (Wesel)
- 46499 - ハンミンケルン (Hamminkeln)
- 46509 - クサンテン (Xanten)
- 46519 - アルペン(Alpen)
- 46535, 46537, 46539 - ディンスラーケン (Dinslaken)
- 46562 - フォアーデ (Voerde)

### 47000-47999
- 47051 - デュースブルク (Duisburg)
- 47441-47447 - メールス (Moers)
- 47475 - カンプ＝リントフォルト (Kamp-Lintfort)
- 47495 - ラインベルク (Rheinberg)
- 47506 - ノイキルヒェン＝フイン (Neukirchen-Vluyn)
- 47533 - クレーヴェ (Kleve)
- 47546 - カルカー (Kalkar)
- 47574 - ゴッホ (Goch)
- 47608 - ゲルダーン (Geldern)
- 47623-47627 - ケーヴェラー (Kevelaer)
- 47638 - シュトレーレン (Straelen)
- 47665 - ゾンスベック (Sonsbeck)
- 47798-47839 - クレーフェルト (Krefeld)
- 47877 - ヴィリヒ (Willich)
- 47906 - ケンペン (Kempen, Germany)
- 47918 - テイスヴォルスト (Tönisvorst)

### 48000-48999
- 48143-48167 ミュンスター (Münster)
- 48231 - ヴァーレンドルフ (Warendorf)
- 48249 - デュルメン (Dülmen)
- 48268 - グレーフェン (Greven)
- 48282 - エムスデッテン (Emsdetten)
- 48291 - テルクテ (Telgte)
- 48317 - ドレンシュタインフルト (Drensteinfurt)
- 48324 - ゼンデンホルスト (Sendenhorst)
- 48336 - ザッセンベルク (Sassenberg)
- 48351 - エヴェルスヴィンケル (Everswinkel)
- 48429-48432 - ライネ (Rheine)
- 48465 - イスターベルク (Isterberg)
- 48477 - ヘルステル (Hörstel)
- 48488 - エムスビューレン (Emsbüren)
- 48565 - シュタインフルト (Steinfurt)
- 48599 - グローナウ (Gronau, North Rhine-Westphalia)
- 48607 - オッホトルップ (Ochtrup)
- 48612 - ホルストマール (Horstmar)
- 48653 - コースフェルト (Coesfeld)
- 48683 - アーハウス (Ahaus)
- 48691 - ヴレーデン (Vreden)
- 48703 - シュタットローン (Stadtlohn)
- 48712 - ゲッシャー (Gescher)
- 48727 - ビラーベック (Billerbeck)

### 49000-49999
- 49074–49090 - オスナブリュック (Osnabrück)
- 49477, 49479 - イッベンビューレン (Ibbenbüren)
- 49525 - レンゲリッヒ (Lengerich, Westphalia)
- 49545 - テクレンブルク (Tecklenburg)

### 50000-50999
- 50126, 50127, 50129 - ベルクハイム (Bergheim, North Rhine-Westphalia)
- 50169, 50170, 50171 - ケルペン (Kerpen)
- 50181 - ベートブルク (Bedburg)
- 50189 - エルスドルフ (Elsdorf)
- 50226 - フレッヒェン (Frechen)
- 50259 - プルハイム (Pulheim)
- 50321 - ブリュール (Brühl (Rhineland))
- 50354 - ヒュルト (Hürth)
- 50389 - ヴェッセリング (Wesseling)
- 50374 - エアフトシュタット (Erftstadt)
- 50677-50999 ケルン (Cologne) (西部)

### 51000-51999
- 51000-51149 - ケルン (東部)
- 51368-51381 - レーヴァークーゼン (Leverkusen)
- 51399 - ブルシャイト (Burscheid)
- 51427-51469 - ベルギッシュ・グラートバッハ (Bergisch Gladbach)
- 51491 - オヴェラート (Overath)
- 51503 - レースラート (Rösrath)
- 51545 - ヴァルトブレール (Waldbröl)
- 51588 - ニュームブレヒト (Nümbrecht)
- 51643, 51645, 51647 - グンマースバッハ (Gummersbach)
- 51674 - ヴィール (Wiehl)
- 51688 - ヴィッパーフュルト (Wipperfürth)
- 51702 - ベルクノイシュタット (Bergneustadt)
- 51709 - マリーエンハイデ (Marienheide)
- 51766 - エンゲルスキルヒェン (Engelskirchen)
- 51789 - リンドラー (Lindlar)

### 52000-52999
- 52059-52080 - アーヘン (Aachen)
- 52134 - ヘルツォーゲンラト (Herzogenrath)
- 52146 - ヴュルゼレン (Würselen)
- 52152 - ジンメラート (Simmerath)
- 52156 - モンシャウ (Monschau)
- 52159 - レートゲン (Roetgen)
- 52222, 52223, 52224 - シュトルベルク (Stolberg (Rhineland))
- 52249 - エシュヴァイラー (Eschweiler)
- 52349, 52351, 52353, 52355 - デューレン (Düren)
- 52372 - クロイツァウ (Kreuzau)
- 52379 - ランガーヴェーエ (Langerwehe)
- 52382 - ニーダーツィアー (Niederzier)
- 52385 - ニデッゲン (Nideggen)
- 52388 - ネルフェニヒ (Nörvenich)
- 52391 - フェットヴァイス (Vettweiß)
- 52393 - ヒュルトゲンヴァルト (Hürtgenwald)
- 52396 - ハイムバッハ (Heimbach (Eifel))
- 52399 - メルツェニヒ (Merzenich)
- 52428 - ユーリヒ (Jülich)
- 52441 - リンニヒ (Linnich)
- 52445 - ティッツ (Titz)
- 52457 - アルデンホーフェン (Aldenhoven)
- 52459 - インデン (Inden (Rheinland))
- 52477 - アルスドルフ (Alsdorf)
- 52499 - ベスヴァイラー (Baesweiler)
- 52511 - ガイレンキルヒェン (Geilenkirchen)
- 52525 - ハインスベルク (Heinsberg), ヴァルトフォイヒト (Waldfeucht)
- 52531 - ユーバッハ＝パレンベルク (Übach-Palenberg)
- 52538 - ガンゲルト (Gangelt), Selfkant

### 53000-53999
- 53111-53229 - ボン (Bonn)
- 53332 - ボルンハイム (Bornheim)
- 53340 - メッケンハイム (Meckenheim)
- 53347 - アルフター (Alfter)
- 53359 - ラインバッハ (Rheinbach)
- 53604 - バート・ホンネフ (Bad Honnef)
- 53639 - ケーニヒスヴィンター (Königswinter)
- 53721 - ジークブルク (Siegburg)
- 53757 - ザンクト・アウグスティン (Sankt Augustin)
- 53773 - ヘンネフ (Hennef (Sieg))
- 53797 - ローマル (Lohmar)
- 53783 - アイトルフ (Eitorf)
- 53804 - ムッフ (Much, Germany)
- 53809 - ルッピヒテロート (Ruppichteroth)
- 53819 - ノインキルヒェン＝ゼールシャイト (Neunkirchen-Seelscheid)
- 53840, 53842, 53844 - トロースドルフ (Troisdorf)
- 53859 - ニーダーカッセル (Niederkassel)
- 53879 - オイスキルヒェン (Euskirchen)
- 53894 - メッヒャーニッヒ (Mechernich)
- 53902 - バート・ミュンスターアイフェル (Bad Münstereifel)
- 53913 - スヴィスタール(Swisttal)
- 53937 - シュライデン (Schleiden)

### 55000-55999
- 55543, 55545 - バート・クロイツナハ (Bad Kreuznach)
- 55548 - リップシュタット (Lippstadt)

### 57000-57999
- 57072–57080 - ジーゲン (Siegen)
- 57223 - クロイツタール (Kreuztal)
- 57250 - ネトフェン (Netphen)
- 57258 - フロイデンベルク (Freudenberg, Westphalia)
- 57271 - ヒルヒェンバッハ (Hilchenbach)
- 57319 - バート・ベルレブルク (Bad Berleburg)
- 57334 - バート・ラースフェ (Bad Laasphe)
- 57368 - レンネシュタット (Lennestadt)
- 57392 - シュマレンベルク (Schmallenberg)
- 57439 - アッテンドルン (Attendorn)
- 57462 - オルペ (Olpe, Germany)
- 57489 - ドロルスハーゲン (Drolshagen)

### 58000-58999
- 58089-58135 - ハーゲン (Hagen)
- 58239 - シュヴェルテ (Schwerte)
- 58256 - エネペタール (Ennepetal)
- 58285 - ゲーヴェルスベルク (Gevelsberg)
- 58300 - ヴェッター (Wetter (Ruhr))
- 58313 - ヘルデッケ (Herdecke)
- 58332 - シュヴェルム (Schwelm)
- 58339 - ブレッカーフェルト (Breckerfeld)
- 58370 - フレーンデンベルク (Fröndenberg)
- 58401-58456 - ヴィッテン (Witten)
- 58507-58515 - リューデンシャイト (Lüdenscheid)
- 58540 - マイナーツハーゲン (Meinerzhagen)
- 58553 - ハルヴァー (Halver)
- 58566 - キーアスペ (Kierspe)
- 58636-58644 - イーザルローン (Iserlohn)
- 58675 - ヘーマー (Hemer)
- 58706-58708 - メンデン (Menden)
- 58741-58762 - アルテナ (Altena)
- 58791 - ヴェルドール (Werdohl)
- 58802 - バルヴェ (Balve)
- 58809 - ノイエンラーデ (Neuenrade)
- 58840 - プレッテンベルク (Plettenberg)

### 59000-59999
- 59001-59077 - ハム (Hamm)
- 59174 - カーメン (Kamen)
- 59192 - ベルクカーメン (Bergkamen)
- 59227, 59229 - アーレン (Ahlen)
- 59269 - ベックム (Beckum, Germany)
- 59302 - エルデ (Oelde)
- 59320 - エニガーロー (Ennigerloh)
- 59368 - ヴェルネ（英語版） (Werne)
- 59379 - ゼルム (Selm)
- 59399 - オルフェン (Olfen)
- 59348 - リューディングハウゼン (Lüdinghausen)
- 59423, 59425, 59427 - ウンナ (Unna)
- 59439 - ホルツヴィッケーデ(Holzwickede)
- 59457 - ヴェルル (Werl)
- 59494 - ゾースト (Soest, Germany)
- 59555-59558 - リップシュタット (Lippstadt)
- 59581 - ヴァールシュタイン (Warstein)
- 59590 - ゲゼケ (Geseke)
- 59597 - エルヴィッテ (Erwitte)
- 59602 - リュテン (Rüthen)
- 59755, 59757, 59759, 59821, 59823 - アルンスベルク (Arnsberg)
- 59846 - ズンデルン (Sundern)
- 59872 - メシェデ (Meschede)
- 59929 - ブリーロン (Brilon)
- 59939 - オルスベルク (Olsberg, Germany)
- 59955 - ヴィンターベルク (Winterberg)
- 59964 - メーデバッハ (Medebach)
- 59969 - ハレンベルク (Hallenberg)

## ラインラント＝プファルツ州 (Rhineland-Palatinate)

### 53000-53999
- 53424 - レマーゲン (Remagen)
- 53474 - バート・ノイェンアール＝アールヴァイラー (Bad Neuenahr-Ahrweiler)
- 53489 - ジンツィッヒ (Sinzig)
- 53498 - バート・ブライジヒ (Bad Breisig)
- 53511–53518 - アーデナウ (Adenau)
- 53520 - ヘレスバッハ(Herresbach)
- 53545 - リンツ・アム・ライン (Linz am Rhein)
- 53557 - バート・ヘニンゲン (Bad Hönningen)
- 53572 - ウンケル (Unkel)

### 54000-54999
- 54290-54296 - トリーア (Trier)
- 54306 - コルデル(Kordel)
- 54313 - ツェンマー(Zemmer)
- 54329 - コンツ (Konz)
- 54338 - シュヴァイヒ (Schweich)
- 54439 - ザールブルク (Saarburg)
- 54411 - ヘルメスカイル (Hermeskeil), トラッセム(Trassem)
- 54470 - ベルンカステル＝クース (Bernkastel-Kues)
- 54479 - ホラート(Horath)
- 54516 - ヴィットリヒ (Wittlich)
- 54529 - スパングダーレム(Spangdahlem)
- 54531 - マンダーシャイト (Manderscheid, Bernkastel-Wittlich)
- 54550 - ダウン (Daun, Germany)
- 54552 - シュトロッツビュッシュ (Strotzbüsch)
- 54568 - ゲロルシュタイン (Gerolstein)
- 54576 - ヒレスハイム (Hillesheim)
- 54595 - プリュム (Prüm)
- 54634 - ビットブルク (Bitburg)
- 54655 - キルブルク (Kyllburg)
- 54662 - シュパイヒャー (Speicher, Germany)
- 54763 - ノイアーブルク (Neuerburg)

### 55000-55999
- 55116–555131 - マインツ (Mainz)
- 55218 - インゲルハイム・アム・ライン (Ingelheim am Rhein)
- 55232 - アルツァイ (Alzey)
- 55268 - ニーダー＝オルム (Nieder-Olm)
- 55270 - クライン＝ヴィンターンハイム(Klein-Winternheim)
- 55276 - オッペンハイム (Oppenheim)
- 55286 - ヴェルシュタット (Wörrstadt)
- 55411 - ビンゲン・アム・ライン (Bingen am Rhein)
- 55422 - バッハラッハ (Bacharach)
- 55430 - オーバーヴェーゼル (Oberwesel)
- 55435 - ガウ＝アルゲスハイム (Gau-Algesheim)
- 55442 - シュトロームベルク (Stromberg (Hunsrück))
- 55469 - ジンメン (Simmern)
- 55471 - フローンホーフェン (Fronhofen)
- 55481 - キルヒベルク (Kirchberg, Rhein-Hunsrück)
- 55494 - ラインベレン (Rheinböllen)
- 55543, 55545, 55529 - バート・クロイツナハ (Bad Kreuznach)
- 55566 - バート・ゾーベルンハイム (Bad Sobernheim), ダウバッハ(Daubach)
- 55569 - アウエン(Auen, Germany)
- 55583 - バート・ミュンスター・アム・シュタイン＝エーベルンブルク (Bad Münster am Stein-Ebernburg)
- 55590 - マイゼンハイム (Meisenheim)
- 55595 - シュポンハイム(Sponheim)
- 55606 - キルン (Kirn)
- 55743 - イーダー＝オーバーシュタイン (Idar-Oberstein)
- 55758 - ヴァイデン(Weiden, Rhineland-Palatinate)
- 55765 - ビルケンフェルト (Birkenfeld)
- 55774 - バウムホルダー (Baumholder)

### 56000-56999
- 56112 - ラーンシュタイン (Lahnstein)
- 56130 - バート・エムス (Bad Ems)
- 56154 - ボッパルト (Boppard)
- 56170 - ベンドルフ (Bendorf)
- 56179 - ファレンダー (Vallendar)
- 56203 - ヘール＝グレンツハウゼン (Höhr-Grenzhausen)
- 56218 - ミュールハイム＝ケールリヒ (Mülheim-Kärlich)
- 56235 - ランスバッハ＝バウムバッハ (Ransbach-Baumbach)
- 56242 - ゼルタース (Selters, Rhineland-Palatinate)
- 56269 - ディーアドルフ (Dierdorf)
- 56281 - デルト (Dörth), エンメルスハウゼン (Emmelshausen)
- 56288 - カステラウン (Kastellaun)
- 56291 - ビッケンバッハ(Bickenbach (Hunsrück))
- 56294 - ミュンスターマイフェルト (Münstermaifeld)
- 56321 - レンス (Rhens)
- 56329 - ザンクト・ゴアー (Sankt Goar)
- 56338 - ブラウバッハ (Braubach)
- 56346 - ライヒェンベルク(Reichenberg, Rhineland-Palatinate), ザンクト・ゴアールスハウゼン (Sankt Goarshausen)
- 56349 - カウプ (Kaub)
- 56355 - ナシュテッテン (Nastätten)
- 56368 - カッツェンエルンボーゲン (Katzenelnbogen)
- 56370 - ビープリッヒ(Biebrich, Rhineland)
- 56377 - ナッサウ (Nassau, Germany)
- 56410 - モンタバウアー (Montabaur)
- 56422 - ヴィルゲス (Wirges)
- 56457 - ヴェスターブルク (Westerburg)
- 56459 -  ローテンバッハ(Rothenbach, Germany)
- 56470 - バート・マリーエンベルク (Bad Marienberg)
- 56472 -  ハルト(Hardt (Westerwald))
- 56477 - レンネロート (Rennerod)
- 56564–56567 - ノイヴィート (Neuwied)
- 56575 - ヴァイセンツルム (Weißenthurm)
- 56626 - アンダーナッハ (Andernach)
- 56727 - マイエン (Mayen)
- 56743 - メンディヒ (Mendig)
- 56751 - ポルヒ (Polch)
- 56759 - カイザーゼッシュ (Kaisersesch)
- 56766 - ウルメン (Ulmen)
- 56812 - コッヘム (Cochem)
- 56841 - トラーベン＝トラーバッハ (Traben-Trarbach)
- 56856 - ツェル (Zell (Mosel))

### 57000-57999
- 57518 - ベッツドルフ (Betzdorf, Germany)
- 57537 - ヴィッセン (Wissen)
- 57548 - キルヒェン (Kirchen)
- 57562 - ヘルドルフ (Herdorf)
- 57610 - アルテンキルヒェン (Altenkirchen)
- 57612 - ビルンバッハ(Birnbach), ブゼンハウゼン(Busenhausen), アイヒェルハルト(Eichelhardt), ギーゼンハウゼン(Giesenhausen), ホイペルツェン(Heupelzen), ヘンメルツェン(Hemmelzen), ヘルメロート(Helmeroth), ヘルメンツェン(Helmenzen), ヒルゲンロート(Hilgenroth), イデルベルク(Idelberg), イザート(Isert), ケッテンハウゼン(Kettenhausen), クロパッハ(Kroppach), オーバーエルバッハ (ヴェステルヴァルト) (Obererbach (Westerwald)),  エールセン(Ölsen), ラックセン(Racksen), フォルカーツェン(Volkerzen)
- 57627 - ハヒェンブルク (Hachenburg)

### 65000-65999
- 65582 - ディーツ (Diez, Germany)
- 65624 - アルテンディーツ (Altendiez)

### 66000-66999
- 66482 - ツヴァイブリュッケン (Zweibrücken)
- 66500 - ホルンバッハ (Hornbach)
- 66849 - ラントシュトゥール (Landstuhl)
- 66869 - クーゼル (Kusel)
- 66877 - ラムシュタイン＝ミーゼンバッハ (Ramstein-Miesenbach)
- 66879 - ライヒェンバッハ＝シュテーゲン (Reichenbach-Steegen)
- 66894 - マルティンスヘーエ(Martinshöhe)
- 66907 - グラーン＝ミュンヒヴァイラー(Glan-Münchweiler)
- 66953-66955 - ピルマゼンス (Pirmasens)
- 66976 ローダルベン (Rodalben)
- 66994 - ダーン (Dahn)

### 67000-67999
- 67059-67071 - ルートヴィヒスハーフェン (Ludwigshafen)
- 67098 - バート・デュルクハイム (Bad Dürkheim), フラインスハイム (Freinsheim)
- 67105 - シファーシュタット (Schifferstadt)
- 67146 - ダイデスハイム (Deidesheim)
- 67157 - ヴァッヘンハイム (Wachenheim)
- 67227 - フランケンタール (Frankenthal)
- 67251 - フラインスハイム
- 67269 - グリューンシュタット (Grünstadt)
- 67292 - キルヒハイムボーランデン (Kirchheimbolanden)
- 67294 - イルベスハイム (ドナースベルククライス) (Ilbesheim)
- 67304 - アイゼンベルク (Eisenberg, Rhineland-Palatinate)
- 67346 - シュパイアー (Speyer)
- 67378 - ツァイスカン (Zeiskam)
- 67433, 67434, 67435 - ノイシュタット (Neustadt an der Weinstraße)
- 67466 - ランブレヒト (Lambrecht, Rhineland-Palatinate)
- 67480 - エーデンコーベン (Edenkoben)
- 67547-67551 - ヴォルムス (Worms, Germany)
- 67574 - オストホーフェン (Osthofen)
- 67655-67663 - カイザースラウテルン (Kaiserslautern)
- 67697 - オッターベルク (Otterberg)
- 67742 - ラウターエッケン (Lauterecken)
- 67752 - ヴォルフシュタイン (Wolfstein, Rhineland-Palatinate)
- 67806 - ロッケンハウゼン (Rockenhausen)
- 67823 - オーバーモシェル (Obermoschel)

### 76000-76999
- 76726 - ゲルマースハイム (Germersheim)
- 76744 - フォルマースヴァイラー (Vollmersweiler), ヴェルト・アム・ライン (Wörth am Rhein)
- 76751 - ヨックグリム (Jockgrim)
- 76756 - ベルハイム (Bellheim)
- 76761 - リュルツハイム (Rülzheim)
- 76764 - ラインツァーバーン (Rheinzabern)
- 76767 - ハーゲンバッハ (Hagenbach), Neufeldhof
- 76768 - ベルク (Berg, Germersheim)
- 76770 - ハッツェンビュール (Hatzenbühl)
- 76771 - ヘルト (Hördt)
- 76773 - クハルト (Kuhardt)
- 76774 - ライマースハイム (Leimersheim)
- 76776 - ノイブルク・アム・ライン (Neuburg am Rhein)
- 76777 - ノイポツ (Neupotz)
- 76779 - シャイベンハルト (Scheibenhardt)
- 76829 - ランダウ・イン・デア・プファルツ (Landau in der Pfalz)
- 76829 - ラインスヴァイラー (Leinsweiler), ランシュバッハ (Ranschbach)
- 76831 - ビリヒハイム＝インゲンハイム (Billigheim-Ingenheim), ビルクヴァイラー (Birkweiler), エシュバッハ (Eschbach (Pfalz)), ゲックリンゲン (Göcklingen), ホイヒェルハイム＝クリンゲン (Heuchelheim-Klingen), イルベスハイム (Ilbesheim bei Landau in der Pfalz), インプフリンゲン (Impflingen)
- 76833 - ベヒンゲン (Böchingen), フランクヴァイラー (Frankweiler), クネリンゲン (Knöringen), ジーベルディンゲン (Siebeldingen), ヴァルスハイム (Walsheim)
- 76835 - ブルルヴァイラー (Burrweiler), フレムリンゲン (Flemlingen), グライスヴァイラー (Gleisweiler), ハインフェルト (Hainfeld, Germany), ロト・ウンター・リートブルク (Rhodt unter Rietburg), ロッシュバッハ (Roschbach), ワイアー・イン・デア・プファルツ (Weyher in der Pfalz)
- 76846 - ハウエンシュタイン (Hauenstein)
- 76848 - ダルシュタイン (Darstein), ディムバッハ (Dimbach), ルーク (Lug, Germany), シュヴァンハイム (Schwanheim, Rhineland-Palatinate), シュピルケルバッハ (Spirkelbach), ヴィルガルツヴィーゼン (Wilgartswiesen)
- 76855 - アンヴァイラー・アム・トリーフェルス (Annweiler am Trifels)
- 76857 - アルベルスヴァイラー (Albersweiler), デルンバッハ (Dernbach, Südliche Weinstraße), オイサータール (Eußerthal), ゴッサースヴァイラー＝シュタイン (Gossersweiler-Stein), ミュンヒヴァイラー・アム・クリングバッハ (Münchweiler am Klingbach), ラムベルク (Ramberg, Rhineland-Palatinate), リンタール (Rinnthal), ジルツ (Silz, Rhineland-Palatinate), フェルケルスヴァイラー (Völkersweiler), ヴァルトハンバッハ (Waldhambach, Rhineland-Palatinate), ヴァルトロアバッハ (Waldrohrbach), ヴェルナースベルク (Wernersberg)
- 76863 - ヘルクスハイム・バイ・ランダウ (Herxheim), ヘルックスハイムヴァイアー (Herxheimweyher)
- 76865 - インスハイム (Insheim), ローアバッハ (Rohrbach, Südliche Weinstraße)
- 76870 - カンデル (Kandel)
- 76872 - エアレンバッハ (Erlenbach bei Kandel), フレッケンフェルト (Freckenfeld), ミンフェルト (Minfeld), シュタインヴァイラー (Steinweiler), ヴィンデン (Winden, Germersheim), ヘルガースヴァイラー (Hergersweiler)
- 76877 - オッフェンバッハ (Offenbach an der Queich)
- 76879 - ボルンハイム (Bornheim (Pfalz)), エッシンゲン (Essingen, Rhineland-Palatinate), ホーホシュタット (Hochstadt, Rhineland-Palatinate), クニッテルスハイム (Knittelsheim), オッタースハイム (Ottersheim bei Landau)
- 76887 - バート・ベルクツァーバーン (Bad Bergzabern), ベレンボルン (Böllenborn), オーバーハウゼン (Oberhausen, Südliche Weinstraße)
- 76889 - バルベルロート (Barbelroth), ビルケンヘルト (Birkenhördt), ディールバッハ (Dierbach), デルレンバッハ (Dörrenbach), グライスツェレン＝グライスホルバッハ (Gleiszellen-Gleishorbach), カペレン＝ドルスヴァイラー (Kapellen-Drusweiler), カプスヴァイヤー (Kapsweyer), クリンゲンミュンスター (Klingenmünster), ニーダーホルバッハ (Niederhorbach), ニーダーターバッハ (Niederotterbach), オーバーオッターバッハ (Oberotterbach), オーバーシュレッテンバッハ (Oberschlettenbach), プライスヴァイラー＝オーバーホーフェン (Pleisweiler-Oberhofen), シュヴァイゲン＝レヒテンバッハ (Schweigen-Rechtenbach), シュヴァイクホーフェン (Schweighofen), シュタインフェルト (Steinfeld, Rhineland-Palatinate), フォルダーヴァイデンタール (Vorderweidenthal)
- 76891 - ボーベンタール (Bobenthal), ブルッフヴァイラー＝ベーレンバッハ (Bruchweiler-Bärenbach), ブンデンタール (Bundenthal), ブーゼンベルク (Busenberg), エアレンバッハ・バイ・ダーン (Erlenbach bei Dahn), ニーダーシュレッテンバッハ (Niederschlettenbach), ノスヴァイラー (Nothweiler), ルンバッハ (Rumbach)

## ヘッセン州 (Hesse)

### 34000-34999
- 34001-34134 - カッセル (Kassel)
- 34212 - メルズンゲン (Melsungen)
- 34225 - バウナタール (Baunatal)
- 34246 - フェルマー (Vellmar)
- 34260 - カウフンゲン (Kaufungen)
- 34281 - グーデンスベルク (Gudensberg)
- 34286 - シュパンゲンベルク (Spangenberg)
- 34289 - ツィーレンベルク (Zierenberg)
- 34305 - ニーデンシュタイン (Niedenstein)
- 34311 - ナウムブルク (Naumburg, Hesse)
- 34369 - ホーフガイスマー (Hofgeismar)
- 34376 - インメンハウゼン (Immenhausen)
- 34385 - バート・カールスハーフェン (Bad Karlshafen)
- 34388 - トレンデルブルク (Trendelburg)
- 34393 - グレーベンシュタイン (Grebenstein)
- 34396 - リーベナウ (Liebenau, Hesse)
- 34454 - バート・アーロルゼン (Bad Arolsen)
- 34466 - ヴォルフハーゲン (Wolfhagen)
- 34471 - フォルクマールゼン (Volkmarsen)
- 34474 - ディーメルシュタット (Diemelstadt)
- 34497 - コルバッハ (Korbach)
- 34513 - ヴァルデック (Waldeck, Hesse)
- 34521-34537 - バート・ヴィルドゥンゲン (Bad Wildungen)
- 34560 - フリッツラー (Fritzlar)
- 34582 - ボルケン (Borken, Hesse)
- 34587 - フェルスベルク (Felsberg, Hesse)
- 34613 - シュヴァルムシュタット (Schwalmstadt)
- 34626 - ノイキルヒェン (Neukirchen, Hesse)
- 34639 - シュヴァルツェンボルン (Schwarzenborn, Hesse)

### 35000-35999
- 35037-35043 - マールブルク (Marburg)
- 35066 - フランケンベルク (Frankenberg, Hesse)
- 35075 - グラーデンバッハ (Gladenbach)
- 35083 - ヴェッター (Wetter, Hesse)
- 35088 - バッテンベルク (Battenberg, Hesse)
- 35104 - リヒテンフェルス (Lichtenfels, Hesse)
- 35109-35110 - フランケナウ (Frankenau)
- 35116 - ハッツフェルト (Hatzfeld)
- 35119 - ローゼンタール (Rosenthal, Hesse)
- 35216 - ビーデンコプフ (Biedenkopf)
- 35260 - シュタットアレンドルフ (Stadtallendorf)
- 35274 - キルヒハイン (Kirchhain)
- 35279 - ノイシュタット (Neustadt, Hesse)
- 35282 - ラウシェンベルク (Rauschenberg, Hesse)
- 35285 - ゲミュンデン (Gemünden (Wohra))
- 35287 - アメーネブルク (Amöneburg)
- 35305 - グリューンベルク (Grünberg, Hesse)
- 35315 - ホムベルク (Homberg (Ohm))
- 35321 - ラウバッハ (Laubach)
- 35327 - ウルリヒシュタイン (Ulrichstein)
- 35390-35398 - ギーセン (Gießen)
- 35410 - フンゲン (Hungen)
- 35415 - ポールハイム (Pohlheim)
- 35423 - リッヒ (Lich, Hesse)
- 35440 - リンデン (Linden, Hesse)
- 35444 - ビーバータール (Biebertal)
- 35457 - ロラル (Lollar)
- 35460 - シュタウフェンベルク (Staufenberg, Hesse)
- 35469 - アレンドルフ (Allendorf, Giessen)
- 35510 - ブーツバッハ (Butzbach)
- 35516 - ミュンツェンベルク (Münzenberg)
- 35576-35586 - ヴェッツラー (Wetzlar)
- 35606 - ゾルムス (Solms)
- 35614 - アスラー (Aßlar)
- 35619 - ブラウンフェルス (Braunfels)
- 35633 - ラーナウ (Lahnau)
- 35638 - ロイ (Leun)
- 35683-35690 - ディレンブルク (Dillenburg)
- 35708 - ハイガー (Haiger)
- 35745 - ヘルボルン (Herborn (Hesse))
- 35781 - ヴァイルブルク (Weilburg)

### 36000-36999
- 36037, 36039, 36041, 36043 - フルダ (Fulda)
- 36088 - ヒューンフェルト (Hünfeld)
- 36110 - シュリッツ (Schlitz, Hesse)
- 36129 - ゲルスフェルト (Gersfeld)
- 36142 - タン (Tann, Hesse)
- 36179 - ベブラ (Bebra)
- 36199 - ローテンブルク・アン・デア・フルダ (Rotenburg an der Fulda)
- 36205 - ゾントラ (Sontra)
- 36251 - バート・ヘルスフェルト (Bad Hersfeld)
- 36266 - ヘーリンゲン (Heringen)
- 36304 - アルスフェルト (Alsfeld)
- 36320 - キルトルフ (Kirtorf)
- 36323 - グレーベナウ (Grebenau)
- 36329 - ロムロート (Romrod)
- 36341 - ラウターバッハ (Lauterbach, Hesse)
- 36358 - ヘルブシュタイン (Herbstein)
- 36381 - シュリュヒテルン (Schlüchtern)
- 36396 - シュタイナウ (Steinau an der Straße)

### 37000-37999
- 37213-37218 - ヴィッツェンハウゼン (Witzenhausen)
- 37230-37235 - ヘッシシュ・リヒテナウ (Hessisch Lichtenau)
- 37242 - バート・ゾーデン＝アレンドルフ (Bad Sooden-Allendorf)
- 37247 - グロースアルメローデ (Großalmerode)
- 37281 - ヴァンフリート (Wanfried)
- 37284 - ヴァルトカペル (Waldkappel)
- 37296 - エシュヴェーゲ (Eschwege)

### 55000-55999
- 55246 - ヴィースバーデン、マインツ＝コストハイム区(Mainz-Kostheim)
- 55252 - ヴィースバーデン、マインツ＝カステル区(Mainz-Kastel)

### 60000-60999
- 60308-60599 - フランクフルト・アム・マイン (Frankfurt am Main)

### 61000-61999
- 61118 - バート・フィルベル (Bad Vilbel)
- 61130 - ニッデラウ (Nidderau)
- 61137 - シェーネック (Schöneck, Hesse)
- 61169 - フリートベルク (Friedberg, Hesse)
- 61184 - カルベン (Karben)
- 61191 - ロースバッハ (Rosbach vor der Höhe)
- 61194 - ニダタール (Niddatal)
- 61197 - フロールシュタット (Florstadt)
- 61203 - ライヒェルスハイム (Reichelsheim (Wetterau))
- 61231 - バート・ナウハイム (Bad Nauheim)
- 61250 - ウージンゲン (Usingen)
- 61267 - ノイ＝アンスパッハ (Neu-Anspach)
- 61348, 61350, 61352 - バート・ホンブルク ((Bad Homburg vor der Höhe)
- 61381 - フリードリヒスドルフ (Friedrichsdorf)
- 61440 - オーバーウルゼル (Oberursel (Taunus))
- 61449 - シュタインバハ (Steinbach (Taunus))
- 61462 - ケーニヒシュタイン・イム・タウヌス (Königstein im Taunus)
- 61476 - クロンベルク・イム・タウヌス (Kronberg im Taunus)

### 63000-63999
- 63065-63075 - オッフェンバッハ (Offenbach, Hesse)
- 63110 - ロートガウ (Rodgau)
- 63128 - ディーツェンバハ (Dietzenbach)
- 63150 - ホイゼンシュタム (Heusenstamm)
- 63165 - ミュールハイム・アム・マイン (Mühlheim am Main)
- 63179 - オーバーツハウゼン (Obertshausen)
- 63225 - ランゲン (Langen, Hesse)
- 63263 - ノイ＝イーゼンブルク (Neu-Isenburg)
- 63303 - ドライアイヒ (Dreieich)
- 63322 - レーダーマルク (Rödermark)
- 63329 - エーゲルスバッハ (Egelsbach)
- 63450, 63452, 63454, 63456, 63457 - ハーナウ (Hanau)
- 63477 - マインタール (Maintal)
- 63486 - ブルフケーベル (Bruchköbel)
- 63500 - ゼーリゲンシュタット (Seligenstadt)
- 63505 - ランゲンゼルボルト (Langenselbold)
- 63517 - ローデンバッハ (Rodenbach)
- 63526 - エルレンゼー (Erlensee)
- 63571 - ゲルンハウゼン (Gelnhausen)
- 63579 - フライゲリヒト (Freigericht)
- 63607 - ヴェヒタースバッハ (Wächtersbach)
- 63619 - バート・オープ (Bad Orb)
- 63628 - バート・ゾーデン＝ザルミュンスター (Bad Soden-Salmünster)
- 63654 - ビューディンゲン (Büdingen)
- 63667 - ニッダ (Nidda, Hesse)
- 63679 - ショッテン (Schotten)
- 63683 - オルテンベルク (Ortenberg, Hesse)
- 63688 - ゲーデルン (Gedern)

### 64000-64999
- 64283-64297 - ダルムシュタット (Darmstadt)
- 64397 - モーダウタール (Modautal)
- 64404 - ビッケンバッハ (Bickenbach (Bergstraße))
- 64319 - プフングシュタット (Pfungstadt)
- 64331 - ヴァイターシュタット (Weiterstadt)
- 64347 - グリースハイム (Griesheim (Hesse))
- 64348-64354 - ラインハイム (Reinheim)
- 64372 - オーバー＝ラムシュタット (Ober-Ramstadt)
- 64397 - モーダウタール (Modautal)
- 64395, 64398-64401 - グロース＝ビーベラウ (Groß-Bieberau)
- 64404 - ビッケンバッハ (Bickenbach (Bergstraße))
- 64501-64521 - グロース＝ゲーラウ (Groß-Gerau)
- 64546 - メルフェルデン＝ヴァルドルフ (Mörfelden-Walldorf)
- 64560 - リートシュタット (Riedstadt)
- 64579 - ゲルンスハイム (Gernsheim)
- 64625 - ベンスハイム (Bensheim)
- 64646 - ヘッペンハイム (Heppenheim)
- 64653 - ロルシュ (Lorsch)
- 64673 - ツヴィンゲンベルク (Zwingenberg)
- 64678 - リンデンフェルス (Lindenfels)
- 64689 - グラーゼレンバッハ (Grasellenbach)
- 64711 - エアバッハ (Erbach im Odenwald)
- 64720 - ミヒェルシュタット (Michelstadt)
- 64732 - バート・ケーニヒ (Bad König)
- 64743 - ベーアフェルデン (Beerfelden)
- 64747 - ブロイベルク (Breuberg)
- 64757 - ヒルシュホルン (ネッカー) (Hirschhorn (Neckar))
- 64801-64807 - ディーブルク (Dieburg)
- 64823 - グロース＝ウムシュタット (Groß-Umstadt)
- 64832 - バーベンハウゼン (Babenhausen)

### 65000-65999
- 65183-65207 - ヴィースバーデン (Wiesbaden)
- 65232 - タウヌスシュタイン (Taunusstein)
- 65239 - ホーホハイム・アム・マイン (Hochheim am Main)
- 65307 - バート・シュヴァルバッハ (Bad Schwalbach)
- 65343-65347 - エルトフィレ・アム・ライン (Eltville)
- 65366 - ガイゼンハイム (Geisenheim)
- 65375 - エーストリッヒ＝ヴィンケル (Oestrich-Winkel)
- 65385 - リューデスハイム・アム・ライン (Rüdesheim am Rhein)
- 65391 - ロルヒ (Lorch, Hesse)
- 65428 - リュッセルスハイム (Rüsselsheim)
- 65439 - フレーアスハイム・アム・マイン (Flörsheim am Main)
- 65451 - ケルスターバハ (Kelsterbach)
- 65479 - ラウンハイム (Raunheim)
- 65510 - イトシュタイン (Idstein)
- 65520 - バート・カンベルク (Bad Camberg)
- 65549-65556 - リンブルク (Limburg an der Lahn)
- 65589 - ハダマール (Hadamar)
- 65594 - ルンケル (Runkel)
- 65606 - フィルマール (Villmar)
- 65719 - ホーフハイム・アム・タウヌス (Hofheim am Taunus), ホムベルク (Homberg (Efze))
- 65760 - エッシュボルン (Eschborn)
- 65779 - ケルクハイム (Kelkheim)
- 65795 - ハタースハイム・アム・マイン (Hattersheim am Main)
- 65812 - バート・ゾーデン・アム・タウヌス (Bad Soden)
- 65817 - エップシュタイン (Eppstein)
- 65824 - シュヴァルバハ・アム・タウヌス (Schwalbach am Taunus)
- 65843 - ズルツバッハ (Sulzbach, Hesse)
- 65835 - リーダーバッハ・アム・タウヌス (Liederbach am Taunus)
- 65929-65936 フランクフルト・アム・マイン(Frankfurt am Main)

### 68000-68999
- 68519 - フィールンハイム (Viernheim)
- 68623 - ラムペルトハイム (Lampertheim)
- 68642 - ビュールシュタット (Bürstadt)
- 68647 - ビブリス (Biblis)
- 68649 - グロース＝ロールハイム (Groß-Rohrheim)

### 69000-69999
- 69239 - ネッカーシュタイナハ (Neckarsteinach)
- 69412, 69434 - ヒルシュホルン (ネッカー) (Hirschhorn (Neckar))
- 69483 - ヴァルト＝ミヒェルバッハ (Wald-Michelbach)
- 69488 - ビルケナウ (オーデンヴァルト) (Birkenau (Odenwald))
- 69509 - メルレンバッハ (Mörlenbach)
- 69517 - ゴルクスハイマータール (Gorxheimertal)
- 69518 - アプトシュタイナハ (Abtsteinach)

## ザールラント州 (Saarland)

### 66000-66999
- 66001-66133 - ザールブリュッケン (Saarbrücken)
- 66272-66280 - ズルツバッハ (Sulzbach, Saarland)
- 66299 - フリードリッヒシュタール (Friedrichsthal)
- 66333 - フェルクリンゲン (Völklingen)
- 66346 - ピュトリンゲン (Püttlingen)
- 66386 - ザンクト・イングベルト (Sankt Ingbert)
- 66424 - ホンブルク (Homburg)
- 66440 - ブリースカステル (Blieskastel)
- 66450 - ベックバッハ (Bexbach)
- 66538-66540 - ノインキルヒェン (Neunkirchen, Saarland)
- 66564 - オットヴァイラー (Ottweiler) ザールラントSaarland
- 66583 - シュピーゼン＝エルヴェルスベルク (Spiesen-Elversberg)
- 66606 - ザンクト・ヴェンデル (Sankt Wendel)
- 66663 - メルツィヒ (Merzig)
- 66680-66687 - ヴァーダーン (Wadern)
- 66701 - ベッキンゲン (Beckingen)
- 66740 - ザールルイ (Saarlouis)
- 66763 - ディリンゲン (Dillingen, Saarland)
- 66773 - シュヴァルバッハ (Schwalbach, Saarland)
- 66822 - レバッハ (Lebach)

## バーデン＝ヴュルテンベルク州 (Baden-Württemberg)

### 64000-64999
- 64754 - エーバーバッハ (Eberbach (Baden))

### 68000-68999
- 68159-68309 - マンハイム (Mannheim)
- 68526 - ラーデンブルク (Ladenburg)
- 68535 - エーディンゲン＝ネッカーハウゼン (Edingen-Neckarhausen)
- 68542 - ヘッデスハイム (Heddesheim)
- 68549 - イルフェスハイム (Ilvesheim)
- 68723 - オフタースハイム (Oftersheim)、プランクシュタット (Plankstadt)、シュヴェツィンゲン (Schwetzingen)
- 68753 - ワーグホイゼル (Waghäusel)
- 68766 - ホッケンハイム (Hockenheim)
- 68775 - ケッチュ (Ketsch)
- 68782 - ブリュール (Brühl (Baden))
- 68789 - ザンクト・レオン＝ロート (St. Leon-Rot)
- 68794 - オーバーハウゼン＝ラインハウゼン (Oberhausen-Rheinhausen)
- 68799 - ライリンゲン (Reilingen)
- 68804 - アルトルスハイム (Altlußheim)
- 68809 - ノイルスハイム (Neulußheim)

### 69000-69999
- 69115-69126 - ハイデルベルク (Heidelberg)
- 69151 - ネッカーゲミュント (Neckargemünd)
- 69168 - ヴィースロッホ (Wiesloch)
- 69181 - ライメン (バーデン) (Leimen (Baden))
- 69190 - ヴァルドルフ (バーデン) (Walldorf)
- 69198 - シュリースハイム (Schriesheim)
- 69207 - ザントハウゼン (Sandhausen)
- 69214 - エッペルハイム (Eppelheim)
- 69221 - ドッセンハイム (Dossenheim)
- 69226 - ヌスロッホ (Nussloch)
- 69231 - ラウエンベルク (Rauenberg (Kraichgau))
- 69234 - ディールハイム (Dielheim)
- 69242 - ミュールハウゼン(Mühlhausen)
- 69245 - バンメンタール (Bammental)
- 69250 - シェーナウ (オーデンヴァルト) (Schönau (Odenwald))
- 69251 - ガイベルク (Gaiberg)
- 69253 - ハイリヒクロイツシュタイナハ (Heiligkreuzsteinach)
- 69254 - マルシュ (Malsch)
- 69256 - マウアー (バーデン) (Mauer (Baden))
- 69257 - ヴィーゼンバッハ (バーデン) (Wiesenbach (Rhein-Neckar))
- 69259 - ヴィルヘルムスフェルト (Wilhelmsfeld)
- 69412 - エーバーバッハ (Eberbach (Baden))
- 69427 - ムーダウ (Mudau)
- 69429 - ヴァルトブルン (オーデンヴァルト) (Waldbrunn, Baden-Württemberg)
- 69434 - ヘッデスバッハ (Heddesbach)、エーバーバッハ
- 69436 - シェーンブルン (バーデン) (Schönbrunn (Baden))
- 69437 - ネッカーゲラハ (Neckargerach)
- 69439 - ツヴィンゲンベルク (バーデン) (Zwingenberg (Baden))
- 69469 - ヴァインハイム (Weinheim)
- 69493 - ヒルシュベルク・アン・デア・ベルクシュトラーセ (Hirschberg an der Bergstraße)
- 69502 - ヘムスバッハ (Hemsbach)
- 69514 - ラウデンバッハ (ベルクシュトラーセ) (Laudenbach (Rhein-Neckar))

### 70000-70999
- 70173-70629 - シュトゥットガルト (Stuttgart)
- 70734, 70736 - フェルバッハ (Fellbach)
- 70771 - ラインフェルデン＝エヒターディンゲン (Leinfelden-Echterdingen)
- 70794 - フィルダーシュタット (Filderstadt)
- 70806 - コーンヴェストハイム (Kornwestheim)
- 70825 - コーンタール＝ミュンヒンゲン (Korntal-Münchingen)
- 70839 - ゲルリンゲン (Gerlingen)

### 71000-71999
- 71032, 71034 - ベーブリンゲン (Böblingen)
- 71063–71069 - ジンデルフィンゲン (Sindelfingen)
- 71083 - ヘレンベルク (Herrenberg)
- 71088 - ホルツガーリンゲン (Holzgerlingen)
- 71093 - ヴァイル・イム・シェーンブーフ (Weil im Schönbuch)
- 71101 - シェーナイヒ (Schönaich)
- 71106 - マクシュタット (Magstadt)
- 71111 - ヴァルデンブーフ (Waldenbuch)
- 71116 - ゲルトリンゲン (Gärtringen)
- 71120 - グラーフェナウ (Grafenau, Württemberg)
- 71126 - ゲウフェルデン (Gäufelden)
- 71131 - イェッティンゲン (Jettingen)
- 71134 - アイトリンゲン (Aidlingen)
- 71139 - エーニンゲン (Ehningen)
- 71144 - シュタイネンブロン (Steinenbronn)
- 71149 - ボンドルフ (Bondorf)
- 71154 - ヌフリンゲン (Nufringen)
- 71155 - アルトドルフ (Altdorf, Böblingen)
- 71157 - ヒルドリツハウゼン (Hildrizhausen)
- 71159 - メッツィンゲン (Mötzingen)
- 71229 - レオンベルク (Leonberg)
- 71254 - ディツィンゲン (Ditzingen)
- 71263 - ヴァイル・デア・シュタット (Weil der Stadt)
- 71272 - レニンゲン (Renningen)
- 71277 - ルーテスハイム (Rutesheim)
- 71282 - ヘンミンゲン (Hemmingen, Baden-Württemberg)
- 71287 - ヴァイサッハ (Weissach)
- 71292 - フリオルツハイム (Friolzheim)
- 71296 - ハイムスハイム (Heimsheim)
- 71297 - メンスハイム (Mönsheim)
- 71299 - ヴィムスハイム (Wimsheim)
- 71332–71336 - ヴァイブリンゲン (Waiblingen)
- 71364 - ヴィネンデン (Winnenden)
- 71384 - ヴァインシュタット (Weinstadt)
- 71394 - ケルネン・イム・レムシュタル (Kernen)
- 71397 - ロイテンバッハ (Leutenbach, Baden-Württemberg)
- 71404 - コルプ (Korb)
- 71409 - シュヴァイクハイム (Schwaikheim)
- 71522 - バックナング (Backnang)
- 71540 - ムルルハルト (Murrhardt)
- 71543 - ヴュステンロート (Wüstenrot)
- 71546 - アスパッハ (Aspach, Baden-Württemberg)
- 71549 - アウエンヴァルト (Auenwald)
- 71554 - ヴァイサッハ・イム・タール (Weissach im Tal)
- 71560 - ズルツバッハ・アン・デア・ムル (Sulzbach an der Murr)
- 71563 - アッファルターバッハ (Affalterbach)
- 71566 - アルトヒュッテ (Althütte)
- 71570 - オッペンヴァイラー (Oppenweiler)
- 71573 - アルメルスバッハ・イム・タール (Allmersbach)
- 71576 - ブルクシュテッテン (Burgstetten)
- 71577 - グローセルラッハ (Großerlach)
- 71579 - シュピーゲルベルク (Spiegelberg)
- 71634–71642 - ルートヴィヒスブルク (Ludwigsburg)
- 71665 - ファイインゲン・アン・デア・エンツ (Vaihingen an der Enz)
- 71672 - マールバッハ・アム・ネッカー (Marbach am Neckar)
- 71679 - アスペルク (Asperg)
- 71686 - レムゼック・アム・ネッカー (Remseck)
- 71691 - フライベルク (Freiberg am Neckar)
- 71696 - メーグリンゲン (Möglingen)
- 71701 - シュヴィーバーディンゲン (Schwieberdingen)
- 71706 - マルクグレーニンゲン (Markgröningen)
- 71711 - ムル (Murr, Baden-Württemberg)
- 71711 - シュタインハイム・アン・デア・ムル (Steinheim an der Murr)
- 71717 - バイルシュタイン (Beilstein, Württemberg)
- 71720 - オーバーシュテンフェルト (Oberstenfeld)
- 71723 - グロースボットヴァー (Großbottwar)
- 71726 - ベニンゲン・アム・ネッカー (Benningen)
- 71729 - エルトマンハウゼン (Erdmannhausen)
- 71732 - タム (Tamm)
- 71735 - エバーディンゲン (Eberdingen)
- 71737 - キルヒベルク・アン・デア・ムル (Kirchberg an der Murr)
- 71739 - オーベルリーシンゲン (Oberriexingen)

### 72000-72999
- 72070-72076 - テュービンゲン (Tübingen)
- 72108 - ロッテンブルク・アム・ネッカー (Rottenburg am Neckar)
- 72116 - メッシンゲン (Mössingen)
- 72119 - アンマーブーフ (Ammerbuch)
- 72124 - プリーツハウゼン (Pliezhausen)
- 72127 - クスターディンゲン (Kusterdingen)
- 72131 - オフターディンゲン (Ofterdingen)
- 72135 - デッテンハウゼン (Dettenhausen)
- 72138 - キルヒェンテリンスフルト (Kirchentellinsfurt)
- 72141 - ヴァルトドルフェスラッハ (Walddorfhaeslach)
- 72144 - ドゥスリンゲン (Dusslingen)
- 72145 - ヒルルリンゲン (Hirrlingen)
- 72147 - ネーレン (Nehren, Baden-Württemberg)
- 72149 - ノイシュテッテン (Neustetten)
- 72160 - ホルブ・アム・ネッカー (Horb)
- 72172 - ズルツ・アム・ネッカー (Sulz am Neckar)
- 72175 - ドルンハン (Dornhan)
- 72178 - ヴァルダハタール (Waldachtal)
- 72181 - シュタルツァッハ (Starzach)
- 72184 - オイティンゲン・イム・ゲウ (Eutingen im Gäu)
- 72186 - エンプフィンゲン (Empfingen)
- 72189 - フェーリンゲン (Vöhringen, Baden-Württemberg)
- 72202 - ナーゴルト (Nagold)
- 72213 - アルテンシュタイク (Altensteig)
- 72218 - ヴィルトベルク (Wildberg, Baden-Württemberg)
- 72221 - ハイターバッハ (Haiterbach)
- 72224 - エブハウゼン (Ebhausen)
- 72226 - ジンマースフェルト (Simmersfeld)
- 72227 - エーゲンハウゼン (Egenhausen)
- 72229 - ローアドルフ (Rohrdorf, Baden-Württemberg)
- 72250 - フロイデンシュタット (Freudenstadt)
- 72270 - バイエルシュブロン (Baiersbronn)
- 72275 - アルピルスバッハ (Alpirsbach)
- 72280 - ドルンシュテッテン (Dornstetten)
- 72285 - プファルツグラーフェンヴァイラー (Pfalzgrafenweiler)
- 72290 - ロースブルク (Lossburg)
- 72291 - ベッツヴァイラー＝ヴェルデ (Betzweiler-Waelde)
- 72293 - グラッテン (Glatten)
- 72294 - グレムバッハ (Grömbach)
- 72296 - ショプフロッホ (Schopfloch)
- 72297 - ゼーヴァルト (Seewald)
- 72299 - ヴェルナースベルク (Wörnersberg)
- 72336 - バーリンゲン (Balingen)
- 72348 - ローゼンフェルト (Rosenfeld, Germany)
- 72351 - ガイスリンゲン (Geislingen (Zollernalbkreis))
- 72355 - シェームベルク (Schömberg (Zollernalbkreis))
- 72356 - ダウトマーゲン (Dautmergen)
- 72358 - ドルメッティンゲン (Dormettingen)
- 72359 - ドターンハウゼン (Dotternhausen)
- 72361 - ハウゼン (Hausen am Tann)
- 72362 - ヌスプリンゲン (Nusplingen)
- 72364 - オーベルンハイム (Obernheim)
- 72365 - ラーツハウゼン (Ratshausen)
- 72367 - ヴァイレン・ウンター・デン・リンネン (Weilen unter den Rinnen)
- 72369 - ツィンメルン・ウンター・デア・ブルク (Zimmern unter der Burg)
- 72371-72379 - ヘッヒンゲン (Hechingen)
- 72393 - ブルラディンゲン (Burladingen)
- 72401 - ハイガーロッホ (Haigerloch)
- 72406 - ビジンゲン (Bisingen)
- 72411 - ボーデルスハウゼン (Bodelshausen)
- 72414 - ランゲンディンゲン (Rangendingen)
- 72415 - グロッセルフィンゲン (Grosselfingen)
- 72417 - ユンギンゲン (Jungingen)
- 72419 - ノイラ (Neufra)
- 72458–72461 - アルプシュタット (Albstadt)
- 72469 - メスシュテッテン (Meßstetten)
- 72474 - ヴィンターリンゲン (Winterlingen)
- 72475 - ビッツ (Bitz)
- 72477 - シュヴェニンゲン (Schwenningen, Sigmaringen)
- 72479 - シュトラースベルク (Straßberg, Zollernalbkreis)
- 72488 - ジークマリンゲン (Sigmaringen)
- 72501 - ガンマーティンゲン (Gammertingen)
- 72505 - クラウヒェンヴィース (Krauchenwies)
- 72510 - シュテッテン・アム・カルテン・マルクト (Stetten am kalten Markt)
- 72511 - ビンゲン (Bingen, Württemberg)
- 72513 - ヘッティンゲン (Hettingen)
- 72514 - インツィクコフェン (Inzigkofen)
- 72516 - シェーア (Scheer, Germany)
- 72517 - ジークマリンゲンドルフ (Sigmaringendorf)
- 72519 - フェリンゲンシュタット (Veringenstadt)
- 72525 - ミュンジンゲン (Münsingen, Germany)
- 72531 - ホーエンシュタイン (Hohenstein (Reutlingen))
- 72532 - ゴマディンゲン (Gomadingen)
- 72534 - ハイインゲン (Hayingen)
- 72535 - ヘロルトシュタット (Heroldstatt)
- 72537 - メールシュテッテン (Mehrstetten)
- 72539 - プフロンシュテッテン (Pfronstetten)
- 72555 - メッツィンゲン (Metzingen)
- 72574 - バート・ウーラッハ (Bad Urach)
- 72581 - デッティンゲン・アン・デア・エルムス (Dettingen an der Erms)
- 72582 - グラーベンシュテッテン (Grabenstetten)
- 72584 - ヒュルベン (Huelben)
- 72585 - リーデリッヒ (Riederich)
- 72587 - レーマーシュタイン (Römerstein)
- 72589 - ヴェスターハイム (Westerheim, Baden-Württemberg)
- 72622 - ニュルティンゲン (Nürtingen)
- 72631 - アイヒタール (Aichtal)
- 72636 - フリッケンハウゼン (Frickenhausen)
- 72639 - ノイフェン (Neuffen)
- 72644 - オーバーボイインゲン (Oberboihingen)
- 72649 - ヴォルフシュルーゲン (Wolfschlugen)
- 72654 - ネッカーテンツリンゲン (Neckartenzlingen)
- 72655 - アルトドルフ (Altdorf, Esslingen)
- 72657 - アルテンリエ (Altenriet)
- 72658 - ベンプフリンゲン (Bempflingen)
- 72660 - ボイレン (Beuren, Baden-Württemberg)
- 72661 - グラーフェンベルク (Grafenberg (Reutlingen))
- 72663 - グロースベットリンゲン (Grossbettlingen)
- 72664 - コールベルク (Kohlberg, Baden-Württemberg)
- 72666 - ネッカータイルフィンゲン (Neckartailfingen)
- 72667 - シュライトドルフ (Schlaitdorf)
- 72669 - ウンターレンジンゲン (Unterensingen)
- 72760-72770 - ロイトリンゲン (Reutlingen)
- 72793 - プフリンゲン (Pfullingen)
- 72800 - エニンゲン (Eningen)
- 72805 - リヒテンシュタイン (Lichtenstein (Württemberg))
- 72810 - ゴマリンゲン (Gomaringen)
- 72813 - ザンクト・ヨハン (St. Johann (Reutlingen))
- 72818 - トローヒテルフィンゲン (Trochtelfingen)
- 72820 - ゾンネンビュール (Sonnenbuehl)
- 72827 - ヴァンヴァイル (Wannweil)
- 72829 - エングシュティンゲン (Engstingen)

### 73000-73999
- 73033-73037 - ゲッピンゲン (Göppingen)
- 73054 - アイスリンゲン (Eislingen/Fils)
- 73061 - エーバースバッハ (Ebersbach an der Fils)
- 73066 - ウーヒンゲン (Uhingen)
- 73072 - ドンツドルフ (Donzdorf)
- 73079 - ズューセン (Süßen)
- 73084 - ザラッハ (Salach)
- 73087 - バート・ボル (Bad Boll)
- 73092 - ハイニンゲン (Heiningen)
- 73095 - アルバースハウゼン (Albershausen)
- 73098 - レヒベルクハウゼン (Rechberghausen)
- 73099 - アデルベルク (Adelberg)
- 73101 - アイヒェルベルク (Aichelberg)
- 73102 - ビレンバッハ (Birenbach)
- 73104 - ベルトリンゲン (Börtlingen)
- 73105 - デュルナウ (Dürnau, Göppingen)
- 73107 - エッシェンバッハ (Eschenbach (Göppingen))
- 73108 - ガンメルスハウゼン (Gammelshausen)
- 73110 - ハッテンホーフェン (Hattenhofen, Baden-Württemberg)
- 73111 - ラウターシュタイン (Lauterstein)
- 73113 - オッテンバハ (Ottenbach)
- 73114 - シュラート (Schlat)
- 73116 - ヴェッシェンベウーレン (Waeschenbeuren)
- 73117 - ヴァンゲン (Wangen (Göppingen))
- 73119 - ツェル・ウンター・アイヒェルベルク (Zell unter Aichelberg)
- 73207 - プロヒンゲン (Plochingen)
- 73219-73230 - キルヒハイム・ウンター・テック (Kirchheim unter Teck)
- 73231-73235 - ヴァイルハイム (Weilheim, Baden-Württemberg)
- 73240 - ヴェンドリンゲン・アム・ネッカー (Wendlingen am Neckar)
- 73249 - ヴェルナウ (Wernau)
- 73252 - レニンゲン (Lenningen)
- 73257 - ケンゲン (Köngen)
- 73262 - ライヒェンバッハ・アン・デア・フィルス (Reichenbach an der Fils)
- 73265 - デッティンゲン・ウンター・テック (Dettingen unter Teck)
- 73266 - ビッシンゲン (Bissingen an der Teck)
- 73268 - エアケンブレヒトシュヴァイラー (Erkenbrechtsweiler)
- 73269 - ホーホドルフ (Hochdorf, Esslingen)
- 73271 - ホルツマーデン (Holzmaden)
- 73272 - ナイトリンゲン (Neidlingen)
- 73274 - ノツィンゲン (Notzingen)
- 73275 - オームデン (Ohmden)
- 73277 - オヴェン (Owen, Germany)
- 73278 - シュリーアバッハ (Schlierbach (Göppingen))
- 73312 - ベルネック (Berneck)
- 73312 - ガイスリンゲン・アン・デア・シュタイゲ (Geislingen an der Steige)
- 73326 - デッギンゲン (Deggingen)
- 73329 - クヘン (Kuchen, Germany)
- 73331-73333 - ギンゲン・アン・デア・フィルス (Gingen an der Fils)
- 73337 - バート・ユーバーキンゲン (Bad Überkingen)
- 73340 - アムシュテッテン (Amstetten (Württemberg))
- 73342 - バート・ディッツェンバッハ (Bad Ditzenbach)
- 73344 - グルイビンゲン (Gruibingen)
- 73345 - ドラッケンシュタイン (Drackenstein), ホーエンシュタット (Hohenstadt)
- 73347 - ミュールハウゼン (Mühlhausen im Täle)
- 73349 - ヴィーゼンシュタイク (Wiesensteig)
- 73430-73434 - アーレン (Aalen)
- 73441 - ボップフィンゲン (Bopfingen)
- 73447 - オーバーコッヘン (Oberkochen)
- 73450 - ネーレスハイム (Neresheim)
- 73453 - アプツグミュント (Abtsgmuend)
- 73457 - エッシンゲン (Essingen)
- 73460 - ヒュットリンゲン (Huettlingen)
- 73463 - ヴェストハウゼン (Westhausen (Ostalb))
- 73466 - ラウッフハイム (Lauchheim)
- 73467 - キルヒハイム・アム・リース (Kirchheim am Ries)
- 73469 - リースビュルク (Riesbuerg)
- 73479 - エルヴァンゲン (Ellwangen)
- 73485 - ウンターシュナイトハイム (Unterschneidheim)
- 73486 - アデルマンスフェルデン (Adelmannsfelden)
- 73488 - エレンベルク (Ellenberg, Baden-Württemberg)
- 73489 - ヤクシュトツェル (Jagstzell)
- 73491 - ノイラー (Neuler)
- 73492 - ライナウ (Rainau)
- 73494 - ローゼンベルク (Rosenberg (Ostalb))
- 73495 - シュテトレン (Stödtlen)
- 73497 - タンハウゼン (Tannhausen)
- 73499 - ヴェルト (Wört)
- 73525 - シュヴェービッシュ・グミュント (Schwäbisch Gmünd)
- 73527 - シュヴェービッシュ・グミュント, テーファーロート (Taeferrot)
- 73529 - シュヴェービッシュ・グミュント
- 73540 - ホイバッハ (Heubach)
- 73547 - ロルヒ (Lorch (Württemberg))
- 73550 - ヴァルトシュテッテン (Waldstetten)
- 73553 - アルフドルフ (Alfdorf)
- 73557 - ムートランゲン (Mutlangen)
- 73560 - ベービンゲン (Böbingen an der Rems)
- 73563 - メーググリンゲン (Mögglingen)
- 73565 - シュプライバッハ (Spraitbach)
- 73566 - バルトロメーウス (Bartholomä)
- 73568 - ドゥルランゲン (Durlangen)
- 73569 - エシャッハ (Eschach)
- 73569 - オーベルグレーニンゲン (Obergröningen)
- 73571 - ゲーグギンゲン (Göggingen)
- 73572 - ホイフリンゲン (Heuchlingen)
- 73574 - イグギンゲン (Iggingen)
- 73575 - ラインツェル (Leinzell)
- 73577 - ルッパーツホーフェン (Ruppertshofen, Baden-Württemberg)
- 73579 - シェヒンゲン (Schechingen)
- 73614 - ショルンドルフ (Schorndorf)
- 73630 - レムスハルデン (Remshalden)
- 73635 - ルーダースベルク (Rudersberg)
- 73642 - ヴェルツハイム (Welzheim)
- 73650 - ヴィンターバッハ (Winterbach, Baden-Württemberg)
- 73655 - プルーダーハウゼン (Plüderhausen)
- 73660 - ウーアバッハ (Urbach, Baden-Württemberg)
- 73663 - ベルクレン (Berglen)
- 73666 - バルトマンスヴァイラー (Baltmannsweiler)
- 73667 - カイザースバッハ (Kaisersbach)
- 73669 - リヒテンヴァルト (Lichtenwald)
- 73728-73734 - エスリンゲン (Esslingen am Neckar)
- 73760 - オストフィルダーン (Ostfildern)
- 73765 - ノイウハウゼン (Neuhausen auf den Fildern)
- 73770 - デンケンドルフ (Denkendorf, Baden-Württemberg)
- 73773 - アイヒヴァルト (Aichwald)
- 73776 - アルトバッハ (Altbach)
- 73779 - ダイツィザウ (Deizisau)

### 74000-74999
- 74072-74081 - ハイルブロン (Heilbronn)
- 74172 - ネッカーズルム (Neckarsulm)
- 74177 - バート・フリードリヒスハル (Bad Friedrichshall)
- 74182 - オーバーズルム (Obersulm)
- 74189 - ヴァインスベルク (Weinsberg)
- 74193 - シュヴァイゲルン (Schwaigern)
- 74196 - ノイエンシュタット・アム・コッハー (Neuenstadt am Kocher)
- 74199 - ウンターグルッペンバッハ (Untergruppenbach)
- 74206 - バート・ヴィンプフェン (Bad Wimpfen)
- 74211 - ラインガルテン (Leingarten)
- 74214 - シェーンタール (Schöntal, Jagst)
- 74219 - メックミュール (Möckmühl)
- 74223 - フライン (Flein)
- 74226 - ノルトハイム (Nordheim, Baden-Württemberg)
- 74229 - エートハイム (Oedheim)
- 74232 - アプシュタット (Abstatt)
- 74235 - エアレンバッハ (Erlenbach, Württemberg)
- 74238 - クラウトハイム (Krautheim)
- 74239 - ハルトハウゼン・アム・コッハー (Hardthausen am Kocher)
- 74243 - ランゲンブレッタハ (Langenbrettach)
- 74245 - レーヴェンシュタイン (Löwenstein)
- 74246 - エーバーシュタット (Eberstadt)
- 74248 - エルホーフェン (Ellhofen)
- 74249 - ヤクストハウゼン (Jagsthausen)
- 74251 - レーレンシュタインスフェルト (Lehrensteinsfeld)
- 74252 - マッセンバッハハウゼン (Massenbachhausen)
- 74254 - オッフェナウ (Offenau)
- 74255 - ロイクハイム (Roigheim)
- 74257 - ウンターアイゼスハイム (Untereisesheim)
- 74259 - ヴィッデルン (Widdern)
- 74321 - ビーティッヒハイム＝ビッシンゲン (Bietigheim-Bissingen)
- 74336 - ブラッケンハイム (Brackenheim)
- 74343 - ザクセンハイム (Sachsenheim)
- 74348 - ラウフェン・アム・ネッカー (Lauffen am Neckar)
- 74354 - ベジクハイム (Besigheim)
- 74357 - ベンニクハイム (Bönnigheim)
- 74360 - イルスフェルト (Ilsfeld)
- 74363 - ギューグリンゲン (Güglingen)
- 74366 - キルヒハイム・アム・ネッカー (Kirchheim am Neckar)
- 74369 - レーヒガウ (Löchgau)
- 74372 - ザースハイム (Sersheim)
- 74374 - ツァーバーフェルト (Zaberfeld)
- 74376 - ゲムリクハイム (Gemmrigheim)
- 74379 - インガースハイム (Ingersheim)
- 74382 - ネッカーヴェストハイム (Neckarwestheim)
- 74385 - プライデルスハイム (Pleidelsheim)
- 74388 - タールハイム (Talheim, Heilbronn)
- 74389 - クレーブロン (Cleebronn)
- 74391 - エアリクハイム (Erligheim)
- 74392 - フロイデンタール (Freudental)
- 74394 - ヘシクハイム (Hessigheim)
- 74395 - ムンデルスハイム (Mundelsheim)
- 74397 - プファッフェンホーフェン (Pfaffenhofen, Baden-Württemberg)
- 74399 - ヴァルハイム (Walheim)
- 74405 - ガイルドルフ (Gaildorf)
- 74417 - クシュヴェント (Gschwend)
- 74420 - オーバーロート (Oberrot)
- 74423 - オーバーゾントハイム (Obersontheim)
- 74424 - ビューラータン (Bühlertann)
- 74426 - ビューラーツェル (Bühlerzell)
- 74427 - フィヒテンベルク (Fichtenberg (Württemberg))
- 74429 - ズルツバッハ＝ラウフェン (Sulzbach-Laufen)
- 74523 - シュヴェービッシュ・ハル (Schwäbisch Hall)
- 74532 - イルスホーフェン (Ilshofen)
- 74535 - マインハルト (Mainhardt)
- 74538 - ローゼンガルテン (Rosengarten, Baden-Württemberg)
- 74541 - フェルベルク (Vellberg)
- 74542 - ブラウンスバッハ (Braunsbach)
- 74544 - ミヒェルバッハ・アン・デア・ビルツ (Michelbach an der Bilz)
- 74545 - ミヒェルフェルト (Michelfeld)
- 74547 - ウンターミュンクハイム (Untermünkheim)
- 74549 - ヴォルパーツハウゼン (Wolpertshausen)
- 74564 - クライルスハイム (Crailsheim)
- 74572 - ブラウフェルデン (Blaufelden)
- 74575 - シュロツベルク (Schrozberg)
- 74579 - フィヒテナウ (Fichtenau)
- 74582 - ゲーラブロン (Gerabronn)
- 74585 - ロート・アム・ゼー (Rot am See)
- 74586 - フランケンハルト (Frankenhardt)
- 74589 - ザッテルドルフ (Satteldorf)
- 74592 - キルヒベルク・アン・デア・ヤクスト (Kirchberg an der Jagst)
- 74594 - クレスベルク (Kreßberg)
- 74595 - ランゲンブルク (Langenburg)
- 74597 - シュティムプファッハ (Stimpfach)
- 74599 - ヴァルハウゼン (Wallhausen, Baden-Württemberg)
- 74613 - エーリンゲン (Öhringen)
- 74626 - ブレッツフェルト (Bretzfeld)
- 74629 - プフェーデルバッハ (Pfedelbach)
- 74632 - ノイエンシュタイン (Neuenstein, Baden-Württemberg)
- 74635 - クプファーツェル (Kupferzell)
- 74638 - ヴァルデンブルク (Waldenburg, Baden-Württemberg)
- 74639 - ツヴァイフリンゲン (Zweiflingen)
- 74653 - インゲルフィンゲン (Ingelfingen)
- 74653 - キュンツェルスアウ (Kuenzelsau)
- 74670 - フォルヒテンベルク (Forchtenberg)
- 74673 - ムルフィンゲン (Mulfingen)
- 74676 - ニーデルンハル (Niedernhall)
- 74677 - デルツバッハ (Dörzbach)
- 74679 - ヴァイスバッハ (Weissbach, Baden-Württemberg)
- 74706 - オスターブルケン (Osterburken)
- 74722 - ブーヒェン (Buchen)
- 74731 - ヴァルデュルン (Walldürn)
- 74736 - ハルトハイム (Hardheim)
- 74740 - アーデルスハイム (Adelsheim)
- 74743 - ゼッカハ (Seckach)
- 74744 - アホルン (Ahorn, Baden-Württemberg)
- 74746 - ヘプフィンゲン (Höpfingen)
- 74747 - ラーヴェンシュタイン (Ravenstein, Germany)
- 74749 - ローゼンベルク (Rosenberg (Baden))
- 74821 - モースバッハ (Mosbach)
- 74831 - グンデルスハイム (Gundelsheim, Baden-Württemberg)
- 74834 - エルツタール (Elztal)
- 74838 - リムバッハ (バーデン) (Limbach, Baden-Württemberg)
- 74842 - ビリヒハイム (Billigheim)
- 74847 - オプリヒハイム (Obrigheim)
- 74850 - シェフレンツ (Schefflenz)
- 74855 - ハスマースハイム (Haßmersheim)
- 74858 - アグラスターハウゼン (Aglasterhausen)
- 74861 - ノイデナウ (Neudenau)
- 74862 - ビーナウ (Binau)
- 74864 - ファーレンバッハ (Fahrenbach)
- 74865 - ネッカーツィンメルン (Neckarzimmern)
- 74867 - ノインキルヒェン (Neunkirchen, Baden-Württemberg)
- 74869 - シュヴァルツァハ (Schwarzach, Baden-Württemberg)
- 74889 - ジンスハイム (Sinsheim)
- 74906 - バート・ラッペナウ (Bad Rappenau)
- 74909 - メッケスハイム (Meckesheim)
- 74912 - キルヒャルト (Kirchardt)
- 74915 - ヴァイプシュタット (Waibstadt)
- 74918 - アンゲルバッハタール (Angelbachtal)
- 74921 - ヘルムシュタット＝バーゲン (Helmstadt-Bargen)
- 74924 - ネッカービショフスハイム (Neckarbischofsheim)
- 74925 - エプフェンバッハ (Epfenbach)
- 74927 - エッシェルブロン (Eschelbronn)
- 74928 - ヒュッフェンハルト (Hüffenhardt)
- 74930 - イットリンゲン (Ittlingen)
- 74931 - ロプバッハ (Lobbach)
- 74933 - ナイデンシュタイン (Neidenstein)
- 74934 - ライヒャルツハウゼン (Reichartshausen)
- 74936 - ジーゲルスバッハ (Siegelsbach)
- 74937 - シュペヒバッハ (Spechbach)
- 74939 - ツーツェンハウゼン (Zuzenhausen)

### 75000-75999
- 75015 - ブレッテン (Bretten)
- 75031 - エッピンゲン (Eppingen)
- 75038 - オーバーダーディンゲン (Oberderdingen)
- 75045 - ヴァルツバッハタール (Walzbachtal)
- 75050 - ゲンミンゲン (Gemmingen)
- 75053 - ゴンデルスハイム (Gondelsheim)
- 75056 - ズルツフェルト (Sulzfeld, Baden-Württemberg)
- 75057 - キュルンバッハ (Kuernbach)
- 75059 - ツァイーゼンハウゼン (Zaisenhausen)
- 75172-75181 - プフォルツハイム (Pforzheim)
- 75196 - レンヒンゲン (Remchingen)
- 75203 - ケーニッヒスバッハ＝シュタイン (Koenigsbach-Stein)
- 75210 - ケルターン (Keltern)
- 75217 - ビルケンフェルト (Birkenfeld (Enz))
- 75223 - ニーフェルン＝エーシェルブロン (Niefern-Öschelbronn)
- 75228 - イスプリンゲン (Ispringen)
- 75233 - ティーフェンブロン (Tiefenbronn)
- 75236 - ケンプフェルバッハ (Kaempfelbach)
- 75239 - アイジンゲン (Eisingen)
- 75242 - ノイウハウゼン (Neuhausen)
- 75245 - ノイリンゲン (Neulingen)
- 75248 - エールブロン＝デュルン (Ölbronn-Duerrn)
- 75249 - キーゼルブロン (Kieselbronn)
- 75305 - ノイエンビュルク (Neuenbürg)
- 75323 - バート・ヴィルトバート (Bad Wildbad)
- 75328 - シェームベルク (Schömberg, Calw)
- 75331 - エンゲルスブランド (Engelsbrand)
- 75334 - シュトラウベンハルト (Straubenhardt)
- 75335 - ドーベル (Dobel)
- 75337 - エンツクレスターレ (Enzkloesterle)
- 75339 - ヘーフェン・アン・デア・エンツ (Höfen an der Enz)
- 75365 - カルフ (Calw)
- 75378 - バート・リーベンツェル (Bad Liebenzell)
- 75382 - アルテンクシュテット (Althengstett)
- 75385 - バート・タイナッハ＝ツァヴェルシュタイン (Bad Teinach-Zavelstein)
- 75387 - ノイブラッハ (Neubulach)
- 75389 - ノイヴァイラー (Neuweiler)
- 75391 - ゲヒンゲン (Gechingen)
- 75392 - デッケンプフロン (Deckenpfronn)
- 75394 - オーバーライヒェンバッハ (Oberreichenbach, Baden-Württemberg)
- 75395 - オステルスハイム (Ostelsheim)
- 75397 - ジンモーツハイム (Simmozheim)
- 75399 - ウンターライヒェンバッハ (Unterreichenbach)
- 75417 - ミュールアッカー (Mühlacker)
- 75428 - イリンゲン (Illingen, Baden-Württemberg)
- 75433 - マウルブロン (Maulbronn)
- 75438 - クニットリンゲン (Knittlingen)
- 75443 - エーティスハイム (Ötisheim)
- 75446 - ヴィールンスハイム (Wiernsheim)
- 75447 - シュテルネンフェルス (Sternenfels)
- 75449 - ヴルムベルク (Wurmberg)

### 76000-76999
- 76131-76229 - カールスルーエ (Karlsruhe)
- 76275 - エットリンゲン (Ettlingen)
- 76287 - ラインシュテッテン (Rheinstetten)
- 76297 - シュトゥッテンゼー (Stutensee)
- 76307 - カールスバート (Karlsbad (Baden))
- 76316 - マルシュ (Malsch)
- 76327 - プフィンツタール (Pfinztal)
- 76332 - バート・ヘレンアプ (Bad Herrenalb)
- 76337 - ヴァルトブロン (Waldbronn)
- 76344 - エッゲンシュタイン＝レオポルトシュハーフェン (Eggenstein-Leopoldshafen)
- 76351 - リンケンハイム＝ホーホシュテッテン (Linkenheim-Hochstetten)
- 76356 - ヴァインガルテン (Weingarten, Württemberg)
- 76359 - マルクスツェル (Marxzell)
- 76437 - ラシュタット (Rastatt)
- 76448 - ドゥルマースハイム (Durmersheim)
- 76456 - クッペンハイム (Kuppenheim)
- 76461 - ムッゲンシュトゥルム (Muggensturm)
- 76467 - ビーティッヒハイム (Bietigheim)
- 76470 - エイクハイム (Ötigheim)
- 76473 - イフェッツハイム (Iffezheim)
- 76474 - アウ・アム・ライン (Au am Rhein)
- 76476 - ビシュヴァイアー (Bischweier)
- 76477 - エルヒェスハイム＝イリンゲン (Elchesheim-Illingen)
- 76479 - シュタインマウアーン (Steinmauern)
- 76530-76534 - バーデン＝バーデン (Baden-Baden)
- 76547 - ジンツハイム (Sinzheim)
- 76549 - ヒューゲルスハイム (Huegelsheim)
- 76571 - ガッゲナウ (Gaggenau)
- 76593 - ゲルンスバッハ (Gernsbach)
- 76596 - フォルバック (Forbach)
- 76597 - ロッフェナウ (Loffenau)
- 76599 - ヴァイゼンバッハ (Weisenbach)
- 76646 - ブルッフザール (Bruchsal)
- 76661 - フィリップスブルク (Philippsburg)
- 76669 - バート・シェーンボルン (Bad Schoenborn)
- 76676 - グラーベン＝ノイドルフ (Graben-Neudorf)
- 76684 - エストリンゲン (Östringen)
- 76689 - カールスドルフ＝ノイタルト (Karlsdorf-Neuthard)
- 76694 - フォルスト (Forst (Baden))
- 76698 - ウプシュタット＝ヴァイアー (Ubstadt-Weiher)
- 76703 - クライヒタール (Kraichtal)
- 76706 - デッテンハイム (Dettenheim)
- 76707 - ハンブリュッケン (Hambruecken)
- 76709 - クローナウ (Kronau)

### 77000-77999
- 77652, 77654, 77656 - オッフェンブルク (Offenburg)
- 77694 - ケール (Kehl)
- 77704 - オーバーキルヒェ (Oberkirch (Baden))
- 77709 - オーバーヴォルファッハ (Oberwolfach), ヴォルフアッハ (Wolfach)
- 77716 - フィッシャーバッハ (Fischerbach), ハスラッハ・イム・キンツィクタール (Haslach im Kinzigtal), ホーフシュテッテン (Hofstetten, Baden-Württemberg)
- 77723 - ゲンゲンバッハ (Gengenbach)
- 77728 - オッペナウ (Oppenau)
- 77731 - ヴィルシュテット (Willstätt)
- 77736 - ツェル・アム・ハルマースバッハ (Zell am Harmersbach)
- 77740 - バート・ペーターシュタル＝グリースバッハ (Bad Peterstal-Griesbach)
- 77743 - ノイリート (Neuried)
- 77746 - シュターヴァルト (Schutterwald)
- 77749 - ホーベルク (Hohberg)
- 77756 - ハウザッハ (Hausach)
- 77761 - シルタッハ (Schiltach)
- 77767 - アッペンヴァイラー (Appenweier)
- 77770 - ドゥルバッハ (Durbach)
- 77773 - シェンケンツェル (Schenkenzell)
- 77776 - バート・リッポルサウ＝シャプバッハ (Bad Rippoldsau-Schapbach)
- 77781 - ビーベラハ (Biberach, Baden)
- 77784 - オーバーハルマースバッハ (Oberharmersbach)
- 77787 - ノルドラッハ (Nordrach)
- 77790 - シュタイナハ (Steinach, Baden-Württemberg)
- 77791 - ベルクハウプテン (Berghaupten)
- 77793 - グータッハ (Gutach (Schwarzwaldbahn))
- 77794 - ラウテンバッハ (Lautenbach)
- 77796 - ミューレンバッハ (Mühlenbach, Baden-Württemberg)
- 77797 - オールスバッハ (Ohlsbach)
- 77799 - オルテンベルク (Ortenberg, Baden-Württemberg)
- 77815 - ビュール (Bühl (Baden))
- 77830 - ビューラータール (Buehlertal)
- 77833 - オッタースヴァイアー (Ottersweier)
- 77836 - ラインミュンスター (Rheinmünster)
- 77839 - リヒテナウ (Lichtenau, Baden-Württemberg)
- 77855 - アーハーン (Achern)
- 77866 - ライナウ (Rheinau (Baden))
- 77871 - レンヘン (Renchen)
- 77876 - カッペルローデック (Kappelrodeck)
- 77880 - ザスバッハ (Sasbach (Ortenau))
- 77883 - オッテンヘーフェン・イム・シュヴァルツヴァルト (Ottenhoefen)
- 77886 - ラウフ (Lauf (Baden))
- 77887 - ザスバッハヴァルデン (Sasbachwalden)
- 77889 - ゼーバッハ (Seebach)
- 77933 - ラール/シュヴァルツヴァルト (Lahr/Schwarzwald)
- 77948 - フリーゼンハイム (Friesenheim (Baden-Württemberg))
- 77955 - エッテンハイム (Ettenheim)
- 77960 - ゼールバッハ (Seelbach, Baden-Württemberg)
- 77963 - シュヴァナウ (Schwanau)
- 77966 - カッペル＝グラーフェンハウゼン (Kappel-Grafenhausen)
- 77971 - キッペンハイム (Kippenheim)
- 77972 - マールベルク (Mahlberg)
- 77974 - マイセンハイム (Meissenheim)
- 77975 - リングスハイム (Ringsheim)
- 77977 - ルスト (Rust, Germany)
- 77978 - シュタータール (Schuttertal)

### 78000-78999
- 78048-78056 - フィリンゲン＝シュヴェニンゲン (Villingen-Schwenningen)
- 78073 - バート・デュルハイム (Bad Duerrheim)
- 78078 - ニーダーエッシャッハ (Niedereschach)
- 78083 - ダウヒンゲン (Dauchingen)
- 78086 - ブリガハタール (Brigachtal)
- 78087 - メンウヴァイラー (Moenchweiler)
- 78089 - ウンターキルナッハ (Unterkirnach)
- 78098 - トリベルク (Triberg im Schwarzwald)
- 78112 - ザンクト・ゲオルゲン・イム・シュヴァルツヴァルト (Sankt Georgen im Schwarzwald)
- 78120 - フルトヴァンゲン (Furtwangen)
- 78126 - ケーニッヒスフェルト・イム・シュヴァルツヴァルト (Königsfeld im Schwarzwald)
- 78132 - ホルンベルク (Hornberg)
- 78136 - ショーナッハ・イム・シュヴァルツヴァルト (Schonach im Schwarzwald)
- 78141 - シェーンヴァルト・イン・シュヴァルツヴァルト (Schönwald im Schwarzwald|Schoenwald)
- 78144 - テネンブロン (Tennenbronn)
- 78147 - フェーレンバッハ (Vöhrenbach)
- 78148 - ギューテンバッハ (Guetenbach)
- 78166 - ドナウエッシンゲン (Donaueschingen)
- 78176 - ブルームベルク (Blumberg)
- 78183 - ヒュフィンゲン (Hüfingen)
- 78187 - ガイジンゲン (Geisingen)
- 78194 - インメンディンゲン (Immendingen)
- 78199 - ブレウンリンゲン (Bräunlingen)
- 78224 - ジンゲン (Singen)
- 78234 - エンゲン (Engen)
- 78239 - リーラジンゲン＝ヴォルブリンゲン (Rielasingen-Worblingen)
- 78244 - ゴットマーディンゲン (Gottmadingen)
- 78247 - ヒルツィンゲン (Hilzingen)
- 78250 - テンゲン (Tengen (city))
- 78253 - アイゲルティンゲン (Eigeltingen)
- 78256 - シュタイスリンゲン (Steisslingen)
- 78259 - ミュールハウゼン＝エーインゲン (Muehlhausen-Ehingen)
- 78262 - ガイリンゲン・アム・ホッハハイン (Gailingen)
- 78266 - ビュージンゲン (Büsingen)
- 78267 - アーハ (Aach, Baden-Württemberg)
- 78269 - フォルカーツハウゼン (Volkertshausen)
- 78315 - ラードルフツェル (Radolfzell)
- 78333 - シュトッカッハ (Stockach)
- 78337 - エーニンゲン (Öhningen)
- 78343 - ガイエンホーフェン (Gaienhofen)
- 78345 - モース (Moos, Baden-Württemberg)
- 78351 - ボートマン＝ルートヴィヒスハーフェン (Bodman-Ludwigshafen)
- 78354 - ジプリンゲン (Sipplingen)
- 78355 - ホーエンフェルス (Hohenfels, Konstanz)
- 78357 - ミューリンゲン (Mühlingen)
- 78359 - オルジンゲン＝ネンツィンゲン (Orsingen-Nenzingen)
- 78462-78467 - コンスタンツ (Konstanz)
- 78476 - アレンスバッハ (Allensbach)
- 78479 - ライヒェナウ (Reichenau, Baden-Württemberg)
- 78532 - トゥットリンゲン (Tuttlingen)
- 78549 - シュパイヒンゲン (Spaichingen)
- 78554 - アルディンゲン (Aldingen)
- 78559 - ゴスハイム (Gosheim)
- 78564 - ライヒェンバッハ・アム・ホイベルク (Reichenbach am Heuberg)
- 78564 - ヴェーインゲン (Wehingen)
- 78567 - フリディンゲン (Fridingen)
- 78570 - ミュールハイム (Mühlheim an der Donau)
- 78573 - ヴルムリンゲン (Wurmlingen)
- 78576 - エンミンゲン＝リップティンゲン (Emmingen-Liptingen)
- 78579 - ノイウハウゼン・オプ・エック (Neuhausen ob Eck)
- 78580 - ベーレンタール (Baerenthal)
- 78582 - バルクハイム (Balgheim)
- 78583 - ベッティンゲン (Böttingen)
- 78585 - ブプスハイム (Bubsheim)
- 78586 - ダイリンゲン (Deilingen)
- 78588 - デンキンゲン (Denkingen)
- 78589 - デュルブハイム (Dürbheim)
- 78591 - ドゥルヒハウゼン (Durchhausen)
- 78592 - エーゲスハイム (Egesheim)
- 78594 - グニンゲン (Gunningen)
- 78595 - ハウゼン・オプ・フェレーナ (Hausen ob Verena)
- 78597 - イルンドルフ (Irndorf)
- 78598 - ケーニヒスハイム (Koenigsheim)
- 78600 - コルビンゲン (Kolbingen)
- 78601 - マールシュテッテン (Mahlstetten)
- 78603 - レンクイスハウゼン (Renquishausen)
- 78604 - リートハイム＝ヴァイルハイム (Rietheim-Weilheim)
- 78606 - ザイティンゲン＝オーバーフラハト (Seitingen-Oberflacht)
- 78607 - タールハイム (Talheim, Tuttlingen)
- 78609 - トゥニンゲン (Tuningen)
- 78628 - ロットヴァイル (Rottweil)
- 78647 - トロッシンゲン (Trossingen)
- 78652 - ダイスリンゲン (Deisslingen)
- 78655 - ドゥニンゲン (Dunningen)
- 78658 - ツィンメルン・オプ・ロットヴァイル (Zimmern ob Rottweil)
- 78661 - ディーティンゲン (Dietingen)
- 78662 - ベジンゲン (Bösingen, Baden-Württemberg)
- 78664 - エッシュブロン (Eschbronn)
- 78665 - フリットリンゲン (Frittlingen)
- 78667 - フィリンゲンドルフ (Villingendorf)
- 78669 - ヴェレンディンゲン (Wellendingen)
- 78713 - シュランベルク (Schramberg)
- 78727 - オーベルンドルフ・アム・ネッカー (Oberndorf am Neckar)
- 78730 - ラウターバッハ (Lauterbach, Baden-Württemberg)
- 78733 - アイヒハルデン (Aichhalden)
- 78736 - エプフェンドルフ (Epfendorf)
- 78737 - フルーオン＝ヴィンツェルン (Fluorn-Winzeln)
- 78739 - ハルト (Hardt, Baden-Württemberg)

### 79000-79999
- 79098-79117 - フライブルク (Freiburg)
- 79183 - ヴァルトキルヒ (Waldkirch)
- 79189 - バート・クロツィンゲン (Bad Krozingen)
- 79194 - グンデルフィンゲン (Gundelfingen)
- 79194 - ホイヴァイラー (Heuweiler)
- 79199 - キルヒツァルテン (Kirchzarten)
- 79206 - ブライザッハ (Breisach)
- 79211 - デンツリンゲン (Denzlingen)
- 79215 - ビーダーバッハ (Biederbach)
- 79215 - エルツァッハ (Elzach)
- 79219 - シュタウフェン・イム・ブライスガウ (Staufen im Breisgau)
- 79224 - ウムキルヒ (Umkirch)
- 79227 - シャルシュタット (Schallstadt)
- 79232 - マルヒ(March)
- 79235 - フォーグツブルク (Vogtsburg)
- 79238 - エーレンキルヒェン (Ehrenkirchen)
- 79241 - イリンゲン (Ihringen)
- 79244 - ミュンスタータール (Münstertal, Black Forest)
- 79249 - メルツハウゼン (Merzhausen)
- 79252 - シュテーゲン (Stegen)
- 79254 - オーベルリート (Oberried, Germany)
- 79256 - ブーヘンバッハ (Buchenbach)
- 79258 - ハルトハイム・アム・ライン (Hartheim am Rhein)
- 79261 - グータッハ・イム・ブライスガウ (Gutach im Breisgau)
- 79263 - シモンスヴァルト (Simonswald)
- 79268 - ベッツィンゲン (Bötzingen)
- 79271 - ザンクト・ペーター (St. Peter)
- 79274 - ザンクト・メルゲン (St. Maergen)
- 79276 - ロイテ (Reute)
- 79279 - フェルシュテッテン (Vörstetten)
- 79280 - アウ (Au (Schwarzwald))
- 79282 - バルレヒテン＝ドッティンゲン (Ballrechten-Dottingen)
- 79283 - ボルシュヴァイル (Bollschweil)
- 79285 - エブリンゲン (Ebringen)
- 79286 - グロッタータール (Glottertal)
- 79288 - ゴットエンハイム (Gottenheim)
- 79289 - ホルベン (Horben)
- 79291 - マーディンゲン (Merdingen)
- 79292 - プファッフェンヴァイラー (Pfaffenweiler)
- 79294 - ゼルデン (Sölden, Germany)
- 79295 - ズルツブルク (Sulzburg)
- 79297 - ヴィンデン・イム・エルツタール (Winden im Elztal)
- 79299 - ヴィトナウ (Wittnau)
- 79312 - エメンディンゲン (Emmendingen)
- 79312 - ランデック (Landeck)
- 79331 - テニンゲン (Teningen)
- 79336 - ヘルボルツハイム (Herbolzheim)
- 79341 - ケンツィンゲン (Kenzingen)
- 79346 - エンディンゲン (Endingen am Kaiserstuhl)
- 79348 - フライアムト (Freiamt)
- 79350 - ゼクサウ (Sexau)
- 79353 - バーリンゲン (Bahlingen)
- 79356 - アイヒシュテッテン (Eichstetten)
- 79359 - リーゲル (Riegel am Kaiserstuhl)
- 79361 - ザスバッハ (Sasbach am Kaiserstuhl)
- 79362 - フォルヒハイム (Forchheim am Kaiserstuhl)
- 79364 - マルターディンゲン (Malterdingen)
- 79365 - ラインハウゼン (Rheinhausen)
- 79367 - ヴァイスヴァイル (Weisweil)
- 79369 - ヴィール (Wyhl)
- 79379 - ミュルハイム (Müllheim (Baden))
- 79395 - ノイエンブルク・アム・ライン (Neuenburg am Rhein)
- 79400 - カンダーン (Kandern)
- 79410 - バーデンヴァイラー (Badenweiler)
- 79415 - バート・ベリンゲン (Bad Bellingen)
- 79418 - シュリーンゲン (Schliengen)
- 79423 - ハイタースハイム (Heitersheim)
- 79424 - アウッゲン (Auggen)
- 79426 - ブッギンゲン (Buggingen)
- 79427 - エシャッハ (Eschbach, Baden-Württemberg)
- 79429 - マルスブルク＝マルツェル (Malsburg-Marzell)
- 79539–79541 - レラハ (Lörrach)
- 79576 - ヴァイル・アム・ライン (Weil am Rhein)
- 79585 - シュタイネン (Steinen, Baden-Württemberg)
- 79588 - エフリンゲン＝キルヒェン (Efringen-Kirchen)
- 79589 - ビンツェン (Binzen)
- 79591 - アイメルディンゲン (Eimeldingen)
- 79592 - フィッシンゲン (Fischingen, Germany)
- 79594 - インツリンゲン (Inzlingen)
- 79595 - リューミンゲン (Ruemmingen)
- 79597 - シャルバッハ (Schallbach)
- 79599 - ヴィットリンゲン (Wittlingen)
- 79618 - ラインフェルデン (Rheinfelden)
- 79639 - グレンツァッハ＝ヴィレン (Grenzach-Wyhlen)
- 79650 - ショップフハイム (Schopfheim)
- 79664 - ヴェーア (Wehr, Baden-Württemberg)
- 79669 - ツェル・イム・ヴィーゼンタール (Zell im Wiesental)
- 79674 - トートナウ (Todtnau)
- 79677 - アイターン (Aitern), ベレン (Böllen)Böllenフレーント (Fröhnd), シェーナウ (Schönau im Schwarzwald), シェーネンベルク (Schönenberg, Baden-Württemberg), トゥナウ (Tunau), ヴェンバッハ (Wembach)
- 79682 - トトモース (Todtmoos)
- 79683 - ビュールハウ (Bürchau)
- 79685 - ヘーク＝エールスベルク (Häg-Ehrsberg)
- 79686 - ハーゼル (Hasel)
- 79688 - ハウゼン・イム・ヴィーゼンタール (Hausen im Wiesental)
- 79689 - マウルブルク (Maulburg)
- 79691 - ノイエンヴェーク (Neuenweg)
- 79692 - エルベンシュヴァント (Elbenschwand), ライヒ (Raich), ザルネック (Sallneck), テゲルナウ (Tegernau)
- 79694 - ウッツェンフェルト (Utzenfeld)
- 79695 - ヴィーデン (Wieden)
- 79697 - ヴィース (Wies)
- 79699 - ヴィースレット (Wieslet)
- 79713 - バート・ゼッキンゲン (Bad Säckingen)
- 79725 - ラウフェンブルク (Laufenburg, Germany)
- 79730 - ムルク (Murg, Baden-Württemberg)
- 79733 - ゲルヴィル (Görwihl)
- 79736 - リッケンバッハ (Rickenbach, Baden-Württemberg)
- 79737 - ヘリッシュリート (Herrischried)
- 79739 - シュヴェルシュタット (Schwörstadt)
- 79761 - ヴァルツフート・ティエンゲン (Waldshut-Tiengen)
- 79771 - クレートガウ (Klettgau)
- 79774 - アルブブルック (Albbruck)
- 79777 - ユーリンゲン＝ビルケンドルフ (Ühlingen-Birkendorf)
- 79780 - シュテューリンゲン (Stühlingen)
- 79787 - ラウッフリンゲン (Lauchringen)
- 79790 - キュッサーベルク (Kuessaberg)
- 79793 - ヴテシンゲン (Wutöschingen)
- 79798 - イェシュテッテン (Jestetten)
- 79801 - ホーエンテンゲン (Hohentengen am Hochrhein)
- 79802 - デッティクホーフェン (Dettighofen, Germany)
- 79804 - ドガーン (Dogern)
- 79805 - エッギンゲン (Eggingen)
- 79807 - ロットシュテッテン (Lottstetten)
- 79809 - ヴァイルハイム (バーデン) (Weilheim, Baden-Württemberg)
- 79822 - ティティゼー＝ノイシュタット (Titisee-Neustadt)
- 79837 - ホイザーン (Haeusern), イーバッハ (Ibach), ザンクト・ブラジーン (St. Blasien)
- 79843 - レーフィンゲン (Löffingen)
- 79848 - ボンドルフ (Bonndorf im Schwarzwald)
- 79853 - レンツキルヒ (Lenzkirch)
- 79856 - ヒンターツァルテン (Hinterzarten)
- 79859 - シュルックセ (Schluchsee)
- 79862 - ヘーヘンシュヴァント (Höchenschwand)
- 79865 - グラーフェンハウゼン (Grafenhausen)
- 79868 - フェルトベルク (Feldberg, Baden-Württemberg)
- 79871 - アイゼンバッハ (Eisenbach (Hochschwarzwald))
- 79872 - ベルナウ (Bernau im Schwarzwald)
- 79874 - ブライトナウ (Breitnau)
- 79875 - ダッハスベルク (Dachsberg (Südschwarzwald))
- 79877 - フリーデンヴァイラー (Friedenweiler)
- 79879 - ヴータッハ (Wutach (town))

### 88000-88999
- 88045 - フリードリヒスハーフェン (Friedrichshafen)
- 88069 - テットナング (Tettnang)
- 88074 - メッケンベウーレン (Meckenbeuren)
- 88099 - ノイキルヒ (Neukirch, Baden-Württemberg)
- 88131 - リンダウ (Lindau)
- 88212 - ラーベンスブルク (Ravensburg)
- 88239 - ヴァンゲン (Wangen im Allgäu)
- 88250 - ヴァインガルテン (Weingarten, Württemberg)
- 88263 - ホルゲンツェル (Horgenzell)
- 88268 - ヴィルヘルムスドルフ (Wilhelmsdorf, Baden-Württemberg)
- 88299 - ロイトキルヒ・イム・アルゴイ (Leutkirch im Allgäu)
- 88316 - イスニー (Isny)
- 88326 - アウレンドルフ (Aulendorf)
- 88339 - バート・ヴァルトゼー (Bad Waldsee)
- 88348 - バート・ザウルガウ (Bad Saulgau)
- 88400 - ビーベラハ・アン・デア・リス (Biberach an der Riß)
- 88410 - バート・ヴルツァッハ (Bad Wurzach)
- 88416 - オクセンハウゼン (Ochsenhausen)
- 88422 - バート・ブーハウ (Bad Buchau)
- 88427 - バート・シュッセンリート (Bad Schussenried)
- 88471 - ラウプハイム (Laupheim)
- 88486 - キルヒベルク・アン・デア・イラー (Kirchberg an der Iller)
- 88499 - リートリンゲン (Riedlingen)
- 88512 - メンゲン (Mengen, Germany)
- 88605 - メスキルヒ (Meßkirch)
- 88630 - プフレンドルフ (Pfullendorf)
- 88662 - ユーバーリンゲン (Überlingen)
- 88677 - マルクドルフ (Markdorf)
- 88709 - メーアスブルク (Meersburg)

### 89000-89999
- 89129 - ランゲナウ (Langenau)
- 89143 - ブラウボイレン (Blaubeuren)
- 89144 - ライヒンゲン (Laichingen)
- 89155 - エアバッハ (Erbach an der Donau)
- 89165 - ディーテンハイム (Dietenheim)
- 89168 - ニーダーシュトツィンゲン (Niederstotzingen)
- 89518 - ハイデンハイム・アン・デア・ブレンツ (Heidenheim an der Brenz)
- 89537 - ギンゲン・アン・デア・ブレンツ (Giengen)
- 89538-89542, 89522 - ヘルブレヒティンゲン (Herbrechtingen)
- 89584 - エーインゲン (Ehingen)
- 89597 - ムンダーキンゲン (Munderkingen)
- 89598-89601 - シェルクリンゲン (Schelklingen)

### 97000-97999
- 97877 - ヴェルトハイム (Wertheim am Main)
- 97896 - フロイデンベルク (Freudenberg am Main)
- 97900 - キュルスハイム (Külsheim)
- 97922 - ラウダ＝ケーニヒスホーフェン (Lauda-Königshofen)
- 97959 - アッサムシュタット (Assamstadt)
- 97980 - バート・メルゲントハイム (Bad Mergentheim)
- 97941 - タウバービショフスハイム (Tauberbischofsheim)
- 97944 - ボックスベルク (Boxberg, Baden-Württemberg)
- 97947 - グリュンスフェルト (Grünsfeld)
- 97990 - ヴァイカースハイム (Weikersheim)
- 97993 - クレーグリンゲン (Creglingen)
- 97996 - ニーダーシュテッテン (Niederstetten)

## バイエルン州 (Bavaria)

### 63000-63999
- 63739-63743 - アシャッフェンブルク (Aschaffenburg)
- 63726 - グローソストハイム (Großostheim)
- 63755 - アルツェナウ (Alzenau)
- 63785 - オーベルンブルク (Obernburg)
- 63820 - エルゼンフェルト (Elsenfeld)
- 63897 - ミルテンベルク (Miltenberg)
- 63906 - エアレンバッハ (Erlenbach am Main)
- 63911 - クリンゲンベルク (Klingenberg am Main)
- 63916 - アモールバッハ (Amorbach)
- 63939 - ヴェルト (Wörth am Main)

### 80000-80999
- 80331-80999 - ミュンヘン (Munich)

### 81000-81999
- 81000 - 81373 - ミュンヘン

### 82000-82999
- 82101-82110 - ゲルメリング (Germering)
- 82140 - オルヒング (Olching)
- 82178 - プフハイム (Puchheim)
- 82319 - シュタルンベルク (Starnberg)
- 82256 - フュルステンフェルトブルック (Fürstenfeldbruck)
- 82362 - ヴァイルハイム (Weilheim in Oberbayern)
- 82377 - ペンツベルク (Penzberg)
- 82442 - ザウルグルプ (Saulgrub)
- 82467 - ガルミッシュ＝パルテンキルヒェン (Garmisch-Partenkirchen)
- 82515 - ヴォルフラーツハウゼン (Wolfratshausen)
- 82538 - ゲーレッツリート (Geretsried)

### 83000-83999
- 83022-83028 - ローゼンハイム (Rosenheim)
- 83035-83043 - バート・アイブリング (Bad Aibling)
- 83059 - コルバーモール (Kolbermoor)
- 83278 - トラウンシュタイン (Traunstein)
- 83301 - トラウンロイト (Traunreut)
- 83308 - トロストベルク (Trostberg)
- 83368, 83371, 83374 - トラウンロイト
- 83395 - フライラッシング (Freilassing)
- 83410 - ラウフェン (Laufen, Germany)
- 83435 - バート・ライヘンハル (Bad Reichenhall)
- 83512 - ヴァッサーブルク (Wasserburg am Inn)
- 83646 - バート・テルツ (Bad Tölz)
- 83684 - テーゲルンゼー (Tegernsee)
- 83714 - ミースバハ (Miesbach)

### 84000-84999
- 84028-84036 - ランツフート (Landshut)
- 84042-84048 - マインブルク (Mainburg)
- 84056 - ロッテンブルク (Rottenburg an der Laaber)
- 84130 - ディンゴルフィンク (Dingolfing)
- 84137 - フィルスビーブルク (Vilsbiburg)
- 84174 - エーヒング(Eching, Landshut)
- 84307 - エッゲンフェルデン (Eggenfelden)
- 84347 - プファルキルヒェン (Pfarrkirchen)
- 84359 - ジムバッハ (Simbach am Inn)
- 84405 - ドルフェン (Dorfen)
- 84478 - ヴァルトクライブルク (Waldkraiburg)
- 84489 - ブルクハウゼン (Burghausen, Altötting)
- 84494 - ノイマルクト＝ザンクト・ファイト (Neumarkt-Sankt Veit)
- 84453 - ミュールドルフ (Mühldorf)
- 84503 - アルトエッティング (Altötting)
- 84513 - テジング (Töging am Inn)
- 84524 - ノイエッティング (Neuötting)
- 84529 - ティットモニング (Tittmoning)
- 84539 - アムプフィング (Ampfing)

### 85000-85999
- 85049-85057 - インゴルシュタット (Ingolstadt)
- 85067, 85071, 85072 - アイヒシュテット (Eichstätt)
- 85077 - マンヒンク (Manching)
- 85088 - フォーブルク (Vohburg an der Donau)
- 85221 - ダッハウ (Dachau)
- 85256 - フィアキルヒェン (Vierkirchen)
- 85290 - ガイゼンフェルト (Geisenfeld)
- 85354-85356 - フライジンク (Freising)
- 85360-85368 - モースブルク (Moosburg)
- 85435 - エルディング (Erding)
- 85551 - キルヒハイム・バイ・ミュンヘン(Kirchheim bei München)
- 85560 - エーバースベルク (Ebersberg)
- 85567 - グラーフィング (Grafing)
- 85653 - アイイング (Aying)
- 85716 - ウンターシュライスハイム (Unterschleißheim)
- 85748 - ガーヒング・バイ・ミュンヘン (Garching bei München)

### 86000-86999
- 86150-86199 - アウクスブルク (Augsburg)
- 86316 - フリートベルク (Friedberg, Bavaria)
- 86343 - ケーニッヒスブルン (Königsbrunn)
- 86356 - ノイゼス (Neusäß)
- 86368 - ゲルストホーフェン (Gersthofen)
- 86381 - クルムバッハ (Krumbach, Bavaria)
- 86391 - シュタットベルゲン (Stadtbergen)
- 86399 - ボビンゲン (Bobingen)
- 86470 - タンハウゼン (Thannhausen)
- 86529 - シュロベンハウゼン (Schrobenhausen)
- 86551 - アイヒャッハ (Aichach)
- 86609 - ドナウヴェルト (Donauwörth)
- 86633 - ノイブルク (Neuburg an der Donau)
- 86637 - ヴェルティンゲン (Wertingen)
- 86641 - ライン (Rain, Swabia)
- 86650 - ヴェムディング (Wemding)
- 86653 - モンハイム (Monheim, Bavaria)
- 86655 - ハールブルク (Harburg, Bavaria)
- 86729-86732 - エッティンゲン (Oettingen in Bayern)
- 86720 - ネルトリンゲン (Nördlingen)
- 86807 - ブーフローエ (Buchloe)
- 86825 - バート・ヴェリスホーフェン (Bad Wörishofen)
- 86830 - シュヴァープミュンヘン (Schwabmünchen)
- 86899 - ランツベルク (Landsberg Am Lech)
- 86956 - ショーンガウ (Schongau, Bavaria)

### 87000-87999
- 87435, 87437, 87439 - ケンプテン (Kempten)
- 87448 - ヴァルテンホーフェン (Waltenhofen)
- 87509 - インメンシュタット (Immenstadt)
- 87567 - リーツラーン (Riezlern (Austria))
- 87568 - ヒルシュエック (Hirschegg (Austria))
- 87569 - ミッテルベルク (Mittelberg (Austria))
- 87491 - ユングホルツ (Jungholz (Austria))
- 87527 - ゾントホーフェン (Sonthofen)
- 87600 - カウフボイレン (Kaufbeuren)
- 87616 - マルクトオーバードルフ (Marktoberdorf)
- 87629 - フュッセン (Füssen)
- 87700 - メミンゲン (Memmingen)
- 87600 - カウフボイレン (Kaufbeuren)
- 87711-87719 - ミンデルハイム (Mindelheim)

### 88000-88999
- 88131 - リンダウ (Lindau)
- 88161 - リンデンベルク (Lindenberg im Allgäu)

### 89000-89999
- 89231-89233 - ノイ＝ウルム (Neu-Ulm)
- 89250 - ゼンデン (Senden)
- 89257 - イラーティッセン (Illertissen)
- 89264 - ヴァイセンホルン (Weißenhorn)
- 89269 - フェーリンゲン (Vöhringen, Bavaria)
- 89312 - ギュンツブルク (Günzburg)
- 89331 - ブルクアウ (Burgau)
- 89335 - イヘンハウゼン (Ichenhausen)
- 89340 - ライプファイム (Leipheim)
- 89407 - ディリンゲン (Dillingen an der Donau)
- 89415 - ラウインゲン (Lauingen)
- 89420 - ヘーヒシュテット (Höchstädt an der Donau)
- 89423 - グンデルフィンゲン (Gundelfingen an der Donau)
- 89420 - ヘーヒシュテット・アン・デア・ドナウ (Höchstädt an der Donau)

### 90000-90999
- 90402-90491 - ニュルンベルク (Nürnberg)
- 90513 - ツィルンドルフ (Zirndorf)
- 90518 - アルトドルフ (Altdorf bei Nürnberg)
- 90522 - オーバーアスバッハ (Oberasbach)
- 90547 - シュタイン (Stein, Bavaria)
- 90552 - レーテンバッハ (Röthenbach an der Pegnitz)
- 90579 - ランゲンツェン (Langenzenn)
- 90762-90768 - フュルト (Fürth)

### 91000-91999
- 91052–91058 - エアランゲン (Erlangen)
- 91074 - ヘルツォーゲンアウラハ (Herzogenaurach)
- 91077 - ノインキルヒェン・アム・ブラント (Neunkirchen am Brand)
- 91083 - バイアースドルフ (Baiersdorf)
- 91126 - シュヴァーバッハ (Schwabach)
- 91154 - ロート (Roth)
- 91161 - ヒルポルトシュタイン (Hilpoltstein)
- 91171 - グレーディング (Greding)
- 91174 - シュパルト (Spalt)
- 91180 - ハイデック (Heideck)
- 91183 - アーベンベルク (Abenberg)
- 91189 - ロール (Rohr)
- 91207 - ラウフ (Lauf an der Pegnitz)
- 91217 - ヘルスブルック (Hersbruck)
- 91235 - フェルデン (Velden (Pegnitz))
- 91257 - ペグニッツ (Pegnitz (town))
- 91275 - アウエルバッハ (Auerbach in der Oberpfalz)
- 91278 - ポッテンシュタイン (Pottenstein, Bavaria)
- 91282 - ベッツェンシュタイン (Betzenstein)
- 91301 - フォルヒハイム (Forchheim)
- 91315 - ヘーヒシュタット (Höchstadt)
- 91320 - エーバーマンシュタット (Ebermannstadt)
- 91322 - グレーフェンベルク (Gräfenberg, Bavaria)
- 91344 - ヴァイシェンフェルト (Waischenfeld)
- 91353 - ハウゼン (Hausen, Upper Franconia)
- 91413 - ノイシュタット (Neustadt an der Aisch)
- 91438 - バート・ヴィンツハイム (Bad Windsheim)
- 91443 - シャインフェルト (Scheinfeld)
- 91522 - アンスバッハ (Ansbach)
- 91541 - ローテンブルク (Rothenburg ob der Tauber)
- 91550 - ディンケルスビュール (Dinkelsbühl)
- 91555 - フォイヒトヴァンゲン (Feuchtwangen)
- 91575 - ヴィンツバッハ (Windsbach)
- 91560 - ハイルスブロン (Heilsbronn)
- 91567 - ヘリーデン (Herrieden)
- 91578 - ロイタースハウゼン (Leutershausen)
- 91583 - シリングスフュルスト (Schillingsfürst)
- 91593 - ブルクベルンハイム (Burgbernheim)
- 91639 - ヴォルフラムス＝エッシェンバッハ (Wolframs-Eschenbach)
- 91710 - グンツェンハウゼン (Gunzenhausen)
- 91717 - ヴァッサートリューディンゲン (Wassertrüdingen)
- 91732 - メルケンドルフ (Merkendorf, Bavaria)
- 91737 - オルンバウ (Ornbau)
- 91757 - トロイヒトリンゲン (Treuchtlingen)
- 91781 - ヴァイセンブルク (Weißenburg in Bayern)
- 91788 - パッペンハイム (Pappenheim)
- 91792 - エリンゲン (Ellingen)

### 92000-92999
- 92224 - アンベルク (Amberg)
- 92237 - ズルツバッハ＝ローゼンベルク (Sulzbach-Rosenberg)
- 92242 - ヒルシャウ (Hirschau)
- 92249 - フィゼック (Vilseck)
- 92253 - シュナイッテンバッハ (Schnaittenbach)
- 92281 - ケーニヒシュタイン (Königstein (Oberpfalz))
- 92318 - ノイマルクト (Neumarkt in der Oberpfalz)
- 92331 - パルスベルク (Parsberg)
- 92339 - バイルングリース (Beilngries)
- 92342 - フライシュタット (Freystadt)
- 92345 - ディートフルト (Dietfurt)
- 92355 - フェルブルク (Velburg)
- 92366 - ホーエンフェルス (Hohenfels, Bavaria)
- 92421 - シュヴァンドルフ (Schwandorf)
- 92431 - ノインブルク (Neunburg vorm Wald)
- 92442 - ヴァッカースドルフ (Wackersdorf)
- 92444 - レッツ (Rötz)
- 92436 - ブルック (オーバープファルツ) (Bruck in der Oberpfalz)
- 92507 - ナプブルク (Nabburg)
- 92526 - オーバーヴィヒタッハ (Oberviechtach)
- 92536 - プフライムト (Pfreimd)
- 92539 - シェーンセ (Schönsee)
- 92637 - ヴァイデン・イン・デア・オーバープファルツ (Weiden in der Oberpfalz)
- 92648 - フォーエンシュトラウス (Vohenstrauß)
- 92655 - グラーフェンヴェーア (Grafenwöhr)
- 92660 - ノイシュタット (Neustadt an der Waldnaab)
- 92665 - アルテンシュタット (Altenstadt an der Waldnaab)
- 92670 - ヴィンディッシェシェンバッハ (Windischeschenbach)
- 92676 - エッシェンバッハ (Eschenbach in der Oberpfalz)
- 92681 - エルベンドルフ (Erbendorf)
- 92690 - プレッサート (Pressath)
- 92714 - プレイシュタイン (Pleystein)

### 93000-93999
- 93047-93059 - レーゲンスブルク (Regensburg)
- 93084-93086 - ヴェルト (Wörth an der Donau)
- 93073 - ノイトラウブリング (Neutraubling)
- 93133 - ブルクレンゲンフェルト (Burglengenfeld)
- 93142 - マックスヒュッテ＝ハイトホーフ (Maxhütte-Haidhof)
- 93149 - ニッテナウ (Nittenau)
- 93155 - ヘーマウ (Hemau)
- 93158 - トイブリッツ (Teublitz)
- 93164 - ブルン (Brunn (Oberpfalz))
- 93309 - ケールハイム (Kelheim)
- 93326 - アーベンスベルク (Abensberg)
- 93333 - ノイシュタット (Neustadt an der Donau)
- 93339 - リーデンブルク (Riedenburg)
- 93413 - シャム (Cham, Germany)
- 93426 - ローディング (Roding, Germany)
- 93437 - フュルト (Furth im Wald)
- 93444 - バート・ケッツティング (Bad Kötzting)
- 93449 - ヴァルトミュンヒェン (Waldmünchen)

### 94000-94999
- 94032, 94034, 94036 - パッサウ (Passau)
- 94051 - ハウツェンベルク (Hauzenberg)
- 94060 - ペッキング (Pocking)
- 94065 - ヴァルトキルヒェン (Waldkirchen)
- 94086 - バート・グリースバッハ (Bad Griesbach (Rottal))
- 94094 - ロットハルミュンスター (Rotthalmünster)
- 94209 - レーゲン (Regen)
- 94227 - ツヴィーゼル (Zwiesel)
- 94234 - ヴィヒタッハ (Viechtach)
- 94315 - シュトラウビング (Straubing)
- 94327 - ボーゲン (Bogen, Germany)
- 94333 - ガイゼルヘーリング (Geiselhöring)
- 94405 - ランダウ (Landau an der Isar)
- 94447 - プラットリング (Plattling)
- 94469 - デッゲンドルフ (Deggendorf)
- 94474 - フィルスホーフェン (Vilshofen an der Donau)
- 94475-94481 - グラーフェナウ (Grafenau, Bavaria)
- 94486 - オスターホーフェン (Osterhofen)
- 94569 - シュテファンシュポシング (Stephanspoching)

### 95000-95999
- 95028, 95030, 95032 - ホーフ (Hof, Bavaria)
- 95100 - ゼルプ (Selb)
- 95111 - レーハウ (Rehau)
- 95119 - ナイラ (Naila)
- 95126 - シュヴァルツェンバッハ・アン・デア・ザーレ (Schwarzenbach an der Saale)
- 95131 - シュヴァルツェンバッハ・アム・ヴァルト (Schwarzenbach am Wald)
- 95136 - ヴァイセンシュタット (Weißenstadt)
- 95152 - ゼルビッツ (Selbitz)
- 95158 - キルヒェンラミッツ (Kirchenlamitz)
- 95168 - マルクトロイテン (Marktleuthen)
- 95173 - シェーンヴァルト (Schönwald, Bavaria)
- 95192 - リヒテンベルク (Lichtenberg, Bavaria)
- 95197 - シャウエンシュタイン (Schauenstein)
- 95213 - ミュンヒベルク (Münchberg)
- 95233 - ヘルムブレヒツ (Helmbrechts)
- 95312-95317 - クルムバッハ (Kulmbach)
- 95346 - シュタットシュタイナハ (Stadtsteinach)
- 95362 - クプファーベルク (Kupferberg)
- 95444-95448 - バイロイト (Bayreuth)
- 95460 - バート・ベルネック・イム・フィヒテルゲビルゲ (Bad Berneck im Fichtelgebirge)
- 95473 - クロイセン (Creußen)
- 95478 - ケムナート (Kemnath)
- 95482 - ゲフレース (Gefrees)
- 95497 - ゴルトクローナハ (Goldkronach)
- 95514 - ノイシュタット (Neustadt am Kulm)
- 95615 - マルクトレドヴィッツ (Marktredwitz)
- 95632 - ヴンジーデル (Wunsiedel)

- 95643 - ティルシェンロイト (Tirschenreuth)
- 95652 - ヴァルトザッセン (Waldsassen)
- 95659 - アルツベルク (Arzberg, Bavaria)
- 95666 - ミッタータイヒ (Mitterteich)
- 95679 - ヴァルダースホーフ (Waldershof)
- 95691 - ホーエンベルク (Hohenberg an der Eger)
- 95761 - ベルナウ (Bärnau)

### 96000-96999
- 96047, 96049, 96050, 96051, 96052 - バンベルク (Bamberg)
- 96103 - ハルシュタット (Hallstadt)
- 96106 - エーバーン (Ebern)
- 96110 - シェスリッツ (Scheßlitz)
- 96132 - シュリュッセルフェルト (Schlüsselfeld)
- 96142 - ホルフェルト (Hollfeld)
- 96145 - ゼスラハ (Seßlach)
- 96148 - バウナハ (Baunach)
- 96215 - リヒテンフェルス (Lichtenfels, Bavaria)
- 96224 - ブルククンシュタット (Burgkunstadt)
- 96231 - バート・シュタッフェルシュタイン (Bad Staffelstein)
- 96260 - ヴァイスマイン (Weismain)
- 96317 - クローナハ (Kronach)
- 96337 - ルートヴィヒスシュタット (Ludwigsstadt)
- 96346 - ヴァレンフェルス (Wallenfels)
- 96358 - トイシュニッツ (Teuschnitz)
- 96450 - コーブルク (Coburg)
- 96465 - ノイシュタット (Neustadt bei Coburg)
- 96472 - レーデンタール (Rödental)
- 96476 - バート・ローダッハ (Bad Rodach)

### 97000-97999
- 97070-97084 - ヴュルツブルク (Würzburg)
- 97199 - オクゼンフルト (Ochsenfurt)
- 97215 - ウッフェンハイム (Uffenheim)
- 97239 - アウプ (Aub)
- 97246 - アイベルシュタット (Eibelstadt)
- 97261 - ギュンタースレーベン (Güntersleben)
- 97285 - レッティンゲン (Röttingen)
- 97318 - キッツィンゲン (Kitzingen)
- 97332 - フォルカッハ (Volkach)
- 97335, 97337 - デッテルバッハ (Dettelbach)
- 97340 - マルクトブライト (Marktbreit)
- 97342 - マルクトシュテフト (Marktsteft)
- 97346 - イプホーフェン (Iphofen)
- 97350 - マインベルンハイム (Mainbernheim)
- 97357 - プリッヒゼンシュタット (Prichsenstadt)
- 97421-97424 - シュヴァインフルト (Schweinfurt)
- 97437 - ハスフルト (Haßfurt)
- 97450 - アルンシュタイン (Arnstein)
- 97461 - ホーフハイム (Hofheim, Bavaria)
- 97475 - ツァイル (Zeil am Main)
- 97477 - ゲーロルツホーフェン (Gerolzhofen)
- 97483 - エルトマン (Eltmann)
- 97486 - ケーニヒスベルク (Königsberg, Bavaria)
- 97616 - バート・ノイシュタット (Bad Neustadt an der Saale)
- 97631 - バート・ケーニヒスホーフェン・イム・グラープフェルト (Bad Königshofen)
- 97638 - メルリッヒシュタット (Mellrichstadt)
- 97645 - オストハイム (Ostheim)
- 97650 - フラドゥンゲン (Fladungen)
- 97653 - ビショフスハイム (Bischofsheim an der Rhön)
- 97688 - バート・キッシンゲン (Bad Kissingen)
- 97702 - ミュンナーシュタット (Münnerstadt)
- 97737 - ゲミュンデン (Gemünden am Main)
- 97753 - カールシュタット (Karlstadt am Main)
- 97762 - ハンメルブルク (Hammelburg)
- 97769 - バート・ブリュッケナウ (Bad Brückenau)
- 97794 - リーネック (Rieneck)
- 97816 - ローア (Lohr)
- 97828 - マルクトハイデンフェルト (Marktheidenfeld)
- 97851 - ローテンフェルス (Rothenfels)
- 97909 - シュタットプロツェルテン (Stadtprozelten)

## 過去の郵便番号

### 西ドイツ
以下の郵便番号は1993年まで使用されていた。(郵便番号後半のゼロはしばしば省略された。)
例1、ハンブルクは2000であるが、2 Hamburg …)
例2、ブレーメンは2800であるが、28 Bremen …)

#### 西ベルリン (Berlin (West))
- 1000 - (西ベルリン) (West Berlin)

#### シュレースヴィヒ＝ホルシュタイン州 (Schleswig-Holstein)
- 2200 エルムスホルン (Elmshorn)
- 2300 キール (Kiel)
- 2400 リューベック (Lübeck)

#### ハンブルク特別市(Hamburg)
- 2000 ハンブルク (Hamburg)
- 2100 ハールブルク (Hamburg-Harburg) (ハンブルクのエルベ川以南)

#### 自由ハンザ都市ブレーメン
- 2800 ブレーメン (Bremen (city))
- 2850 ブレーマーハーフェン (Bremerhaven)

#### ニーダーザクセン州 (Lower Saxony)
3000-3099
- 3000 - ハノーファー (Hanover)

3100-3199
- 3100 - ツェレ (Celle)
- 3200 - ヒルデスハイム (Hildesheim)
- 3250 - ハーメルン (Hamelin)

3300-3399
- 3300 - ブラウンシュヴァイク (Braunschweig)

3400-3499
- 3400 - ゲッティンゲン (Göttingen)
- 3405 - ロスドルフ (Rosdorf)

4500-4599
- 4500 - オスナブリュック (Osnabrück)

#### ノルトライン＝ヴェストファーレン州 (North Rhine-Westphalia)
4000-4099
- 4000 - デュッセルドルフ (Düsseldorf)
- 4040 - ノイス (Neuss)

4100-4199
- 4100 - デュースブルク (Duisburg)
- 4130 - メールス (Moers)
- 4150 - クレーフェルト (Krefeld)
- 4170 - ゲルダーン (Geldern)
- 4180 - ゴッホ (Goch)
- 4190 - クレーヴェ (Kleve)

4200-4299
- 4200 - オーバーハウゼン (Oberhausen)
- 4250 - ボトロップ (Bottrop)

4300-4399
- 4300 - エッセン (Essen)
- 4330 - ミュールハイム・アン・デア・ルール (Mülheim an der Ruhr)
- 4350 - レックリングハウゼン (Recklinghausen)

4400-4499
- 4400 - ミュンスター (Münster)

4500-4599
4600-4699
- 4600 - ドルトムント (Dortmund)
- 4630 - ボーフム (Bochum)
- 4650, 4660 - ゲルゼンキルヒェン (Gelsenkirchen)
- 4680 Wanne-Eickel
- 4690 ヘルネ (Herne, North Rhine-Westphalia)

4700-4799
- 4700 - ハム (Hamm)

4800-4899
- 4800 - ビーレフェルト (Bielefeld)

4900-4999
- 4900 - ヘルフォルト (Herford)

5000-5099
- 5000 - ケルン (Cologne)

5100-5199
- 5100 - アーヘン (Aachen)
- 5180 - エシュヴァイラー (Eschweiler)

5200
- 5200 - ジークブルク (Siegburg)

5300
- 5300 - ボン (Bonn)

5600-5699
- 5600 - ヴッパータール (Wuppertal)

5800-5899
- 5800 - ハーゲン (Hagen)
- 5810 - ヴィッテン (Witten)
- 5820 - ゲーヴェルスベルク (Gevelsberg)
- 5880 - リューデンシャイト (Lüdenscheid)

5900-5999
- 5900 - ジーゲン (Siegen)

#### ラインラント＝プファルツ州 (Rhineland-Palatinate)
5400-5499
- 5400 - コブレンツ (Koblenz)

5500-5599
- 5500 - トリーア (Trier)

6500-6599
- 6500 - マインツ (Mainz)
- 6520 - ヴォルムス (Worms, Germany)
- 6550 - バート・クロイツナハ (Bad Kreuznach)

6700-6799
- 6700 - ルートヴィヒスハーフェン (Ludwigshafen)
- 6710 - フランケンタール (Frankenthal)
- 6720 - シュパイアー (Speyer)
- 6730 - ノイシュタット・アン・デア・ヴァインシュトラーセ (Neustadt an der Weinstraße)
- 6740 - ランダウ・イン・デア・プファルツ (Landau in der Pfalz)
- 6750 - カイザースラウテルン (Kaiserslautern)
- 6760 - ロッケンハウゼン (Rockenhausen)
- 6780 - ピルマゼンス (Pirmasens)
- 6790 - ラントシュトゥール (Landstuhl)

#### ザールラント州 (Saarland)
- 6600 - ザールブリュッケン (Saarbrücken)

#### ヘッセン州 (Hesse)
3500-3599
- 3500 - カッセル (Kassel)
- 3550 - マールブルク (Marburg)

6000-6099
- 6000 - フランクフルト・アム・マイン (Frankfurt am Main)
- 6050 - オッフェンバッハ・アム・マイン (Offenbach, Hesse)
- 6070 - ランゲン (ヘッセン) (Langen, Hesse)
- 6080 - グロース＝ゲーラウ (Groß-Gerau)
- 6090 - リュッセルスハイム (Rüsselsheim)

6100-6199
- 6100 - ダルムシュタット (Darmstadt)
- 6110 - ディーブルク (Dieburg)
- 6120 - エアバッハ (Erbach im Odenwald)、ミヒェルシュタット (Michelstadt)
- 6140 - ベンスハイム (Bensheim)
- 6144 - ツヴィンゲンベルク (Zwingenberg)
- 6148 - ヘッペンハイム (Heppenheim)

6200-6299
- 6200 - ヴィースバーデン (Wiesbaden)
- 6220 - リューデスハイム・アム・ライン (Rüdesheim am Rhein)
- 6230 - フランクフルト・アム・マイン（西部） (Frankfurt am Main)
- 6240 - ケーニヒシュタイン・イム・タウヌス (Königstein im Taunus)
- 6242 - クロンベルク・イム・タウヌス (Kronberg im Taunus)
- 6250 - リンブルク・アン・デア・ラーン (Limburg an der Lahn)
- 6270 - イトシュタイン (Idstein)
- 6290 - ヴァイルブルク (Weilburg)

6300-6399
- 6300 - ギーセン (Gießen)
- 6350 - バート・ナウハイム (Bad Nauheim)
- 6380 - バート・ホンブルク・フォア・デア・ヘーエ (Bad Homburg vor der Höhe)

6400-6499
- 6400 - フルダ (Fulda)
- 6450 - ハーナウ (Hanau)
- 6460 - ゲルンハウゼン(Gelnhausen)
- 6461 - Gelnhausen (district)
- 6463 - Freigericht (formerly only Somborn)

6500-6599
- 6502 - ヴィースバーデン マインツ＝コストハイム区(Mainz-Kostheim)
- 6503 - ヴィースバーデン マインツ＝カステル区(Mainz-Kastel)

6800-6899
- 6806 - フィールンハイム (Viernheim)
- 6840 - ラムペルトハイム (Lampertheim)
- 6842 - ビュールシュタット (Bürstadt)
- 6843 - ビブリス (Biblis)
- 6845 - グロース＝ロールハイム (Groß-Rohrheim)

6900-6999
- 6918 - ネッカーシュタイナハ (Neckarsteinach)
- 6932 - ヒルシュホルン (Hirschhorn (Neckar))
- 6941 - アプトシュタイナハ (Abtsteinach)
- 6942 - メルレンバッハ (Mörlenbach)
- 6943 - ビルケナウ (Birkenau (Odenwald))
- 6946 - ゴルクスハイマータール (Gorxheimertal)
- 6948 - ヴァルト＝ミヒェルバッハ (Wald-Michelbach)

#### バーデン＝ヴュルテンベルク州 (Baden-Württemberg)
6800-6899
- 6800 - マンハイム (Mannheim)
- 6802 - ラーデンブルク (Ladenburg)
- 6803 - エーディンゲン＝ネッカーハウゼン (Edingen-Neckarhausen)
- 6804 - イルフェスハイム (Ilvesheim)
- 6805 - ヘッデスハイム (Heddesheim)
- 6822 - アルトルスハイム (Altlußheim)
- 6823 - ノイルスハイム (Neulußheim)
- 6830 - シュヴェツィンゲン (Schwetzingen)
- 6831 - プランクシュタット (Plankstadt)
- 6832 - ホッケンハイム (Hockenheim)
- 6833 - ワーグホイゼル (Waghäusel)
- 6834 - ケッチュ (Ketsch)
- 6835 - ブリュール (Brühl (Baden))
- 6836 - オフタースハイム (Oftersheim)
- 6837 - ザンクト・レオン＝ロート (St. Leon-Rot)
- 6838 - ライリンゲン (Reilingen)
- 6839 - オーバーハウゼン＝ラインハウゼン (Oberhausen-Rheinhausen)

6900-6999
- 6900 - ハイデルベルク (Heidelberg)
- 6901 - ガイベルク (Gaiberg), ハイリヒクロイツシュタイナハ (Heiligkreuzsteinach), マウアー (Mauer (Baden)), ヴィーゼンバッハ (Wiesenbach (Rhein-Neckar))
- 6902 - ザントハウゼン (Sandhausen)
- 6903 - ネッカーゲミュント (Neckargemünd)
- 6904 - エッペルハイム (Eppelheim)
- 6905 - シュリースハイム (Schriesheim)
- 6906 - ライメン (Leimen (Baden))
- 6907 - ヌスロッホ (Nußloch)
- 6908 - ヴィースロッホ (Wiesloch)
- 6909 - ヴァルドルフ (Walldorf)
- 6911 - マルシュ (Malsch (bei Wiesloch))
- 6912 - ディールハイム (Dielheim)
- 6913 - ミュールハウゼン (Mühlhausen (Kraichgau))
- 6914 - ラウエンベルク (Rauenberg, Kraichgau)
- 6915 - ドッセンハイム (Dossenheim)
- 6916 - ヴィルヘルムスフェルト (Wilhelmsfeld)
- 6917 - シェーナウ (Schönau (Odenwald))
- 6919 - バンメンタール (Bammental)
- 6920 - ジンスハイム (Sinsheim)
- 6930 - エーバーバッハ (Eberbach (Baden))
- 6940 - ヴァインハイム (Weinheim)
- 6944 - ヘムスバッハ (Hemsbach)
- 6945 - ヒルシュベルク・アン・デア・ベルクシュトラーセ (Hirschberg an der Bergstraße)
- 6947 - ラウデンバッハ (Laudenbach (Rhein-Neckar))
- 6950 - モースバッハ (Mosbach)
- 6960 - オスターブルケン (Osterburken)
- 6967 - ブーヒェン (オーデンヴァルト) (Buchen)
- 6968 - ヴァルデュルン (Walldürn)
- 6970 - ラウダ＝ケーニヒスホーフェン (Lauda-Königshofen)
- 6980 - ヴェルトハイム (Wertheim am Main)
- 6990 - バート・メルゲントハイム (Bad Mergentheim)

7000-7099
- 7000 - シュトゥットガルト (Stuttgart)

7100-7199
- 7100 - ハイルブロン (Heilbronn)

7200-7299
- 7200 - トゥットリンゲン (Tuttlingen)
- 7292 - バイアースブロン (Baiersbronn)

7300-7399
- 7300 - エスリンゲン (Esslingen am Neckar)
- 7320 - ゲッピンゲン (Göppingen)
- 7332 - アイスリンゲン (Eislingen)

7400-7499
- 7400 - テュービンゲン (Tübingen)

7500-7599
- 7500 - カールスルーエ (Karlsruhe)
- 7518 - ブレッテン (Bretten)
- 7519 - エッピンゲン (Eppingen)
- 7520 - ブルッフザール (Bruchsal)
- 7530 - プフォルツハイム (Pforzheim)
- 7550 - ラシュタット (Rastatt)
- 7570 - バーデン＝バーデン (Baden-Baden)

7600-7699
- 7600 - オッフェンブルク (Offenburg)

7700-7799
- 7700 - ジンゲン (Singen)

7800-7899
- 7800 - フライブルク (Freiburg)

7900-7999
- 7900 - ウルム (Ulm)

#### バイエルン自由州 (Bavaria)
7900-7999
- 7910 - ノイウルム (Neu-Ulm)

8000-8099
- 8000 - ミュンヘン (Munich)
- 8070 - インゴルシュタット (Ingolstadt)

8100-8199
- 8100 - ガルミッシュ＝パルテンキルヒェン (Garmisch-Partenkirchen)

8200-8299
- 8200 - ローゼンハイム (Rosenheim)

8300-8399
- 8300 - ランツフート (Landshut)

8400-8499
- 8400 - レーゲンスブルク (Regensburg)

8500-8599
- 8500 - ニュルンベルク (Nuremberg)
- 8501 - ニュルンベルク郊外の多くの小さな村落
- 8510 - フュルト (Fürth)
- 8520 - エアランゲン (Erlangen)
- 8540 - シュヴァーバッハ (Schwabach)

8600-8699
- 8600 - バンベルク (Bamberg)

8700-8799
- 8700 - ヴュルツブルク (Würzburg)
- 8750 - アシャッフェンブルク (Aschaffenburg)

8800-8899
- 8800 - アンスバッハ (Ansbach)
- 8836 - エリンゲン (Ellingen)

8900-8999
- 8900 - アウクスブルク (Augsburg)

#### 西ベルリン(Berlin (West))
- 1000 - (西ベルリン) (West Berlin)

### 東ドイツ
- 1000 ベルリン (東ベルリン) (East Berlin)
- 1100 ベルリン郊外
- 1200 フランクフルト・アン・デア・オーダー (Frankfurt (Oder))
- 1300 エーベルスヴァルデ (Eberswalde)
- 1400 オラニエンブルク (Oranienburg)
- 1500 ポツダム (Potsdam)
- 1600 ケーニヒス・ヴスターハウゼン (Königs Wusterhausen)
- 1700 ユーターボーク (Jüterbog)
- 1800 ブランデンブルク・アン・デア・ハーフェル (Brandenburg an der Havel)
- 1900 ノイシュタット (ドッセ) (Neustadt (Dosse))
- 2000 ノイブランデンブルク (Neubrandenburg)
- 2100 パーゼヴァルク (Pasewalk)
- 2200 グライフスヴァルト (Greifswald)
- 2300 シュトラールズント (Stralsund)
- 2400 ヴィスマール (Wismar)
- 2500 ロストック (Rostock)
- 2600 ギュストロー (Güstrow)
- 2700 シュヴェリーン (Schwerin)
- 2800 ルートヴィヒスルスト (Ludwigslust)
- 2900 ヴィッテンベルゲ (Wittenberge)
- 3000 マクデブルク (Magdeburg)
- 3100 Magdeburg Land
- 3300 シェーネベック (Schönebeck)
- 3400 ツェルプスト/アンハルト (Zerbst/Anhalt)
- 3500 シュテンダール (Stendal)
- 3600 ハルバーシュタット (Halberstadt)
- 3700 ヴェルニゲローデ (Wernigerode)
- 4000 ハレ (Halle, Saxony-Anhalt)
- 4100 Halle region
- 4200 メルゼブルク (Merseburg)
- 4300 クヴェードリンブルク (Quedlinburg)
- 4400 ビッターフェルト (Bitterfeld)
- 4500 デッサウ (Dessau)
- 4600 ヴィッテンベルク (Wittenberg)
- 4700 ザンガーハウゼン (Sangerhausen)
- 4800 ナウムブルク (Naumburg (Saale))
- 4900 ツァイツ (Zeitz)
- 5000 エアフルト (Erfurt)
- 5100 Erfurt region
- 5300 ヴァイマル (Weimar)
- 5400 ゾンダースハウゼン (Sondershausen)
- 5500 ノルトハウゼン (Nordhausen)
- 5600 ライネフェルデ＝ヴォルビス (Leinefelde)
- 5700 ミュールハウゼン (Mühlhausen)
- 5800 ゴータ (Gotha (town))
- 5900 アイゼナハ (Eisenach)
- 6000 ズール (Suhl)
- 6100 マイニンゲン (Meiningen)
- 6200 バート・ザルツンゲン (Bad Salzungen)
- 6300 イルメナウ (Ilmenau)
- 6400 ゾンネベルク (Sonneberg)
- 6500 ゲーラ (Gera)
- 6600 グライツ (Greiz)
- 6800 ザールフェルト (Saalfeld)
- 6900 イェーナ (Jena)
- 7000 ライプツィヒ (Leipzig)
- 7100 Leipzig region
- 7200 ボルナ (Borna, Leipzig)
- 7300 デーベルン (Döbeln)
- 7400 アルテンブルク (Altenburg)
- 7500 コトブス (Cottbus)
- 7700 ホイエルスヴェルダ (Hoyerswerda)
- 7800 ルーラント (Ruhland)
- 7900 ファルケンベルク (Falkenberg)
- 8000 ドレスデン (Dresden)
- 8100 Dresden region
- 8300 ピルナ (Pirna)
- 8400 リーザ (Riesa)
- 8500 ビショフスヴェルダ (Bischofswerda)
- 8600 バウツェン (Bautzen)
- 8700 レーバウ (Löbau)
- 8800 ツィッタウ (Zittau)
- 8900 ゲルリッツ (Görlitz)
- 9000 カール・マルクス・シュタット (Karl-Marx-Stadt)
- 9100 Karl-Marx-Stadt region
- 9200 フライベルク (Freiberg, Saxony)
- 9300 アンベルク＝ブッフホルツ (Annaberg-Buchholz)
- 9400 アウエ (Aue (Sachsen))
- 9500 ツヴィッカウ (Zwickau)
- 9700 アウエルバッハ (Auerbach (Vogtland))
- 9800 ライヒェンバッハ (Reichenbach im Vogtland)
- 9900 プラウエン (Plauen)